# Liste der Biografien/Pan
Liste der Biografien |
Portal Biografien |
Personensuche
# |
A |
B |
C |
D |
E |
F |
G |
H |
I |
J |
K |
L |
M |
N |
O |
P |
Q |
R |
S |
T |
U |
V |
W |
X |
Y |
Z |
?
 
Pa |
Pc |
Pe |
Pf |
Ph |
Pi |
Pj |
Pk |
Pl |
Pm |
Pn |
Po |
Pr |
Ps |
Pt |
Pu |
Pv |
Pw |
Py
 
Paa |
Pab |
Pac |
Pad |
Pae |
Paf |
Pag |
Pah |
Pai |
Paj |
Pak |
Pal |
Pam |
Pan |
Pao |
Pap |
Paq |
Par |
Pas |
Pat |
Pau |
Pav |
Paw |
Pax |
Pay |
Paz
Die Liste der Biografien führt alle Personen auf, die in der deutschsprachigen Wikipedia einen Artikel haben. Dieses ist eine Teilliste mit 1029 Einträgen von Personen, deren Namen mit den Buchstaben „Pan“ beginnt.

## Pan
- Pan († 252), chinesische Kaiserin der Wu-Dynastie
- Pan Chengdong (1934–1997), chinesischer Analytischer Zahlentheoretiker
- Pan Feihong (* 1989), chinesische Ruderin
- Pan Geng, König der Shang-Dynastie
- Pan Yi-cheng (* 1998), taiwanischer Eishockeyspieler
- Pan, Anke (* 1993), deutsche Pianistin
- Pan, Christoph (* 1938), italienischer Soziologe und Volksgruppenforscher (Südtirol)
- Pan, Dandan (* 1996), chinesische Ruderin
- Pan, Duojia, chinesischer Biologe
- Pan, Gaoqin (* 1991), chinesische Sprinterin
- Pan, Gongsheng (* 1963), chinesischer Ökonom, Gouverneur der Chinesischen Volksbank
- Pan, Guang (* 1947), chinesischer Politikwissenschaftler, Professor für Politikwissenschaft und Geschichte
- Pan, Haitian (* 1975), chinesischer Schriftsteller
- Pan, Hermes (1909–1990), amerikanischer Tänzer und Choreograf
- Pan, Ingrid (1930–1995), deutsche Schauspielerin und Hörspielsprecherin
- Pan, Jian-Wei (* 1970), chinesischer Quantenphysiker
- Pan, Jorge (* 1954), argentinischer Backgammonspieler
- Pan, Jun Shun (1889–1974), Chinese, dem der Titel "Gerechter unter den Völkern" verliehen wurde
- Pan, Kant, Filmeditor
- Pan, Lei (* 1988), chinesische Snowboarderin
- Pan, Li, chinesische Badmintonspielerin
- Pan, Marta (1923–2008), französische Bildhauerin ungarischer Abstammung
- Pan, Michael (* 1952), deutscher Schauspieler und SynchronsprecherMichael Pan (* 1952)

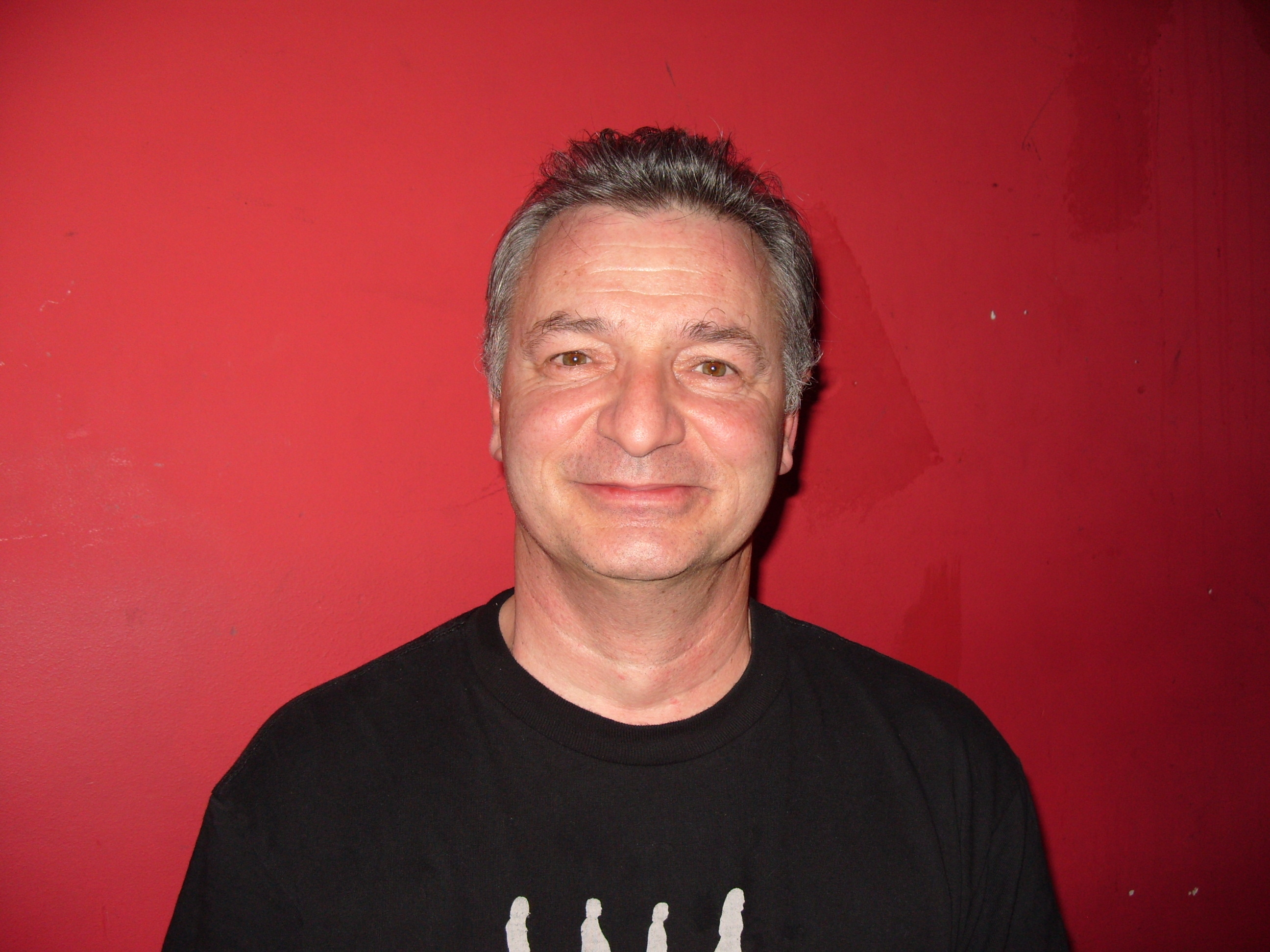
Michael Pan (* 1952)

- Pan, Pan (* 1986), chinesische Badmintonspielerin
- Pan, Peter (1909–1976), deutscher Kabarettist
- Pan, Phi Kun (* 2003), malaysische Radrennfahrerin
- Pan, Silke (* 1973), deutsche Handbikeathletin
- Pan, Wilber (* 1980), taiwanischer Schauspieler und Sänger
- Pan, Wuyun (* 1943), chinesischer Sprachwissenschaftler und Spezialist für chinesische Phonologie
- Pan, Yar Thet (* 1991), myanmarische Gewichtheberin
- Pan, Yue (* 1960), chinesischer Politiker und Vizeumweltminister der Volksrepublik China
- Pan, Yufei (* 2000), chinesischer Sportkletterer
- Pan, Yuliang (1895–1977), chinesische Malerin, Grafikerin und Bildhauerin
- Pan, Zhanle (* 2004), chinesischer Schwimmer
- Pan, Zhenli, chinesische Badmintonspielerin
- Pan-Maler, griechischer Vasenmaler

### Pana
- Pană, Doina (* 1957), rumänische Politikerin (PSD)
- Pană, Eduard (* 1944), rumänischer Eishockeyspieler
- Pană, Florina (* 1973), rumänische Langstreckenläuferin
- Pană, Gheorghe (* 1927), rumänischer Politiker (PCR)
- Pană, Marian (* 1968), rumänischer Fußballspieler und -trainer
- Pană, Sașa (1902–1981), rumänischer Dichter und Prosaschriftsteller
- Panabaker, Danielle (* 1987), US-amerikanische SchauspielerinDanielle Panabaker (* 1987)

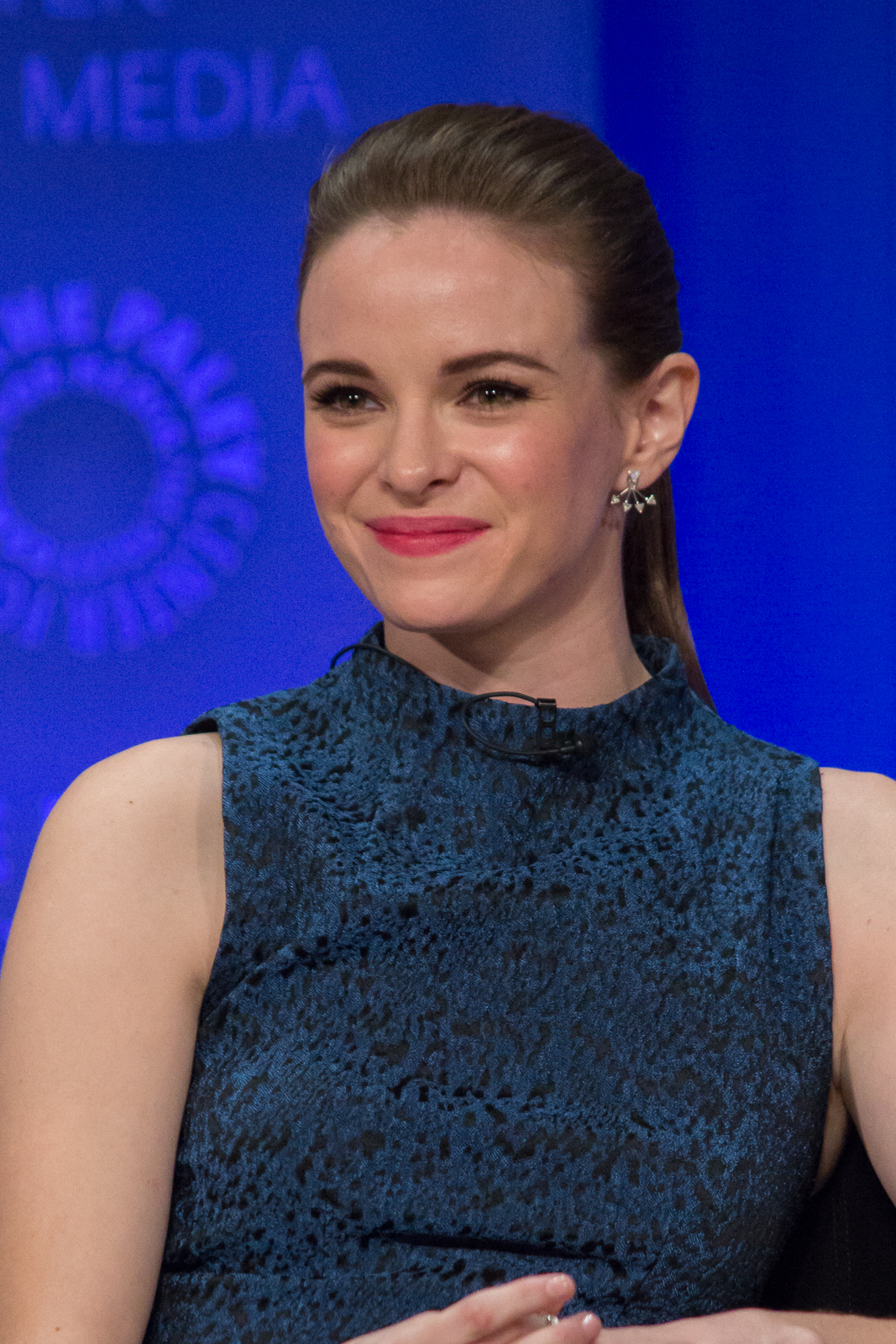
Danielle Panabaker (* 1987)

- Panabaker, Kay (* 1990), US-amerikanische Schauspielerin
- Panacea (* 1976), deutscher Drum-and-Bass-Produzent und -DJ
- Panáček, Jan (* 1970), tschechischer Radrennfahrer
- Panáček, Josef (1937–2022), tschechoslowakischer Sportschütze
- Panadda Diskul (* 1956), thailändischer Staatsbeamter und parteiloser Politiker
- Panadero, Juan José (* 1974), spanischer Handballspieler
- Panadić, Andrej (* 1969), kroatischer Fußballspieler und -trainer
- Panadić, Mateo (* 1994), kroatischer Fußballspieler
- Pănăeţ, Elena (* 1993), rumänische Hindernisläuferin
- Panafidin, Sachar Iwanowitsch (1786–1830), Forschungsreisender
- Panafieu, Bernard (1931–2017), französischer Geistlicher, emeritierter Erzbischof von Marseille und Kardinal der römisch-katholischen Kirche
- Panafieu, Françoise de (* 1948), französische Politikerin (RPR, UMP), Mitglied der Nationalversammlung
- Panag, Gul (* 1979), indische Schauspielerin
- Panaggio, Dan (* 1955), US-amerikanischer Basketballtrainer
- Panagi, Nektaria (* 1990), zypriotische Leichtathletin
- Panagiotaki, Stawrula, deutsche Dramaturgin und Intendantin
- Panagiotakis, Nikolaos M. (1933–1997), griechischer Neogräzist
- Panagiotakos, Konstantinos (1917–1993), griechischer Diplomat
- Panagiotaros, Ilias, griechischer Politiker
- Panagiotatou, Angeliki (1878–1954), erste, griechische Ärztin und Professorin der Medizin
- Panagiotidis, Jannis (* 1981), deutscher Historiker und HochschullehrerJannis Panagiotidis (* 1981)

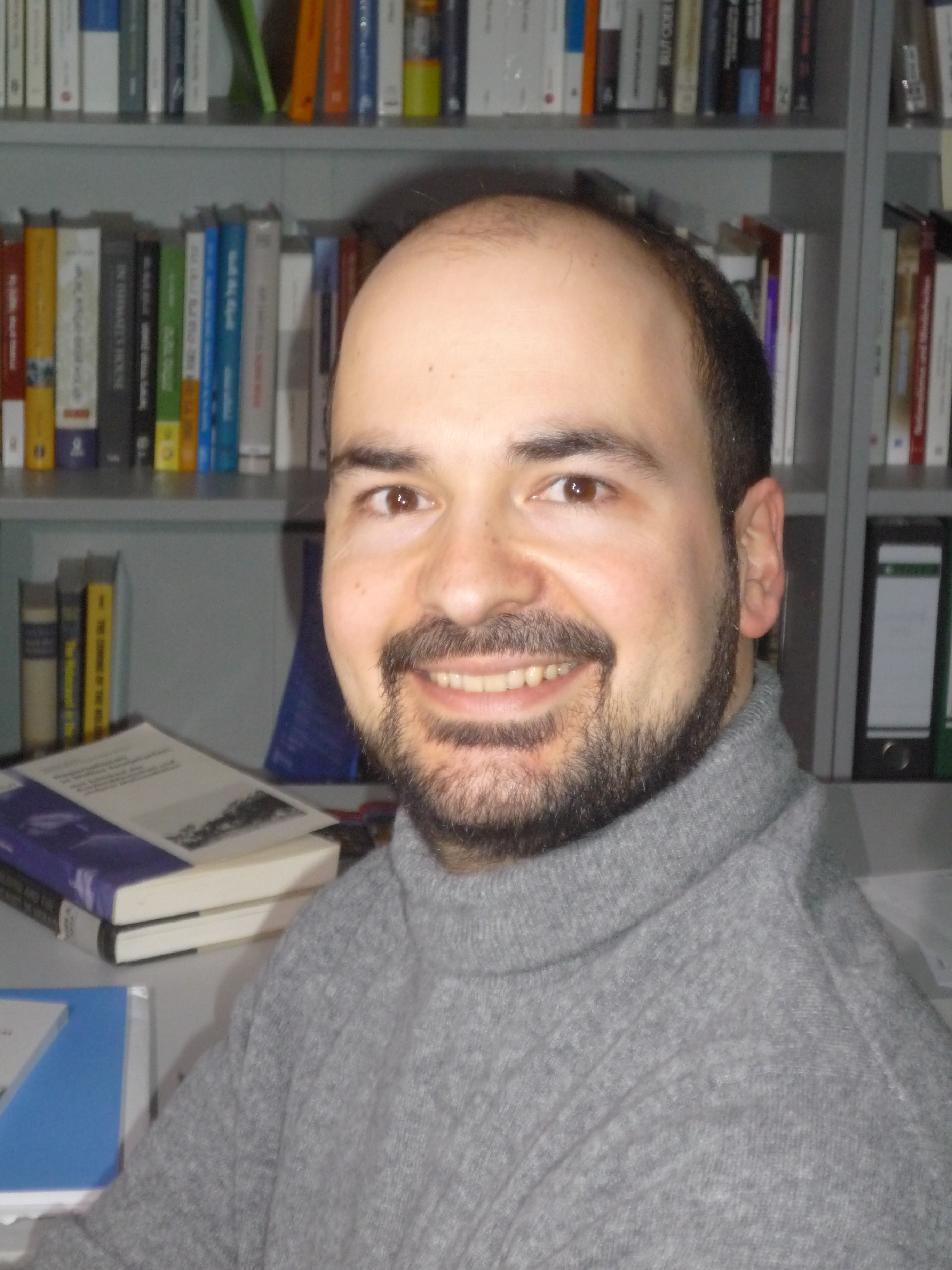
Jannis Panagiotidis (* 1981)

- Panagiotopoulos, Diamantis (* 1967), griechischer Klassischer Archäologe
- Panagiotopoulos, Georges (* 1975), belgisch-griechischer Fußballspieler
- Panagiotopoulos, Georgios (* 1969), griechischer Sprinter
- Panagiotopoulos, Nikolaos (* 2002), griechischer Sprinter
- Panagiotopoulos, Panagiotis (* 1957), griechischer Politiker
- Panagiotou, Kostas (* 1977), griechischer Musiker und Musikjournalist
- Panagiotou, Maria (* 1982), zyprische Politikerin und Landwirtschaftsministerin
- Panagiotou, Meropi (* 1994), zyprische Leichtathletin
- Panagis, Alexandros (* 1970), zypriotischer Sänger und Komponist
- Panagl, Oswald (* 1939), österreichischer Sprach- und Literaturwissenschafter
- Panagl-Holbein, Carl (* 1952), österreichischer Publizist und Fotograf
- Panagoulias, Alketas (1934–2012), griechischer Fußballspieler und -trainer
- Panagoulis, Alekos (1939–1976), griechischer Dichter und Politiker
- Panagoulopoulos, Ioannis, griechischer Geher
- Panahi, Badi (1935–2008), iranisch-deutscher Sozialwissenschaftler
- Panahi, Hossein (1956–2004), iranischer Schauspieler und Dichter
- Panahi, Jafar (* 1960), iranischer FilmregisseurJafar Panahi (* 1960)

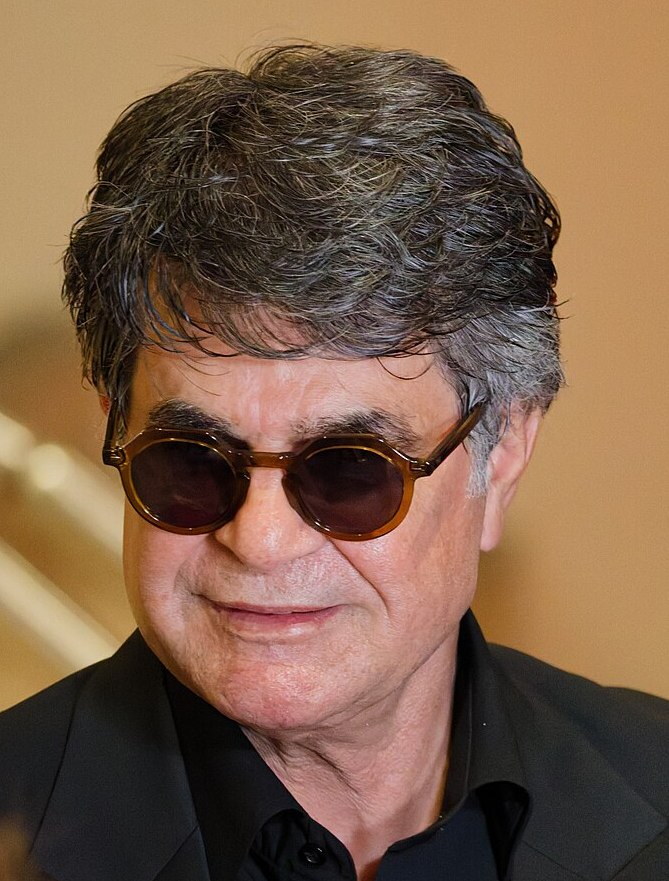
Jafar Panahi (* 1960)

- Panai Kongpraphan (* 1983), thailändischer Fußballspieler
- Panainos, Maler der griechischen Antike
- Panainte, Alina (* 1988), rumänische Leichtathletin
- Panait, Ionuț (* 1981), rumänischer Ringer
- Panaitescu, Dumitru (* 1913), rumänischer Boxer
- Panaitios von Leontinoi, Tyrann von Leontinoi
- Panaitios von Rhodos, griechischer Philosoph
- Panajew, Iwan Iwanowitsch (1812–1862), russischer Schriftsteller und Publizist
- Panajewa, Awdotja Jakowlewna (1820–1893), russisches Schriftstellerin
- Panajotow, Jewgeni (* 1989), bulgarischer Straßenradrennfahrer
- Panajotow, Peter (* 1987), bulgarischer Radrennfahrer
- Panajotow, Wladko (* 1950), bulgarischer Politiker, MdEP
- Panajotowa, Kapka (* 1951), bulgarische Ruderin
- Panajotowa, Krastina, bulgarische Klassische Archäologin
- Panajotowa, Monika (* 1983), bulgarische Politikerin der GERB, MdEP
- Panama Sandoval, David Ernesto (* 1950), salvadorianischer Politiker und Diplomat
- Panama, Norman (1914–2003), US-amerikanischer Drehbuchautor, Filmregisseur, Filmproduzent und Schriftsteller
- Panamarenko (1940–2019), belgischer KünstlerPanamarenko (1940–2019)

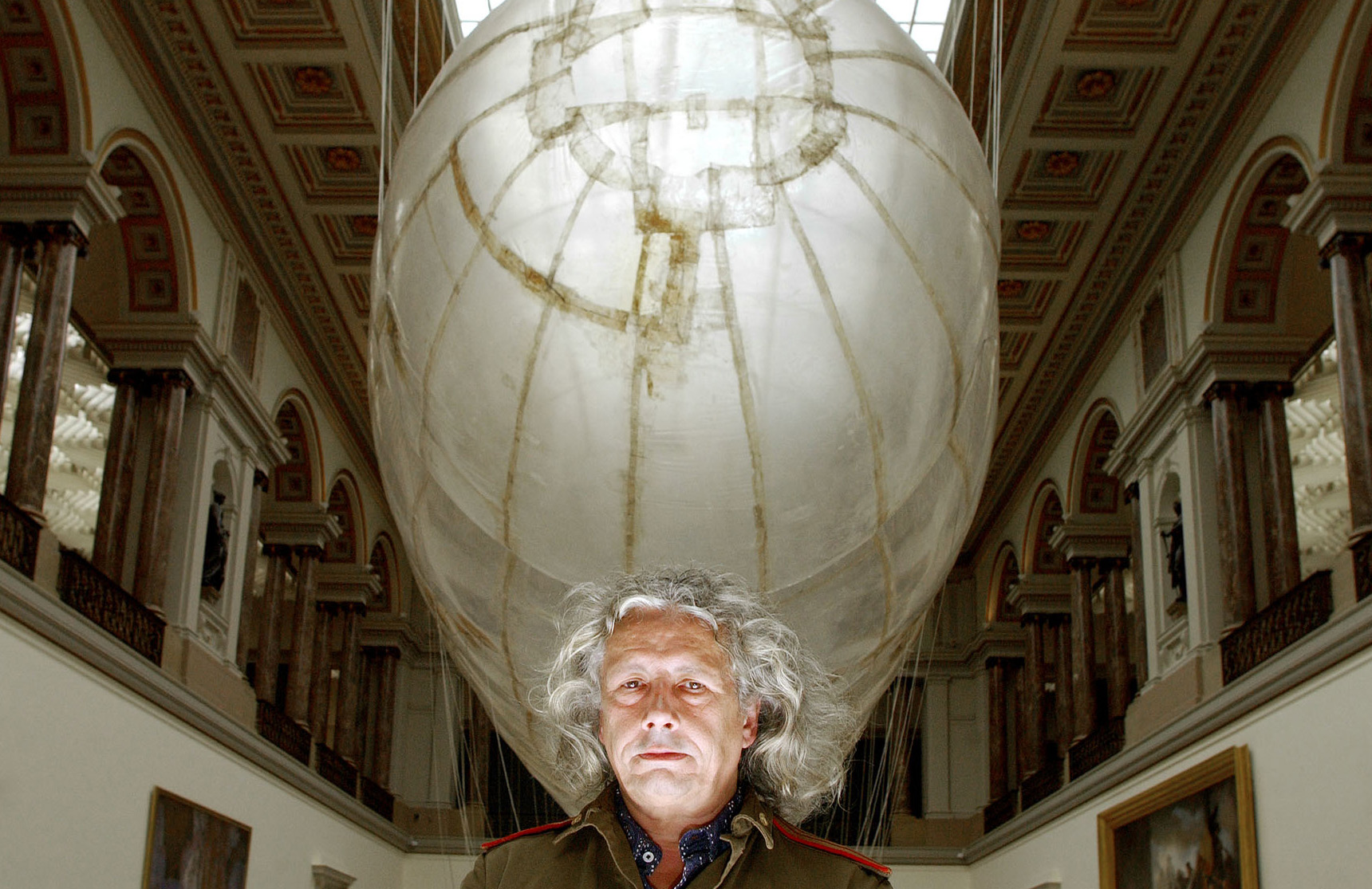
Panamarenko (1940–2019)

- Panamariovas, Jonas (* 1942), litauischer Politiker
- Panamthottathil, John (* 1966), indischer Ordensgeistlicher, syro-malabarischer Bischof der Eparchie Sankt Thomas in Melbourne
- Panamthundil, George George (* 1972), indischer syro-malankarisch-katholischer Geistlicher, Erzbischof und Diplomat des Heiligen Stuhls
- Panamuwa I., König von Sam'al
- Panamuwa II., König von Sam'al
- Panandétiguiri, Madi (* 1984), burkinischer Fußballspieler
- Panão, José da Silva (1955–2015), osttimoresischer Politiker
- Panard, Charles-François († 1765), französischer Liederdichter und Dramatiker
- Panarello, Melissa (* 1985), italienische Autorin
- Panarese, Rossella (1960–2021), italienische Redakteurin und Sprecherin
- Panarin, Artemi Sergejewitsch (* 1991), russischer Eishockeyspieler
- Panarin, Dmitri (* 2000), kasachischer Badmintonspieler
- Panarin, Igor Nikolajewitsch (* 1958), russischer Politologe
- Panariti, Edmond (* 1960), albanischer Politiker
- Panaritis, Elena (* 1968), griechische Ökonomin und Politikerin
- Panaro, Alessandra (1939–2019), italienische Schauspielerin
- Panas, Marek (* 1951), polnischer Handballspieler und -trainer
- Panascia, Marco (* 1972), italienischer Jazzmusiker
- Panassié, Hugues (1912–1974), französischer Musikkritiker
- Panassjuk, Igor Semjonowitsch (1917–1972), sowjetischer Physiker und Kerntechniker
- Panati, Charles (* 1943), US-amerikanischer Physiker und Wissenschaftsredakteur
- Panatta, Adriano (* 1950), italienischer TennisspielerAdriano Panatta (* 1950)

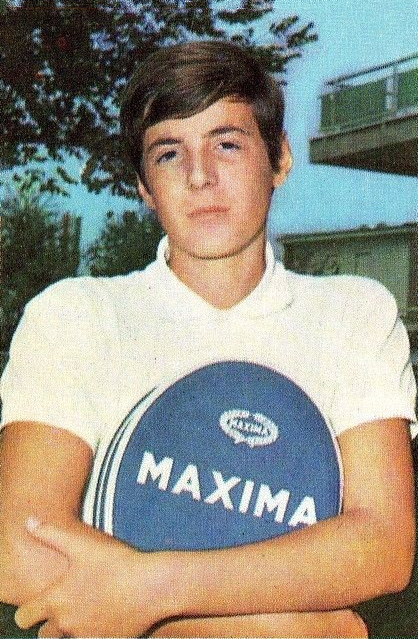
Adriano Panatta (* 1950)

- Panatta, Claudio (* 1960), italienischer Tennisspieler
- Panavas, Ričardas (* 1972), litauischer Skilangläufer
- Panawat Jantasila (* 2000), thailändischer Fußballspieler
- Panayi, Andy (* 1964), britischer Jazzmusiker (Tenor- und Altsaxophon, Flöte, Komposition)
- Panayi, Marios (* 1980), zyprischer Fußballschiedsrichter
- Panayides, Aliki (* 1964), Schweizer Politikerin (SVP)
- Panayiotou, Christodoulos (* 1978), zyprischer Künstler
- Panayiotou, Fidias (* 2000), zyprischer Webvideo-Produzent und Politiker, MdEPFidias Panayiotou (* 2000)

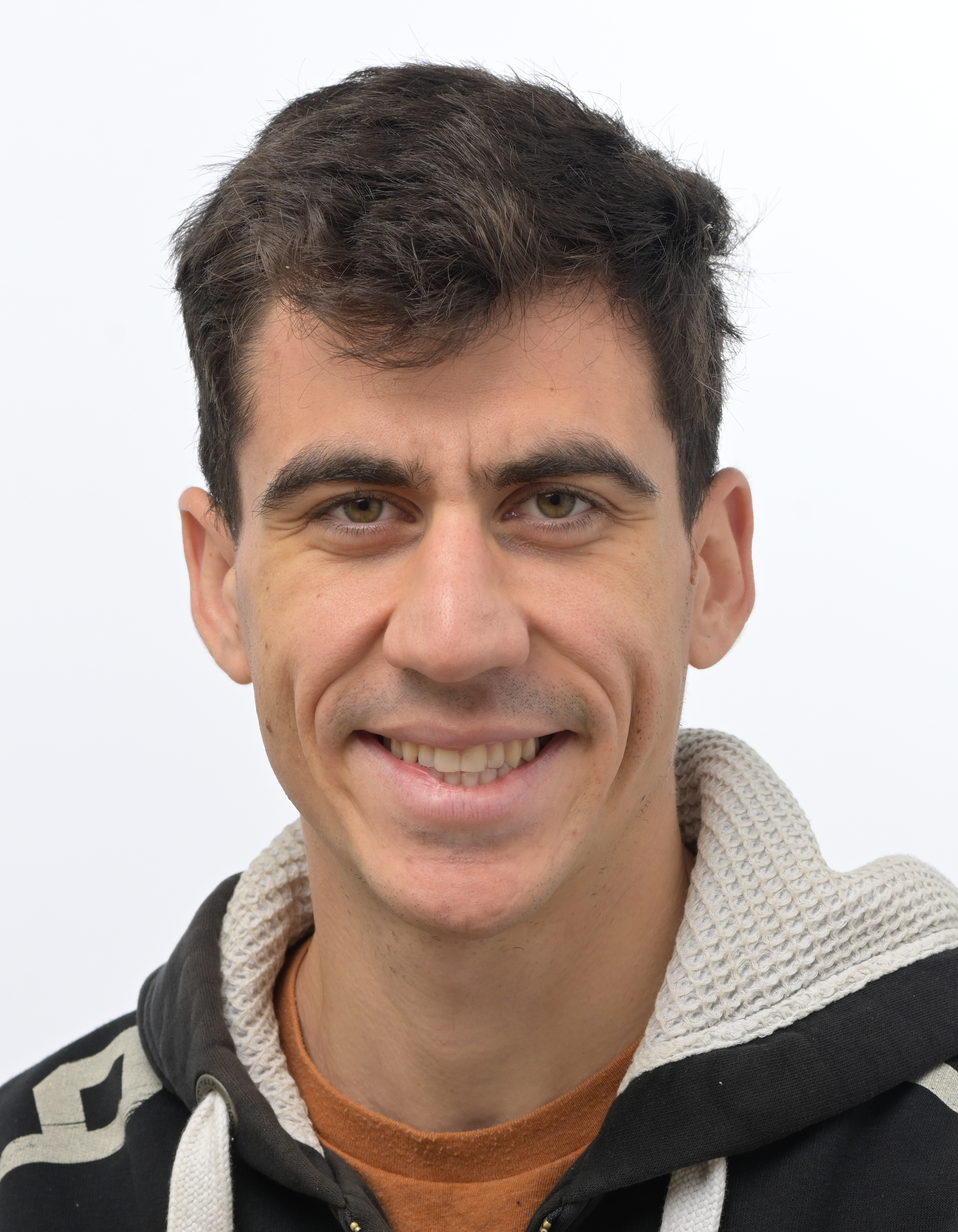
Fidias Panayiotou (* 2000)

- Panayiotou, Harry (* 1994), britischer Fußballspieler von St. Kitts und Nevis
- Panayiotou, Melanie (* 1984), australische Marathonläuferin
- Panayiotou, Nicolas (* 1982), zypriotischer Badmintonspieler
- Panayotidis, Nakis (* 1947), griechischer Maler und Bildhauer

### Panc
- Pancaro, Giuseppe (* 1971), italienischer Fußballspieler
- Pance, Erik (* 1991), slowenischer Eishockeyspieler
- Pance, Žiga (* 1989), slowenischer Eishockeyspieler
- Pancer, Felicjan Feliks (1798–1851), polnisch-russischer Brücken-Bauingenieur und Hochschullehrer
- Pancera, Ella (1870–1932), österreichische Pianistin
- Pancera, Giuseppe (1901–1977), italienischer Radrennfahrer
- Panceri, Paolo (1833–1877), italienischer Anatom und Zoologe
- Pancerz, Przemysław (* 1998), polnischer Biathlet
- Pancescu, Dragos (* 1967), deutscher Politiker (Bündnis 90/Die Grünen), MdL Niedersachsen
- Pančev, Darko (* 1965), jugoslawischer und mazedonischer FußballspielerDarko Pančev (* 1965)

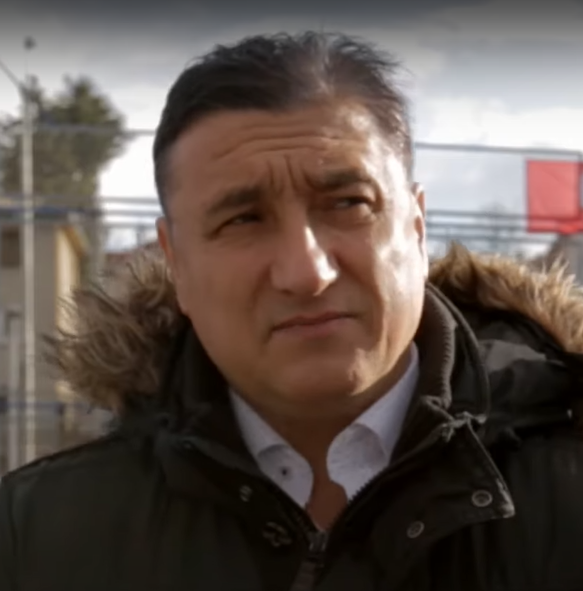
Darko Pančev (* 1965)

- Pancevski, Bojan, deutscher Journalist und Chefkorrespondent des Wall Street Journal
- Pančevski, Milan (1935–2019), jugoslawischer Politiker
- Pancharatnam, S. (1934–1969), indischer Physiker
- Panchaud, Martin (* 1982), Schweizer Comiczeichner
- Panchen, Alec (1930–2013), britischer Paläontologe
- Pancholy, Maulik (* 1974), US-amerikanischer Schauspieler
- Panciatichi, Bandino (1629–1718), italienischer Geistlicher und Kardinal
- Panciatici, Nelson (* 1988), französischer Rennfahrer
- Pančić, Josif (1814–1888), Botaniker
- Pančić, Zoran (* 1953), jugoslawischer Ruderer
- Panciera, Antonio (1350–1431), venetischer Kardinal
- Panciera, Giovanni (* 1954), italienischer Eisschnellläufer
- Panciera, Silvio (1933–2016), italienischer Althistoriker und Epigraphiker
- Pancino, Gino (* 1943), italienischer Radrennfahrer
- Panciroli, Giovanni Giacomo (1587–1651), italienischer Geistlicher, Kardinal und Kardinalstaatssekretär
- Panciroli, Romeo (1923–2006), italienischer Geistlicher, katholischer Bischof und vatikanischer Diplomat
- Pancis, Pamela (* 1976), österreichische Squashspielerin
- Panciuc, Vasili (* 1949), moldauischer Politiker (PKRM), Bürgermeister der Stadt Bălți
- Panck, Otto (1833–1914), deutschbaltischer Theologe
- Pancke, Günther (1899–1973), deutscher SS-Obergruppenführer, General der Polizei und Waffen-SS sowie Höherer SS- und Polizeiführer in DänemarkGünther Pancke (1899–1973)

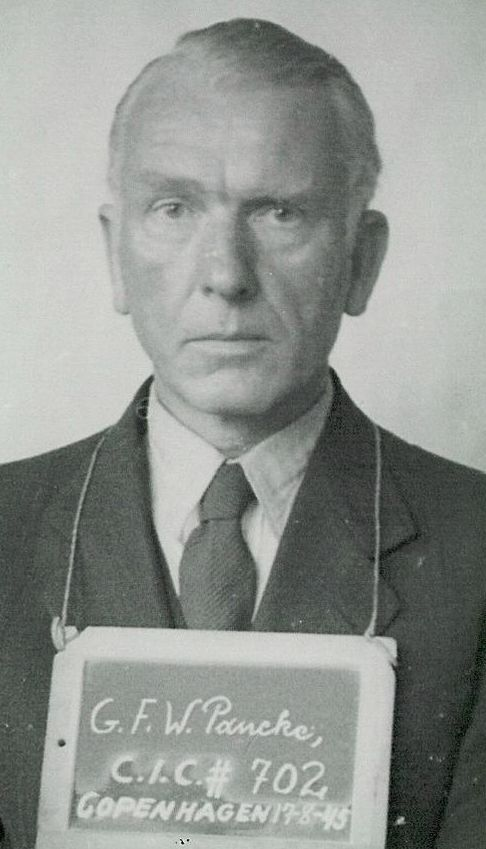
Günther Pancke (1899–1973)

- Panckoucke, André Joseph (1703–1753), französischer Schriftsteller und Verleger
- Panckoucke, Charles Louis Fleury (1780–1844), französischer Schriftsteller und Verleger
- Panckoucke, Charles-Joseph (1736–1798), französischer Schriftsteller und Verleger
- Panckow, Marie (1836–1903), deutsche Architekturfotografin
- Panckow, Thomas (1622–1665), Hofarzt in Berlin
- Pancoast, Henry (1875–1939), US-amerikanischer Radiologe
- Pančochová, Šárka (* 1990), tschechische Snowboarderin
- Pancol, Katherine (* 1954), französische Autorin marokkanischer Herkunft
- Panconcelli-Calzia, Giulio (1878–1966), italienisch-deutscher Phonetiker und Professor an der Universität Hamburg
- Pancorbo, Manuel (* 1966), spanischer Mittelstreckenläufer
- Pancras, George, niederländischer Jazzmusiker (Trompete, Komposition)
- Pancrate, Fabrice (* 1980), französischer Fußballspieler
- Pancratius, Andreas (1529–1576), deutscher Geistlicher und Lehrer
- Pancratz, Alexander (1839–1910), deutscher Richter und Parlamentarier
- Pancratz, Lambert (1800–1871), deutscher Politiker (Landtag)
- Pancrazi, Jean-Noël (* 1949), französischer Schriftsteller
- Páncsics, Miklós (1944–2007), ungarischer Fußballspieler
- Pancu, Daniel (* 1977), rumänischer Fußballspieler
- Pancug, Georg Friedrich (1653–1733), Bürgermeister von Heilbronn
- Pancug, Georg Heinrich von (1717–1783), Bürgermeister Heilbronns
- Pancug, Georg Konrad von (1686–1754), deutscher Advokat, städtischer Aktuar, Senator und Archivar
- Pancur, Andrea (1969–2023), deutsche Musikerin und Schauspielerin
- Panczak, Hans-Georg (* 1952), deutscher Schauspieler und SynchronsprecherHans-Georg Panczak (* 1952)

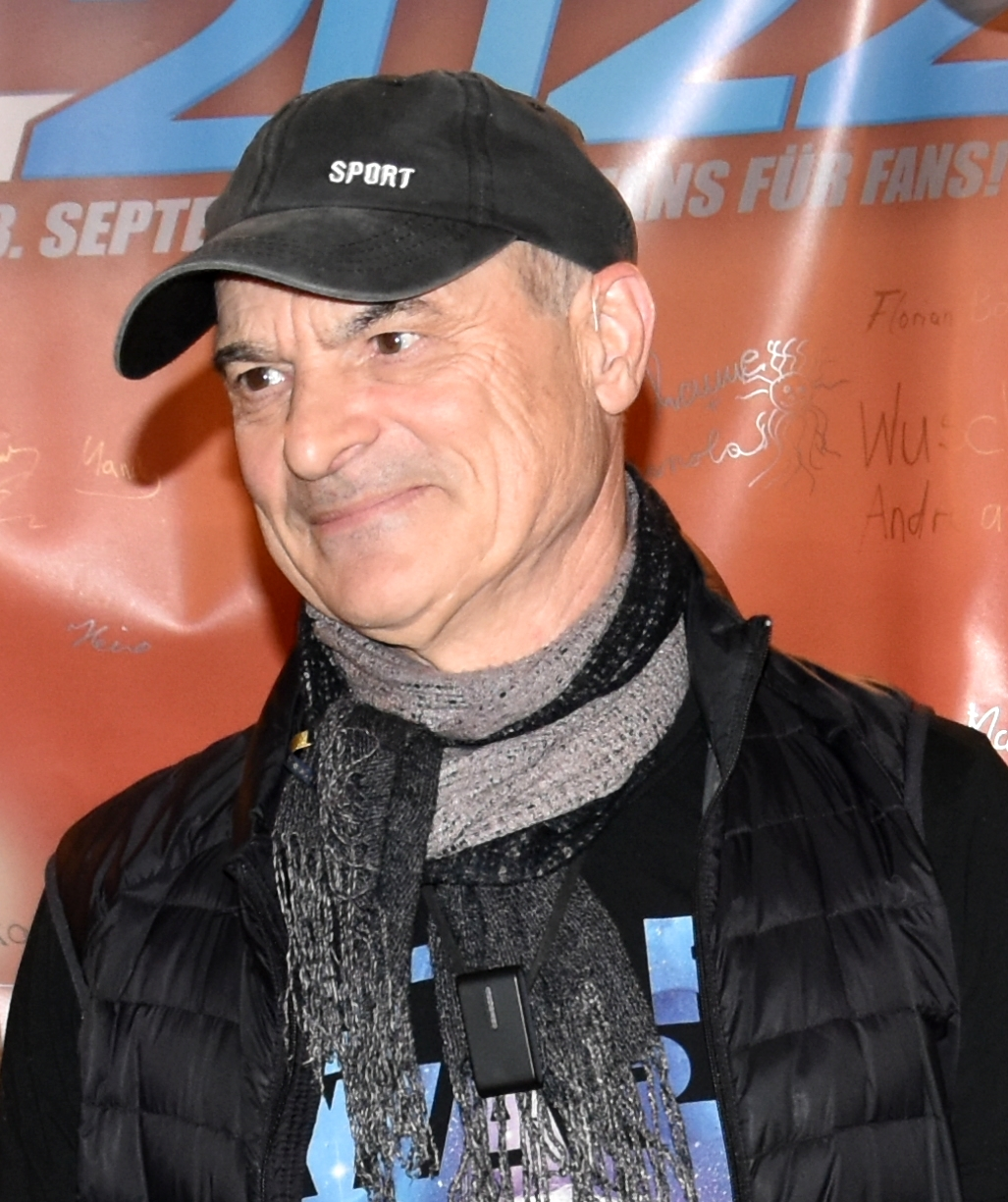
Hans-Georg Panczak (* 1952)

### Pand
- Pand, Michael (* 1955), österreichischer Schauspieler und Autor
- Pandam, Rafael (* 1963), ecuadorianischer Politiker
- Pandarassery, Jose (* 1961), indischer Geistlicher, Weihbischof in Kottayam
- Pandav, Rajesh, indischer Mediziner und Mitarbeiter bei der WHO
- Panday, Ananya (* 1998), indische Schauspielerin
- Panday, Basdeo (1933–2024), Premierminister von Trinidad und Tobago
- Pande, Bishambhar Nath (1906–1998), indischer Politiker, Rajya Sabha-Mitglied, Gouverneur von Orissa
- Pande, Jitendra Nath (1941–2020), indischer Mediziner und Spezialist für Lungenkrankheiten
- Pande, Kabinga (* 1952), Minister für Tourismus, Umwelt und Naturschutz von Sambia
- Pande, Vinod, indischer Regisseur, Schauspieler, Filmproduzent und Autor
- Pande-Rolfsen, Jan (1922–2002), norwegischer Schauspieler, Programmsprecher und Moderator
- Pandel, Hans-Jürgen (* 1940), deutscher Historiker, Geschichtsdidaktiker und Hochschullehrer
- Pandele, Florentin (* 1961), rumänischer Politiker
- Pandeni, John (1950–2008), namibischer Minister, Politiker und Gewerkschaftler
- Pander, Arist (1890–1941), deutsch-baltisch/dänischer Kunsthistoriker und Bibliothekar
- Pander, Carl (1844–1905), deutscher Schauspieler, Regisseur und Dramatiker
- Pander, Christian (* 1983), deutscher FußballspielerChristian Pander (* 1983)

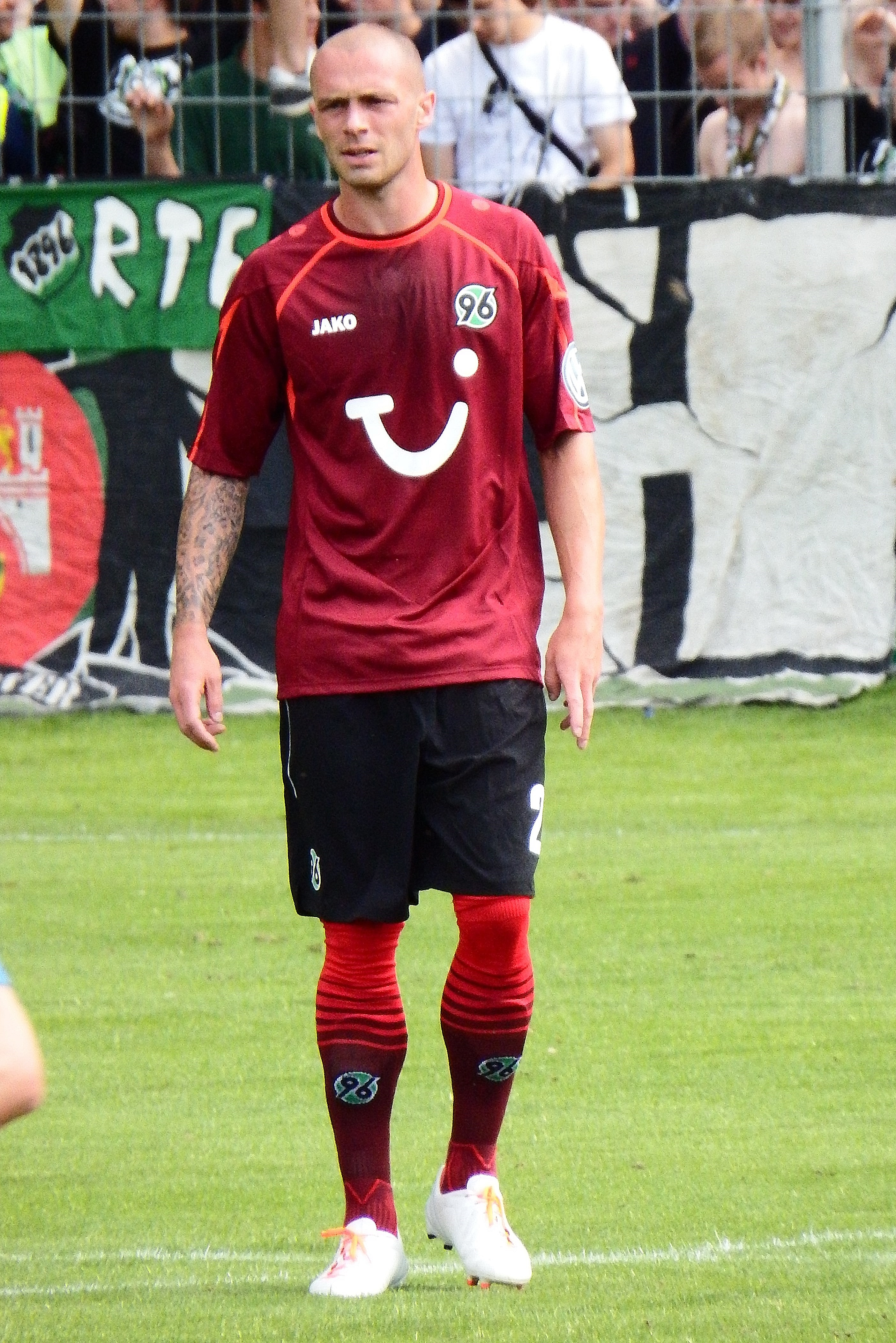
Christian Pander (* 1983)

- Pander, Christian Heinrich (1794–1865), baltendeutscher Zoologe und Paläontologe
- Pander, Peter (* 1951), deutscher Fußballfunktionär
- Pander, Ronnie (* 1977), niederländischer Fußballspieler
- Pandermalis, Dimitrios (1940–2022), griechischer Klassischer Archäologe
- Pandev, Goran (* 1983), nordmazedonischer Fußballspieler
- Pandewa, Welitschka (1942–1993), bulgarische Skilangläuferin
- Pandey, Kedar (1920–1983), indischer Politiker
- Pandey, Mangal (1831–1857), indischer Unabhängigkeitskämpfer
- Pandey, Manish (* 1989), indischer Cricketspieler
- Pandey, Poonam (* 1991), indisches Model und SchauspielerinPoonam Pandey (* 1991)

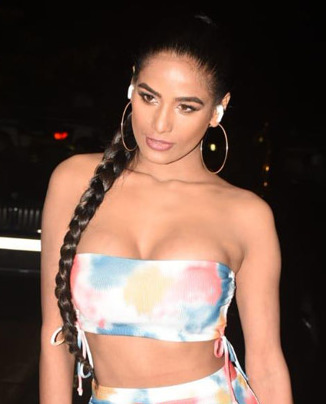
Poonam Pandey (* 1991)

- Pandey, Ridhima (* 2008), indische Klima- und Umweltaktivistin
- Pandey, Shikha (* 1989), indische Cricketspielerin
- Pandharipande, Rahul (* 1969), indisch-US-amerikanischer Mathematiker
- Pandharipande, Vijay (1940–2006), indisch-US-amerikanischer Physiker
- Pándi, Balázs (* 1983), ungarischer Schlagzeuger
- Pándi, Claus (* 1966), österreichischer Journalist
- Pandi, Naganathan (* 1996), indischer Sprinter
- Pandi, Titus G. (* 1960), ungarischer Fotograf
- Pandiangan, Donald (1945–2008), indonesischer Bogenschütze
- Pandiani, Nicolás (* 1993), uruguayischer Fußballspieler
- Pandiani, Sergio (* 1997), argentinischer Leichtathlet
- Pandiani, Walter (* 1976), uruguayischer Fußballspieler
- Pandikattu, Kuruvilla (* 1957), indischer Jesuitenpater
- Pandimiglio, Elisabetta (* 1959), italienische Autorin, Filmregisseurin und Drehbuchautorin
- Pandini, Marta (* 1998), italienische Fußballspielerin
- Pandini, Robert (* 1961), kanadischer Maskenbildner
- Pandit, Chandrakant (* 1961), indischer Cricketspieler
- Pandit, Krishnarao Shankar (1893–1989), indischer klassischer Sänger
- Pandit, Madhav P. (1918–1993), spiritueller Autor, Lehrer und Sanskrit-Gelehrter
- Pandit, Shereen, britische Schriftstellerin, Juristin und politische Aktivistin südafrikanischer Herkunft
- Pandit, Vijaya Lakshmi (1900–1990), indische Politikerin und DiplomatinVijaya Lakshmi Pandit (1900–1990)

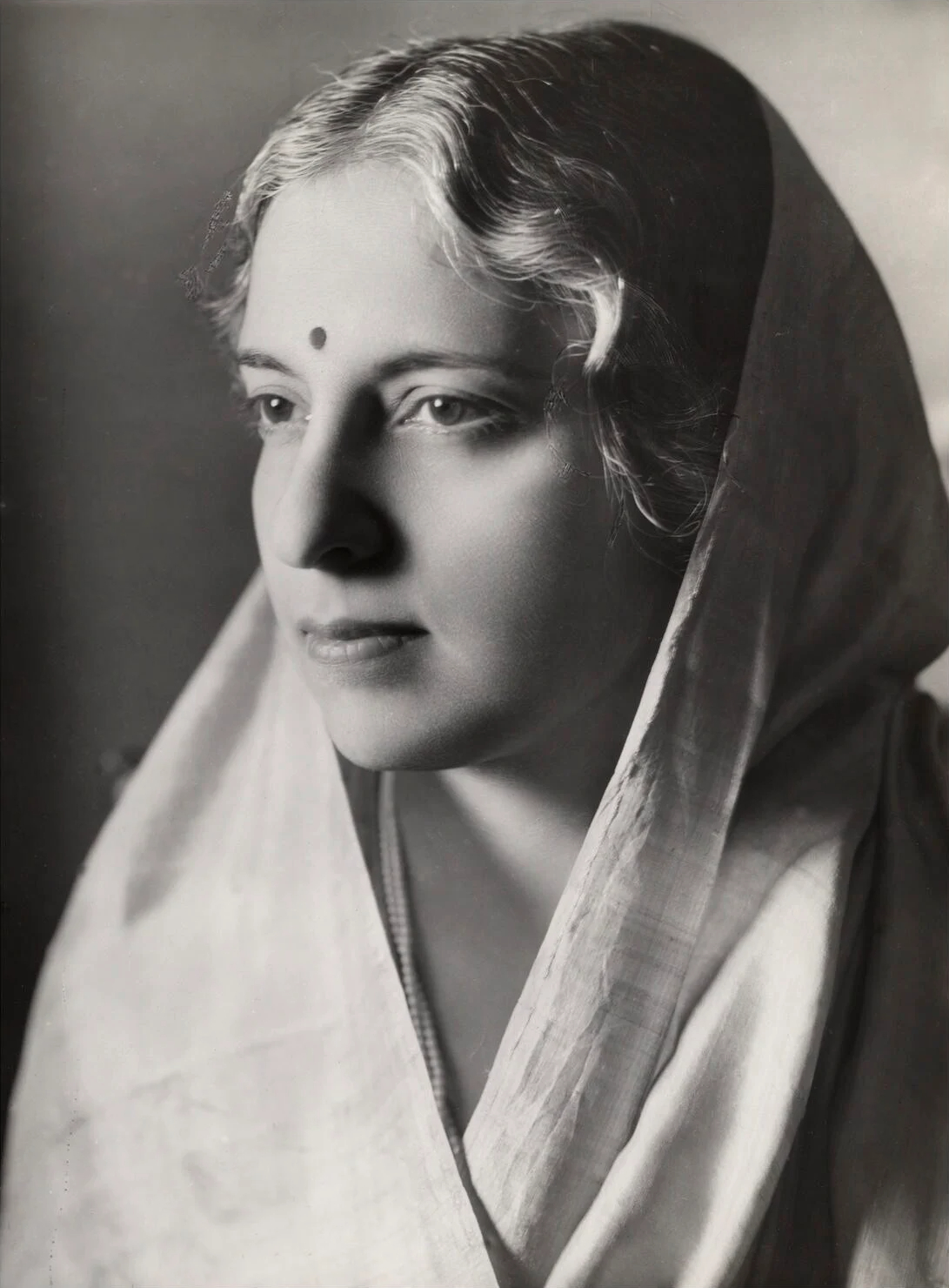
Vijaya Lakshmi Pandit (1900–1990)

- Pandit, Vikram (* 1957), US-amerikanischer Manager
- Pandithan, M. G. (1940–2008), indisch-malaysischer Politiker
- Pando Fernández de Pinedo, Manuel (1792–1872), Ministerpräsident von Spanien
- Pando, Irina (* 1995), Schweizer Fussballspielerin
- Pando, José Manuel (1848–1917), Staatspräsident von Bolivien
- Pando, Manuel, mexikanischer Fußballspieler und -trainer
- Pando, Martín (1934–2021), argentinischer Fußballspieler
- Pandolfi Alberici, Francesco Maria (1764–1835), italienischer Kardinal der Römischen Kirche
- Pandolfi Arbulú, Alberto (* 1940), peruanischer Politiker
- Pandolfi Mealli, Giovanni Antonio (* 1624), italienischer Komponist und Violinist
- Pandolfi, Claudia (* 1974), italienische Schauspielerin
- Pandolfi, Filippo Maria (1927–2025), italienischer Politiker (DC), EU-Kommissar
- Pandolfi, Giorgio (* 1952), italienischer Filmregisseur
- Pandolfi, Vito (1917–1974), italienischer Theaterkritiker und Filmregisseur
- Pandolfini, Egisto (1926–2019), italienischer Fußballspieler
- Pandolfini, Gianfranco (1920–1997), italienischer Wasserballspieler
- Pandolfini, Niccolò (1440–1518), italienischer Kardinal
- Pandolfini, Tullio (1914–1999), italienischer Wasserballspieler
- Pandolfo, Gustavo (* 1974), brasilianischer Graffiti-Künstler
- Pandolfo, Jay (* 1974), US-amerikanischer Eishockeyspieler und -trainer
- Pandolfo, Mike (* 1979), US-amerikanischer Eishockeyspieler
- Pandolfo, Nina (* 1977), brasilianische Graffiti- und Streetart-Künstlerin, Malerin und Plastikerin
- Pandolfo, Otavio (* 1974), brasilianischer Graffiti-Künstler
- Pandolfo, Paolo, italienischer Gambist
- Pandong, Roger (* 1983), französischer Fußballspieler kamerunischer Abstammung
- Pandor, Naledi (* 1953), südafrikanische Erziehungswissenschaftlerin und Politikerin
- Pandor, Yannick (* 2001), komorisch-französischer Fußballspieler
- Pandora (* 1970), schwedische Sängerin
- Pandora Nox, österreichische Drag-KünstlerinPandora Nox

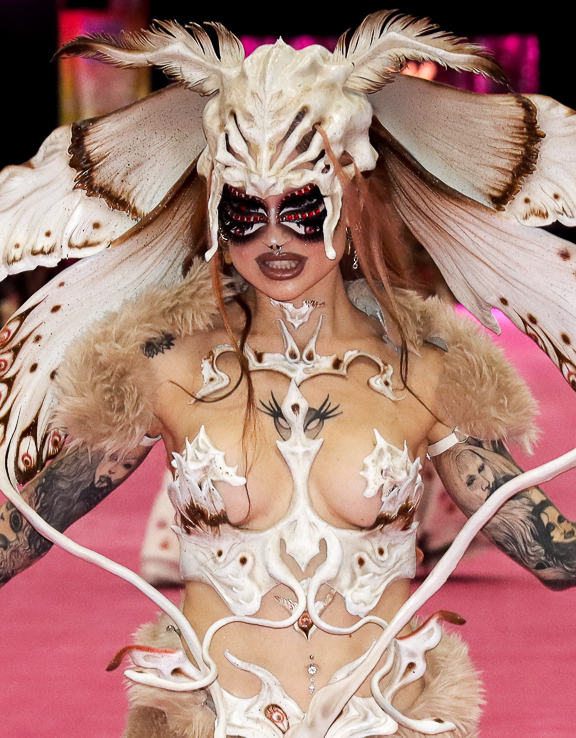
Pandora Nox

- Pandour, Bobby (1876–1920), polnischer Kraftsportler und Begründer des Bodybuildings
- Pandow, Assen (* 1984), bulgarischer Shorttracker
- Pandoyoputro, Herman Joseph Sahadat (1939–2016), indonesischer Ordensgeistlicher, römisch-katholischer Bischof von Malang
- Pandraud, Robert (1928–2010), französischer Politiker (RPR, UMP), Mitglied der Nationalversammlung
- Pandrosion, griechische Mathematikerin
- Pandscherowa, Antoaneta (* 1977), bulgarische Tennisspielerin
- Pandschikidse, Maia (* 1960), georgische Diplomatin und Politikerin
- Pandulf († 1226), päpstlicher Legat in England und Bischof von Norwich
- Pandulf I. († 981), Fürst von Capua und Benevent
- Pandur, Tomaž (1963–2016), slowenischer Theaterregisseur
- Panduro, Leif (1923–1977), dänischer Schriftsteller und Zahnarzt
- Panduro, Lise (1927–2003), dänische Schauspielerin
- Pandurowa, Lilija (* 1987), bulgarische Biathletin
- Panduru, Basarab (* 1970), rumänischer Fußballspieler und -trainer
- Panduru, Marius (* 1975), rumänischer Kameramann
- Pándy, András (1927–2013), belgischer Serienmörder
- Pandya, Hardik (* 1993), indischer Cricketspieler
- Pandya, Steffan (* 1971), englischer Badmintonspieler
- Pandza, Ana (* 2003), österreichische Handballspielerin
- Pandža, Boris (* 1986), bosnisch-herzegowinischer Fußballspieler
- Pandza, Katarina (* 2002), österreichische Handballspielerin
- Pandžić, Amra (* 1989), slowenische Handballspielerin
- Pandžić, Bazilije (1918–2019), jugoslawischer bzw. kroatischer Historiker, Archivar und Orientalist
- Pandžić, Bojan (* 1982), schwedischer Fußballschiedsrichter
- Pandžić, Jelena (* 1983), kroatische Tennisspielerin

### Pane
- Pane, Gina (1939–1990), italienische Künstlerin
- Pane, Julio (1947–2024), argentinischer Bandoneon-Spieler
- Pane, Mauro (1963–2014), italienischer Autorennfahrer und Stuntman
- Pane, Tullio (1930–2001), italienischer Sänger
- Paneb, altägyptischer Verbrecher, Bandenführer und Vorarbeiter
- Panebianco, Antonio Maria (1808–1885), italienischer Geistlicher, Kurienkardinal
- Panebianco, Michele (1806–1873), italienischer Maler
- Panebianco, Richard (* 1971), US-amerikanischer Schauspieler
- Panecke, Hans (* 1892), deutscher Politiker (NSDAP), MdL
- Panedes, König von Chalkis
- Panehesi, altägyptischer Priester
- Panehesi, altägyptischer Schatzhausvorsteher
- Panehesi, altägyptischer Wesir der 19. Dynastie
- Panehesi, Vizekönig von Kusch unter König Ramses XI.
- Panejko, Wassyl (1883–1956), ukrainischer Journalist, Diplomat und Außenminister der Westukrainischen Volksrepublik
- Panek, Aneta (* 1976), polnische Filmemacherin und Performancekünstlerin
- Panek, Björn Alexander (* 1976), deutscher Koch
- Panek, Czesław (1954–2016), polnischer Eishockeyspieler und -trainer
- Panek, Hermann (* 1944), deutscher Fußballspieler
- Pánek, Jaroslav (* 1947), tschechischer Historiker
- Panek, Norbert (* 1954), deutscher Waldschützer und Landschaftsplaner
- Panek, Sławomir (* 1944), polnischer Politiker, Mitglied des Sejm
- Panel, Brice (* 1983), französischer Sprinter
- Panel, Franck (* 1968), französischer Badmintonspieler
- Panel, Ludovic (1887–1952), französischer Komponist und Organist
- Panella, Alfredo (* 1896), italienischer Motorradrennfahrer
- Panella, Pasquale (* 1950), italienischer Schriftsteller und Liedtexter
- Panengaden, Antony Prince (* 1976), indischer Geistlicher, syro-malabarischer Bischof von Shamshabad
- Panenka, Antonín (* 1948), tschechoslowakischer FußballspielerAntonín Panenka (* 1948)

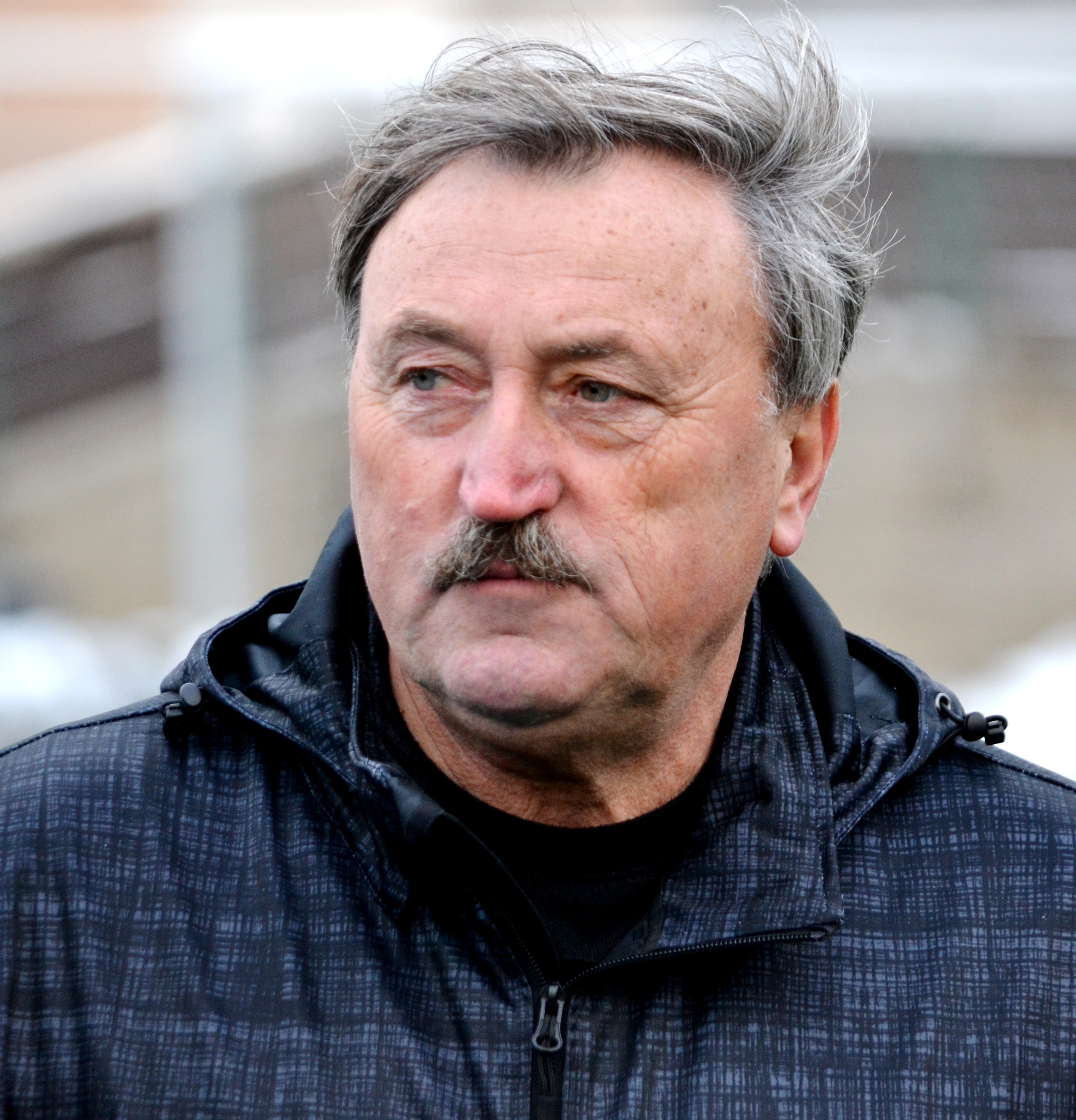
Antonín Panenka (* 1948)

- Panerai, Rolando (1924–2019), italienischer Opernsänger (Bariton)
- Panerai, Umberto (* 1953), italienischer Wasserballspieler
- Panero, Leopoldo María (1948–2014), spanischer Lyriker, Übersetzer, Erzähler, Kritiker, Essayist
- Paneru, Pashupati (* 1982), nepalesischer Badmintonspieler
- Panesar, Nitin (* 1965), englischer Badmintonspieler
- Paneth, Farkas (1917–2009), rumänischer Tischtennisspieler und -trainer
- Paneth, Fritz (1887–1958), deutsch-österreichischer Chemiker
- Paneth, Josef (1857–1890), österreichischer Physiologe
- Paneth, Marie (1895–1986), österreichische Malerin, Sozialpädagogin und Kunsttherapeutin
- Panetié, François (1626–1696), französischer Marineoffizier
- Panetsos, Jorgos, griechischer Konzertgitarrist
- Panetta, Francesco (* 1963), italienischer Leichtathlet
- Panetta, Jimmy (* 1969), US-amerikanischer Politiker
- Panetta, Leon (* 1938), US-amerikanischer PolitikerLeon Panetta (* 1938)

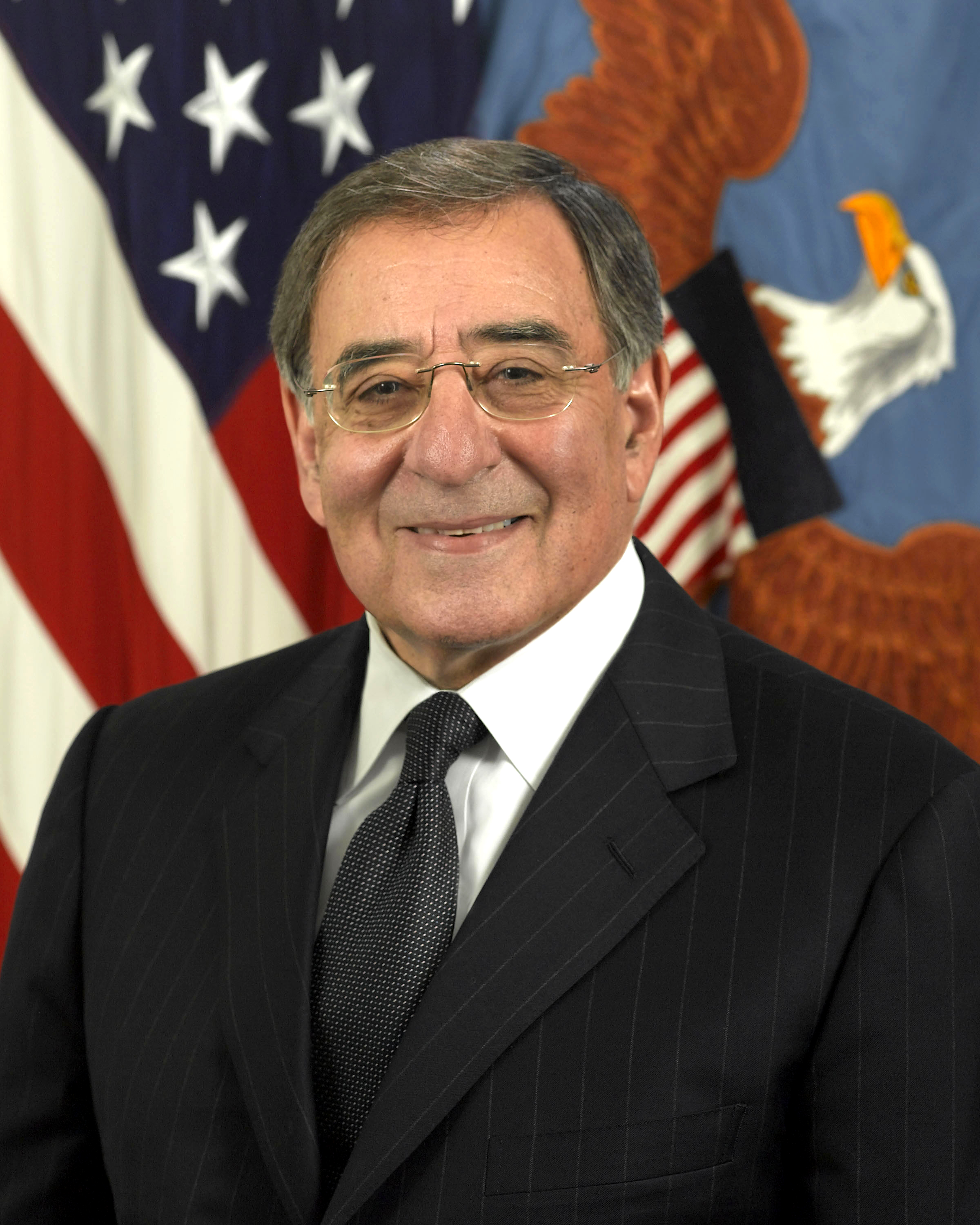
Leon Panetta (* 1938)

- Panetti, Domenico (1460–1530), italienischer Maler
- Panetti, Modesto (1875–1957), italienischer Ingenieur, Mathematiker, Hochschullehrer, Politiker, Senator und Minister
- Panettiere, Hayden (* 1989), US-amerikanische Schauspielerin, Synchronsprecherin, Sängerin, Aktivistin und ModelHayden Panettiere (* 1989)

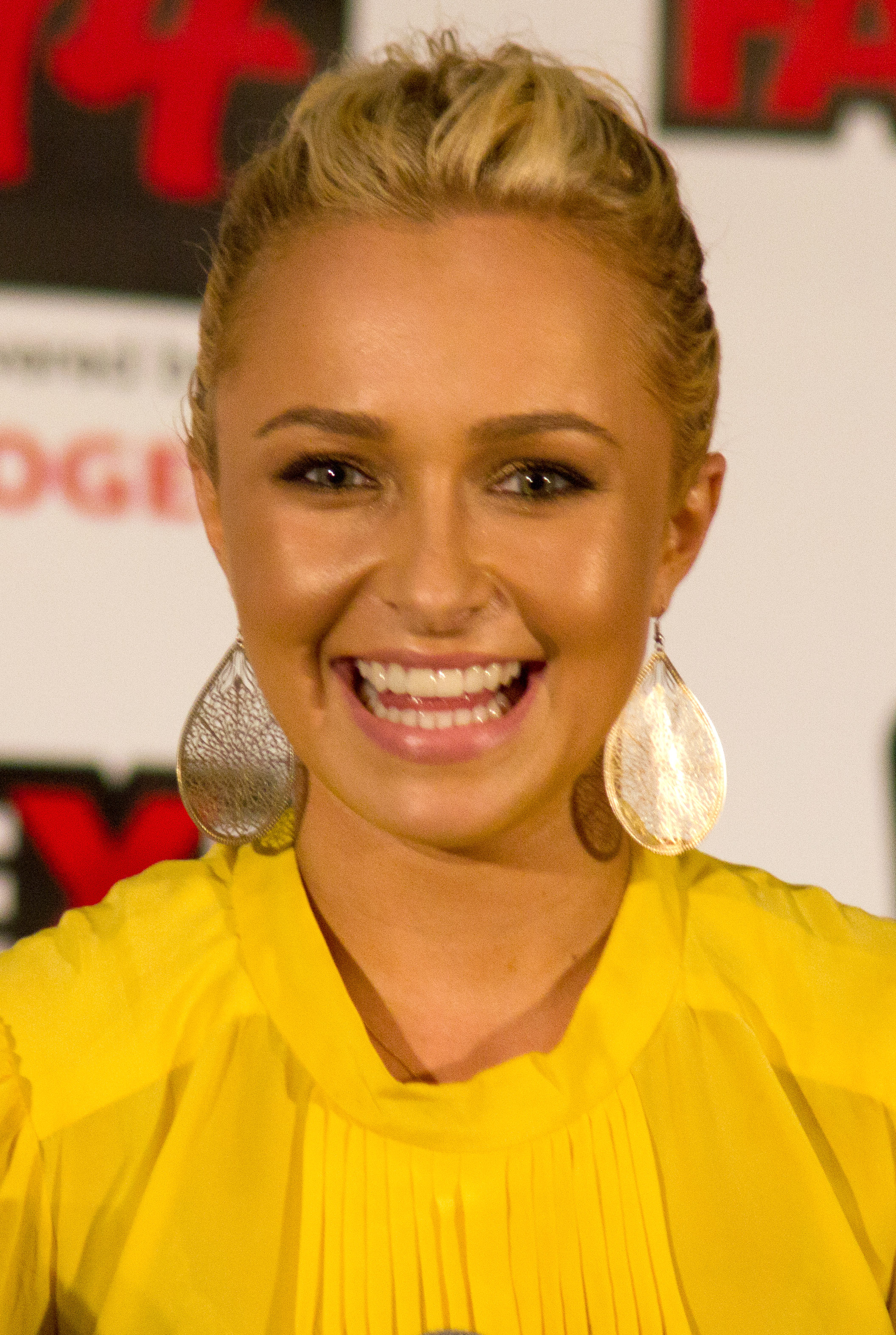
Hayden Panettiere (* 1989)

- Panettiere, Jansen (1994–2023), US-amerikanischer Schauspieler und Synchronsprecher
- Panew, Aleksandar (* 1970), bulgarischer Eishockeyspieler
- Panew, Aleksandar (* 1996), bulgarischer Eishockeyspieler

### Panf
- Panfil, Grzegorz (* 1988), polnischer Tennisspieler
- Panfil, Theresa (* 1995), deutsche Fußballspielerin
- Panfil, Wanda (* 1959), polnische Langstreckenläuferin
- Panfili, Rusanda (* 1988), rumänische Violinistin
- Panfilo, Francesco (* 1942), italienischer Ordensgeistlicher und römisch-katholischer Erzbischof von Rabaul
- Panfilow, Alexander Wassiljewitsch (* 1960), sowjetischer Radrennfahrer
- Panfilow, Gleb Anatoljewitsch (1934–2023), russischer Filmregisseur
- Panfilow, Iwan Wassiljewitsch (1893–1941), sowjetischer Militär
- Panfilowa, Jelena Anatoljewna (* 1967), sowjetische bzw. russische Politologin und Hochschullehrerin
- Panfilowa, Marija (* 1987), russisch-ukrainische Biathletin
- Panfjorow, Fjodor Iwanowitsch (1896–1960), sowjetischer Schriftsteller

### Pang
- Pang Junxu (* 2000), chinesischer Snookerspieler
- Pang Weiguo (* 1972), chinesischer Snookerspieler
- Pang, Alexander (* 1988), kanadischer Badmintonspieler
- Pang, Cheh Chang (* 1974), malaysischer Badmintonspieler und -trainer
- Pang, Chŏng-hwan (1899–1931), südkoreanischer Schriftsteller
- Pang, Chun-ting (* 1983), chinesischer Komponist
- Pang, Darren (* 1964), kanadischer Eishockeytorwart, -trainer und Sportjournalist
- Pang, De († 219), chinesischer General in der späten Han-Zeit
- Pang, Eric (* 1982), niederländischer Badmintonspieler
- Pang, Eun-jin (* 1965), südkoreanische Schauspielerin und Regisseurin
- Pang, Hui, General der Wei zur Zeit der Drei Reiche im alten China
- Pang, Jiaying (* 1985), chinesische Freistilschwimmerin
- Pang, Jong-Shi, US-amerikanischer Mathematiker
- Pang, May (* 1950), US-amerikanische MusikmanagerinMay Pang (* 1950)

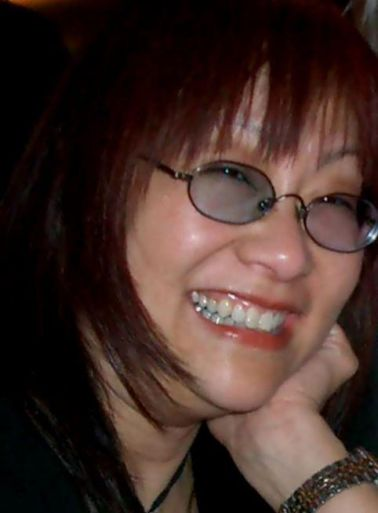
May Pang (* 1950)

- Pang, Qianyu (* 1996), chinesische Ringerin
- Pang, Qing (* 1979), chinesische Eiskunstläuferin
- Pang, Tong (178–213), Berater zur Zeit der Drei Reiche
- Pang, Wei (* 1986), chinesischer Sportschütze in der Disziplin Luftpistole
- Pang, Yao (* 1995), hongkong-chinesische Radsportlerin
- Pang, Yŏng-ung (1942–2022), südkoreanischer Schriftsteller
- Pangaio-Pereira, Joana (* 1987), portugiesische Tennisspielerin
- Pangalangan, Raul Cano (* 1958), philippinischer Rechtswissenschaftler, Hochschullehrer und Richter am Internationalen Strafgerichtshof
- Pangallo, Antonio (* 1990), deutsch-italienischer Fußballspieler
- Pangalos, Theodoros (1878–1952), griechischer General und Politiker
- Pangalos, Theodoros (1938–2023), griechischer Politiker
- Pangandaman, Nasser, philippinischer Politiker
- Panganiban, Domingo (* 1939), philippinischer Politiker und Agraringenieur
- Panganiban, Dominic (* 1990), philippinisch-kanadischer YouTuber und Animator
- Pangaro, Roberto (* 1950), italienischer Schwimmer
- Pangborn, Edgar (1909–1976), US-amerikanischer Autor
- Pangborn, Franklin (1889–1958), US-amerikanischer Schauspieler
- Pangelinan, Vincent (* 1972), guamischer Freistilringer
- Pangelowa, Tamara (* 1943), sowjetische Mittel- und Langstreckenläuferin
- Pangels, Franz-Josef (1935–2004), deutscher Politiker (CDU), MdL
- Pangerl, Andreas (* 1962), deutscher Mediziner, Epigraphiker und Numismatiker
- Pangerl, Günter (* 1945), deutscher Fußballspieler
- Pangerl, Matthias (1834–1879), böhmischer Historiker und Archivar
- Pangestu, Ilham (* 1979), indonesischer Politiker
- Pangestu, Mari Elka (* 1956), indonesische Ökonomin und Politikerin
- Pangestu, Prajogo (* 1944), indonesischer Unternehmer
- Panggabean, Maraden (1922–2000), indonesischer Politiker und Armeechef
- Pangh, Adam (1679–1728), deutscher Zisterzienserabt
- Panghal, Amit (* 1995), indischer Boxer
- Pangilinan, Francis (* 1963), philippinischer Politiker
- Pangisthu, Muhammad Bayu (* 1996), indonesischer Badmintonspieler
- Pangkhuntod, Kittikorn (* 1996), thailändischer Fußballspieler
- Pangkofer, Josef Anselm (1804–1854), deutscher Mundartdichter
- Pangl, Georg (* 1965), österreichischer Fußballfunktionär
- Pangle, Thomas (* 1944), US-amerikanischer Politikwissenschaftler
- Pangman, Harry (1905–1996), kanadischer Skilangläufer
- Pangman, Jeff, kanadischer Schauspieler und Produzent
- Pangonis, Jonas (* 1950), litauischer Politiker
- Pangop, Frantz (* 1993), kamerunischer Fußballspieler
- Pangos, Kevin (* 1993), kanadischer Basketballspieler
- Pangrazio, Andrea (1909–2005), italienischer Geistlicher, Erzbischof von Görz und Porto-Santa Rufina
- Pangrazio, Osvaldo (* 1957), paraguayischer Fußballspieler, Chirurg und Traumatologe
- Pangrazzi, Paolo (* 1988), italienischer Skirennläufer
- Pangritz, Andreas (* 1954), deutscher evangelischer Theologe
- Pangritz, Werner (* 1927), deutscher Fußballspieler
- Panguana, Marcelo (* 1951), mosambikanischer Journalist und Schriftsteller
- Panguana, Silvia (* 1993), mosambikanische Hürdenläuferin

### Panh
- Panh, Rithy (* 1964), kambodschanischer Dokumentarfilmer
- Panhans, Peter (* 1942), deutscher Schauspieler, Synchron- und Hörspielsprecher
- Panhard, Hippolyte (1870–1957), französischer Unternehmer
- Panhard, Jean (1913–2014), französischer Automobilkonstrukteur
- Panhard, Paul (1881–1969), französischer Unternehmer
- Panhard, René (1841–1908), französischer Automobilpionier
- Panhelow-Juldaschew, Pylyp (* 1994), ukrainisch-russischer Eishockeyspieler
- Panhilason, Tiffany, philippinisch-US-amerikanische Schauspielerin und ein Model
- Panhofer, Siegfried (1942–1998), österreichischer Zeitungsredakteur und Schriftsteller
- Panhofer, Walter (1910–2003), österreichischer Pianist und Klavierpädagoge
- Panholzer, Alois (* 1971), österreichischer Mathematiker
- Panholzer, Joseph (1895–1973), deutscher Jurist und Politiker (BP, BSP), MdL
- Panhorst, Fritz (1915–1971), deutscher Politiker (CDU), MdL
- Panhuber, Josef (1881–1955), österreichischer Orgelbauer
- Panhuys, Louise von (1763–1844), Malerin
- Panhuys, Willem Benjamin van (1764–1816), niederländischer Militär, Plantageneigentümer und Generalgouverneur in Suriname

### Pani
- Pani Darqui, Mario (1911–1993), mexikanischer Architekt und Stadtplaner
- Pani, Jack (* 1946), französischer Weitspringer
- Pani, Knut (* 1956), mexikanischer Maler und Bildhauer
- Pani, Nicole (* 1948), französische Sprinterin
- Pani, Priscilla, italienische Teilchenphysikerin
- Paniagua Corazao, Valentín (1936–2006), peruanischer Jurist und Politiker
- Paniagua, Cecilio (1911–1979), spanischer Kameramann
- Paniagua, Cenobio (1821–1882), mexikanischer Komponist
- Paniagua, Esther (* 1986), spanische freie Journalistin und Autorin
- Paniagua, Leonardo, dominikanischer Bachatasänger
- Paniagua, Moisés (* 2007), bolivianischer Fußballspieler
- Panic, Idzi (* 1952), polnischer Historiker und Mediävist
- Panić, Milan (* 1929), jugoslawischer Sportler, serbischer Politiker, US-amerikanischer Unternehmer
- Panić, Života (1933–2003), jugoslawischer Militäroffizier
- Panica, Kosta (1857–1890), bulgarischer Revolutionär, Militär
- Panica, Todor (1879–1925), bulgarischer Revolutionär und Terrorist
- Panichelli, Joaquín (* 2002), argentinischer Fußballer
- Panici, Diomede (1841–1909), italienischer Geistlicher, Kurienerzbischof der römisch-katholischen Kirche
- Panick, Curt (1897–1963), deutscher Mediziner
- Panicke, Lothar (1940–2012), deutscher Agrarwissenschaftler und Politiker (CDU), MdL Mecklenburg-Vorpommern
- Panicker, Geevarghese Mar Ivanios (1882–1953), indischer Erzbischof, Gründer der syro-malankarisch-katholischen Kirche
- Panico, Fernando (* 1946), italienischer Ordensgeistlicher, emeritierter römisch-katholischer Bischof von Crato
- Panico, Giovanni (1895–1962), italienischer Geistlicher und Diplomat des Heiligen Stuhls
- Panico, Louis (1898–1986), italienisch-US-amerikanischer Jazz-Kornettist
- Panico, Patrizia (* 1975), italienische Fußballspielerin
- Paniel, Carl Friedrich Wilhelm (1803–1856), deutscher Theologe
- Panieri, Marco (* 1990), italienischer Kommunalpolitiker
- Panigo, Ettore da († 1345), italienischer Condottiero
- Pánik, Richard (* 1991), slowakischer Eishockeyspieler
- Panikacha, Michail († 1942), sowjetischer MarineinfanteristMichail Panikacha († 1942)

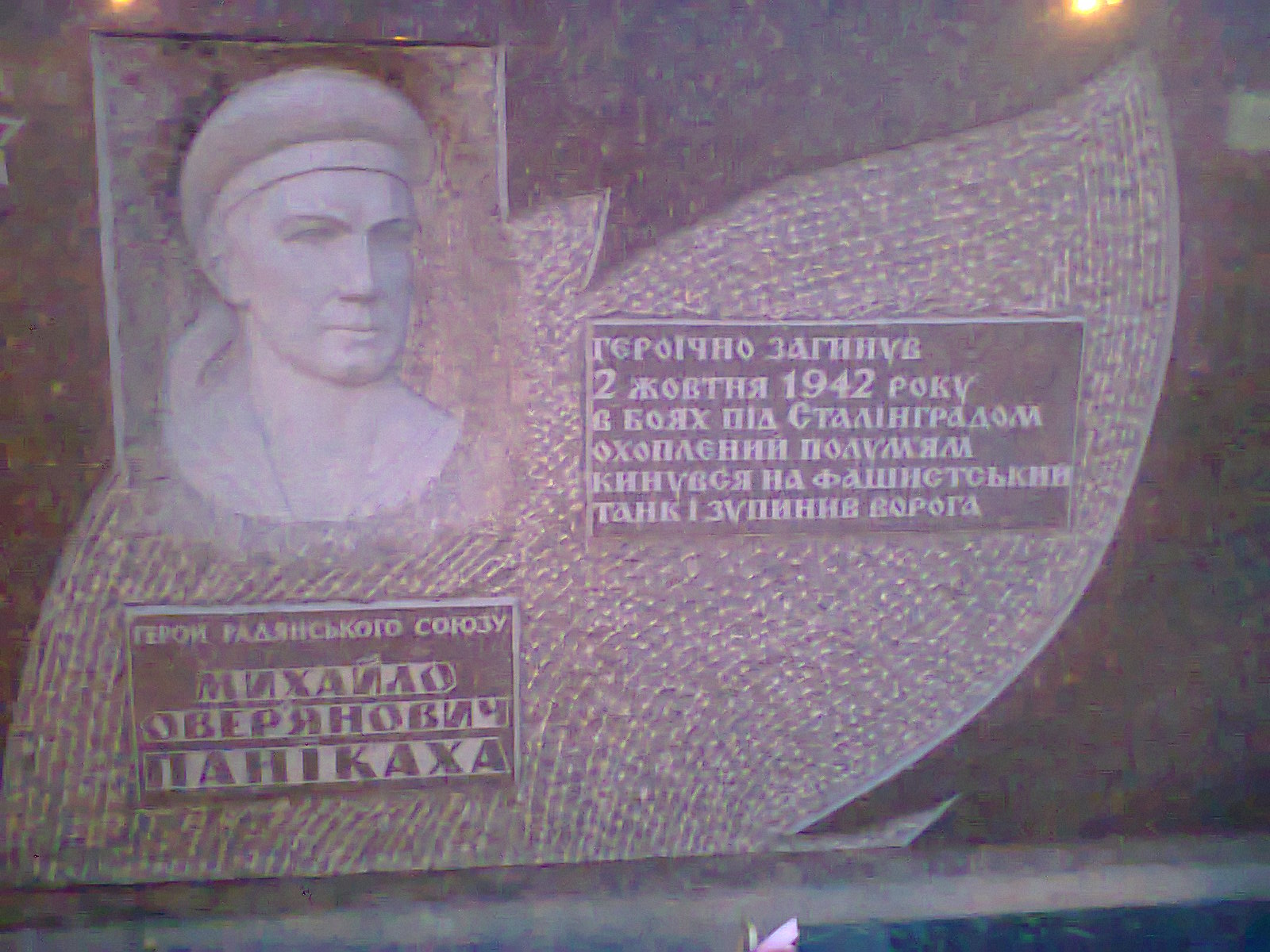
Michail Panikacha († 1942)

- Panikanova, Ekaterina (* 1975), russische surreale Künstlerin
- Paniker, Givergis (1912–1986), indischer, katholischer Priester und Theologe
- Panikian, Alice (* 1985), kanadisches Model
- Panikkar, K. Madhava (1895–1963), indischer Journalist, Historiker, Administrator und Diplomat
- Panikkar, Raimon (1918–2010), indischer Theologe, Professor der Religionsphilosophie und Vertreter des interreligiösen Dialoges
- Panikulam, George (* 1942), indischer Geistlicher, Diplomat des Heiligen Stuhls, syro-malabarischer Erzbischof
- Panin, Andrei Wladimirowitsch (1962–2013), russischer Schauspieler und Regisseur
- Panin, Cristian (* 1978), rumänischer Fußballspieler
- Panin, Grigori Walerjewitsch (* 1985), russischer Eishockeyverteidiger
- Panin, Iwan Alexandrowitsch (* 1987), russischer Nordischer Kombinierer
- Panin, Nikita Iwanowitsch (1718–1783), russischer Minister für die russische Außenpolitik
- Panin, Pjotr Iwanowitsch (1721–1789), russischer General
- Panin, Wiktor Nikititsch (1801–1874), russischer Großgrundbesitzer, Jurist und Justizminister
- Panina, Sofja Wladimirowna (1871–1956), russische Philanthropin, Mäzenin, Politikerin und Feministin
- Panini, indischer Sanskrit-Grammatiker
- Panini, Federica (* 1985), italienische Badmintonspielerin
- Panini, Franco Cosimo (1931–2007), italienischer Unternehmer, Erfinder der PANINI Bilder
- Panipitchai, Dennis (* 1958), indischer Ordensgeistlicher, römisch-katholischer Weihbischof in Miao
- Panipol Kerdyam (* 1972), thailändischer Fußballtrainer
- Panis, Aurélien (* 1994), französischer Automobilrennfahrer
- Panis, Jürgen (* 1975), österreichischer Fußballspieler
- Panis, Olivier (* 1966), französischer AutomobilrennfahrerOlivier Panis (* 1966)

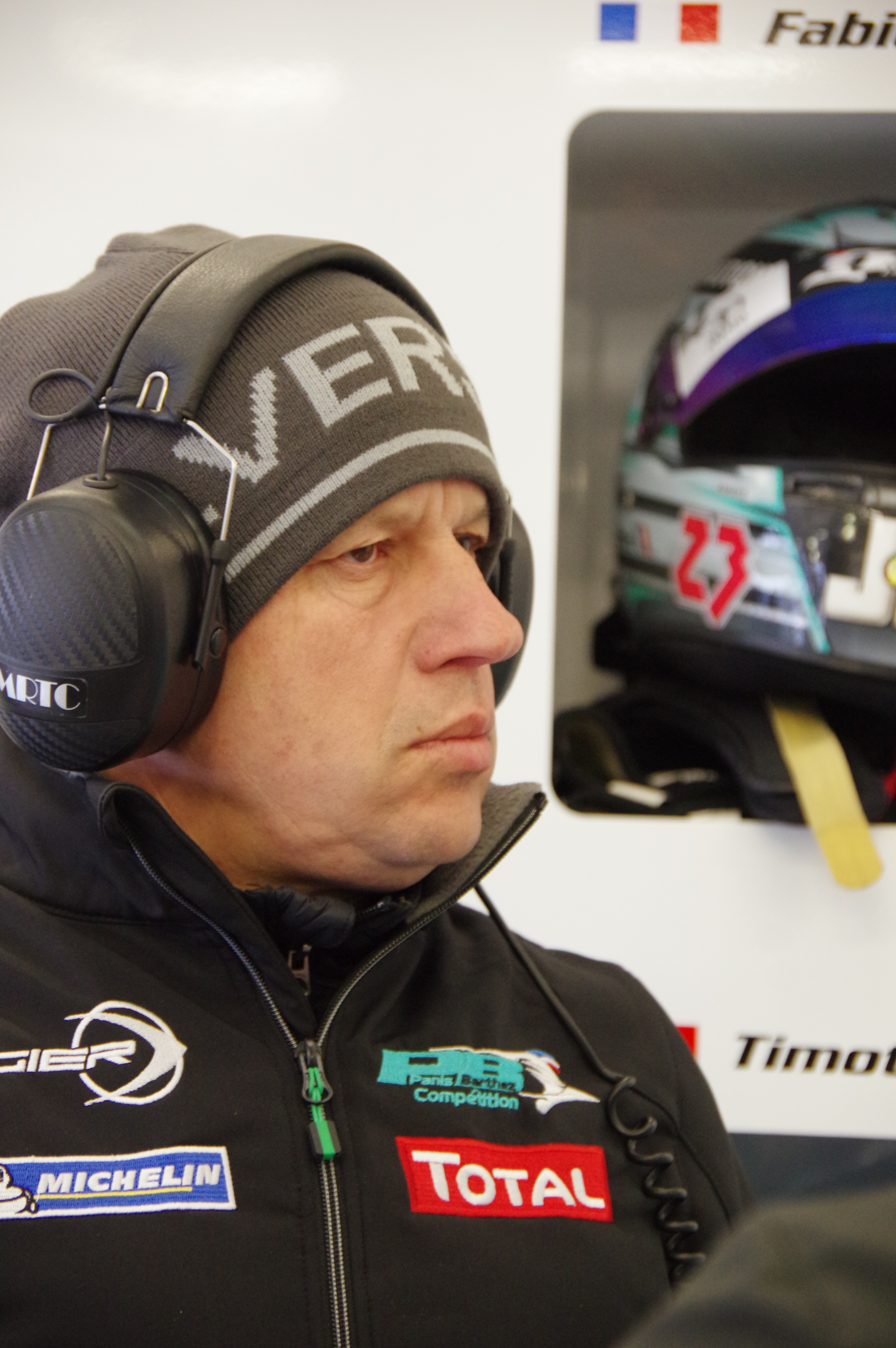
Olivier Panis (* 1966)

- Panisello, Fabián (* 1963), argentinischer Komponist und Dirigent
- Panish, Morton (* 1929), US-amerikanischer Physiker und Chemiker
- Panisset, Marie-Hélène, kanadische Filmemacherin
- Panitch, Leo (1945–2020), kanadischer Politikwissenschaftler
- Panitti Martínez, Pau (* 2004), spanischer Handballspieler
- Panitz, Eberhard (1932–2021), deutscher Schriftsteller
- Panitz, Ty (* 1999), US-amerikanischer Kinderdarsteller und Synchronsprecher
- Panitzki, Karl (1881–1970), deutscher Politiker (SPD), MdL
- Panitzki, Werner (1911–2000), deutscher Generalleutnant der Bundeswehr und Inspekteur der Luftwaffe
- Panizo, Gregolry (* 1985), brasilianischer Radrennfahrer
- Panizo, José Luis (1922–1990), spanischer Fußballspieler
- Panizza Richero, Lino (* 1944), italienischer Ordensgeistlicher, römisch-katholischer Bischof von Carabayllo
- Panizza, Andrea (* 1998), italienischer Ruderer
- Panizza, Ettore (1875–1967), argentinischer Komponist und Dirigent
- Panizza, Franco (* 1959), italienischer Politiker
- Panizza, Oskar (1853–1921), deutscher Schriftsteller, Satiriker und Publizist
- Panizza, Wladimiro (1945–2002), italienischer Radrennfahrer
- Panizza, Wolf († 1977), deutscher Maler
- Panizzi, Anthony (1797–1879), italienischer Bibliothekar und Direktor der Bibliothek des British Museum
- Panizzi, Gilles (* 1965), französischer Rallyefahrer

### Panj
- Panjabi MC, britischer Popmusiker
- Panjabi, Archie (* 1972), britische SchauspielerinArchie Panjabi (* 1972)

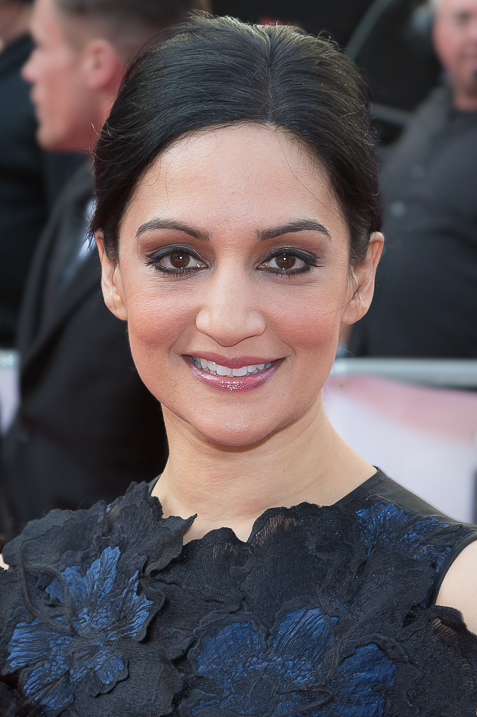
Archie Panjabi (* 1972)

- Panjatan, Irshad (* 1931), indisch-deutscher Schauspieler und Pantomime
- Panjukow, Andrei Wladimirowitsch (* 1994), russischer Fußballspieler
- Panjutina, Ljubow Felixowna (* 1970), russische Naturbahnrodlerin
- Panjutina, Swetlana Anatoljewna (1967–2022), russische Biathletin

### Pank
- Pank, Oskar (1838–1928), deutscher evangelischer Theologe
- Pank, Siegfried (* 1936), deutscher Cellist und Gambist
- Pańka, Dominik (* 1991), polnischer Pokerspieler
- Panka, Mindaugas (* 1984), litauischer Fußballspieler
- Panka, Peter (1948–2007), deutscher Rockmusiker
- Pankaew, Siwapong (* 1996), thailändischer Fußballspieler
- Pankajakshan, K. (1928–2012), indischer Politiker
- Pankará, Chirley (* 1974), brasilianische Pädagogin, Sozialanthropologin und Aktivistin für die Rechte der Indigenen
- Pankaryanira, Wahyu Nayaka Arya (* 1992), indonesischer Badmintonspieler
- Pankau, Elmar (* 1967), deutscher Diplom-Kaufmann, Geschäftsführender Vorstand des Malteser Hilfsdienstes
- Pankau, Herbert (1941–2025), deutscher FußballspielerHerbert Pankau (1941–2025)

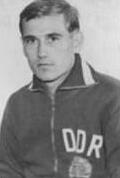
Herbert Pankau (1941–2025)

- Pankau, Johannes G. (* 1946), deutscher Germanist
- Pankau, Justus (1923–2017), deutscher Kameramann
- Pankau, Matthias (* 1976), deutscher evangelischer Theologe
- Pankau, Mia (1891–1974), deutsche Stummfilmschauspielerin
- Pankauskas, Justas (* 1983), litauischer Politiker
- Panke, Claudia (* 1968), deutsche Kommunalpolitikerin, Bürgermeisterin von Wülfrath
- Panke, Diana (* 1978), deutsche Politikwissenschaftlerin
- Panke, Günter (* 1929), deutscher NDPD-Funktionär
- Panke, Helmut (* 1946), deutscher Manager
- Panke, Thomas (* 1980), deutscher Webvideoproduzent
- Pankert, Paul (* 1965), belgischer Violinist und Komponist
- Pankert, Reiner (1923–1988), belgischer Kaufmann und Bürgermeister von Eupen
- Pankey, Benjamin F. (1861–1929), US-amerikanischer Politiker
- Pankhurst, Adela (1885–1961), britisch-australische Suffragette
- Pankhurst, Christabel (1880–1958), britische FrauenrechtlerinChristabel Pankhurst (1880–1958)

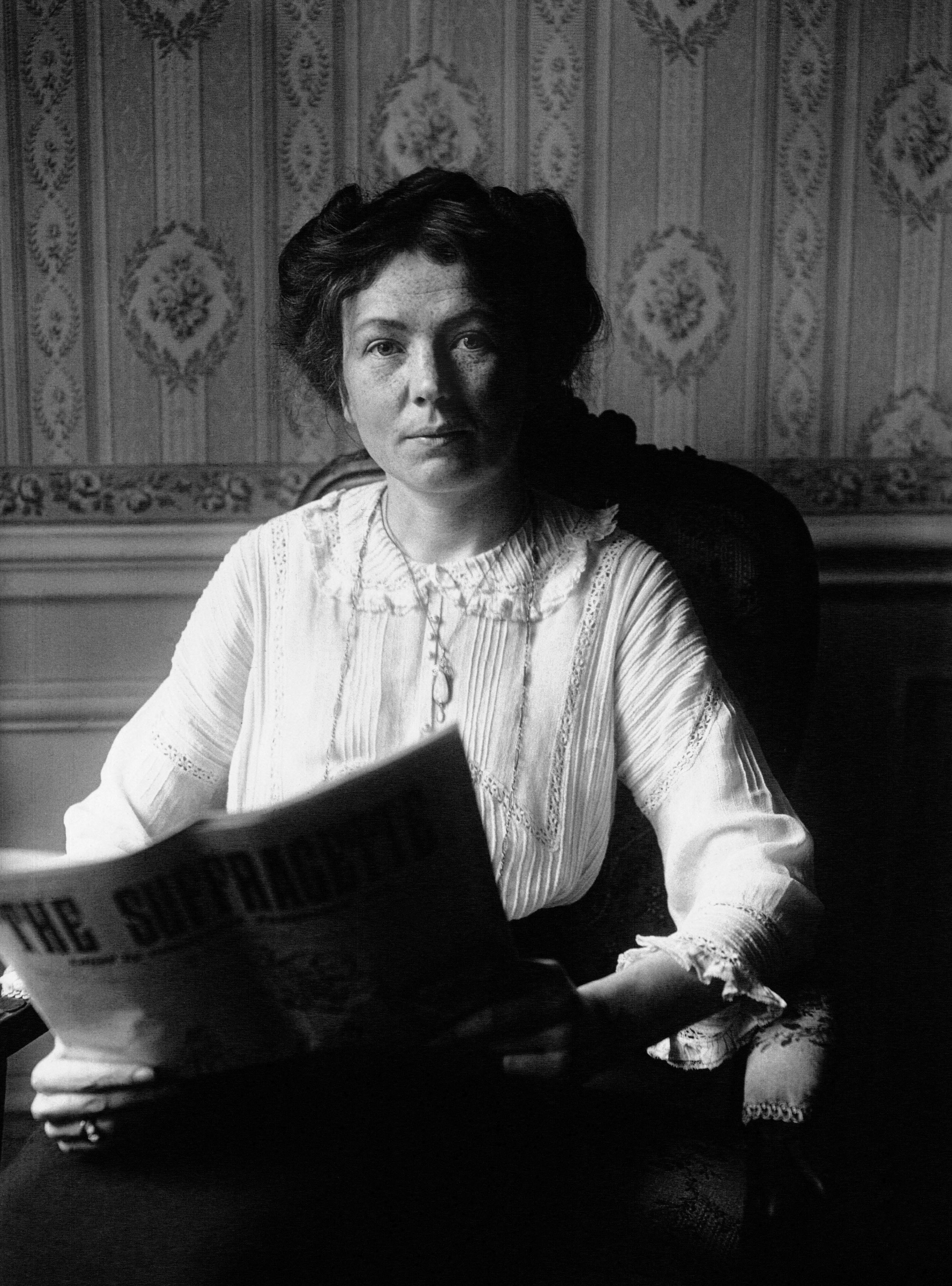
Christabel Pankhurst (1880–1958)

- Pankhurst, Emmeline (1858–1928), englische FrauenrechtlerinEmmeline Pankhurst (1858–1928)

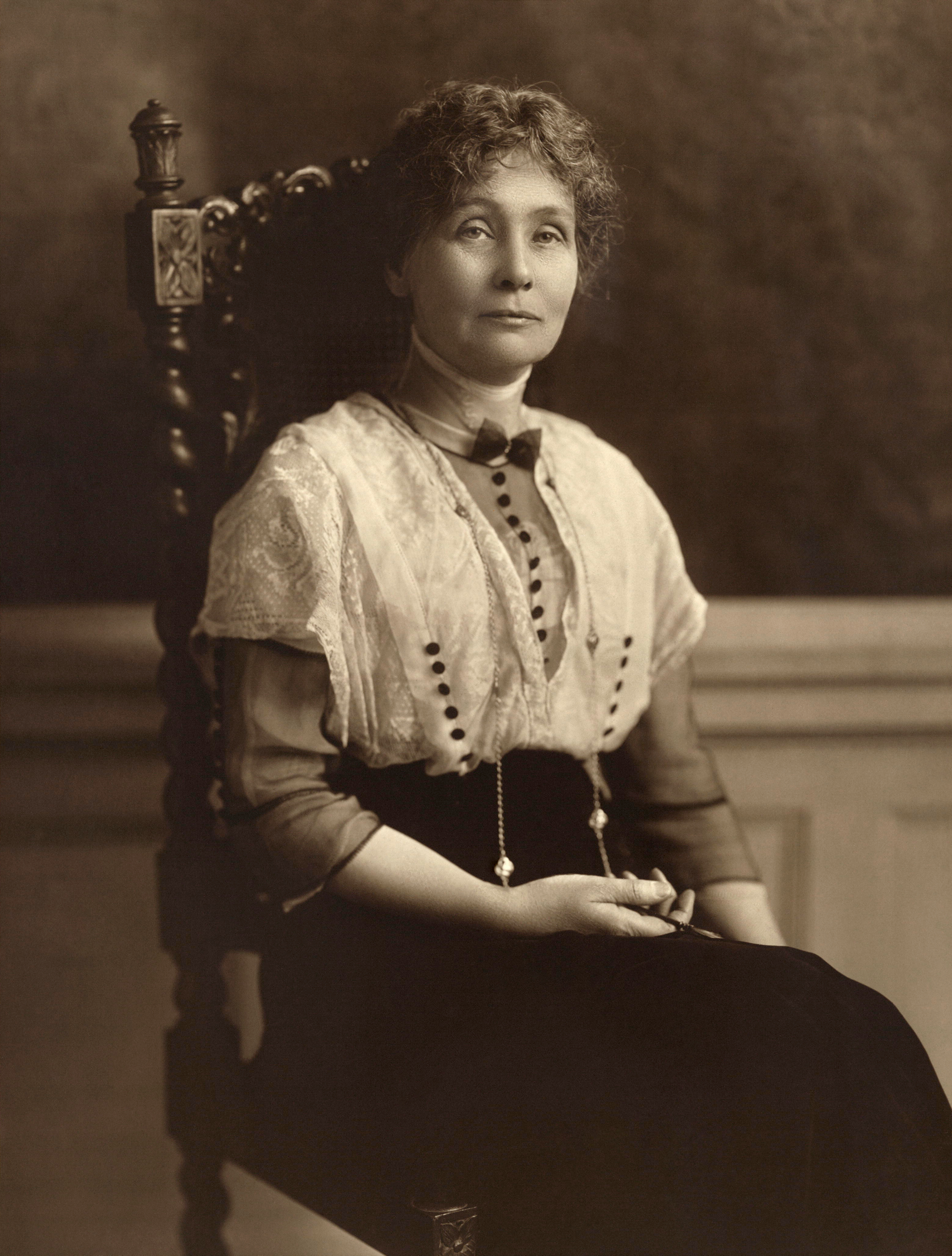
Emmeline Pankhurst (1858–1928)

- Pankhurst, Helen (* 1964), britische Frauenrechtlerin, Wissenschaftlerin und Autorin
- Pankhurst, Henry (1884–1921), britischer Leichtathlet
- Pankhurst, Richard (1927–2017), britischer Historiker und Äthiopist
- Pankhurst, Sylvia (1882–1960), britische Aktivistin in der Suffragettenbewegung
- Pankiewicz, Anastazy Jakub (* 1882), polnischer Franziskanerpater, Opfer des Holocaust
- Pankiewicz, Eugeniusz (1857–1898), polnischer Komponist und Pianist
- Pankiewicz, Józef (1866–1940), polnischer Maler, Grafiker und Hochschullehrer
- Pankiewicz, Julia (* 1999), polnische Automobilrennfahrerin
- Pankiewicz, Tadeusz (1908–1993), polnischer Pharmazeut und Gerechter unter den Völkern
- Pankin, Boris Dmitrijewitsch (* 1931), russischer Schriftsteller und Diplomat
- Pankin, Nikolai Iwanowitsch (1949–2018), sowjetischer Schwimmer
- Pankin, Stuart (* 1946), US-amerikanischer Schauspieler und Synchronsprecher
- Pankina, Aljaksandra (* 1972), belarussische Ruderin
- Panknin, Elisabeth (* 1948), deutsche Theater- und Hörspieldramaturgin
- Panknin, Jörg (1944–2024), deutscher Schauspieler
- Panknin, Sascha (* 1967), deutscher Musikproduzent
- Panknin, Walter (1925–2015), deutscher Maschinenbauingenieur, Hochschullehrer und Manager
- Panko, Andy (* 1977), US-amerikanischer Basketballspieler
- Pankofer, Daniel (* 1980), deutscher Handballspieler
- Pankofer, Sabine (* 1964), deutsche Pädagogin und Psychologin
- Pankok, Bernhard (1872–1943), deutscher Architekt und Designer
- Pankok, Eva (1925–2016), deutsche Malerin und Museumsleiterin
- Pankok, Franz (1874–1921), deutscher Innenarchitekt und Kunstgewerbeschullehrer
- Pankok, Hulda (1895–1985), deutsche Journalistin und Verlegerin
- Pankok, Otto (1893–1966), deutscher Maler, Zeichner, Bildhauer und HochschullehrerOtto Pankok (1893–1966)

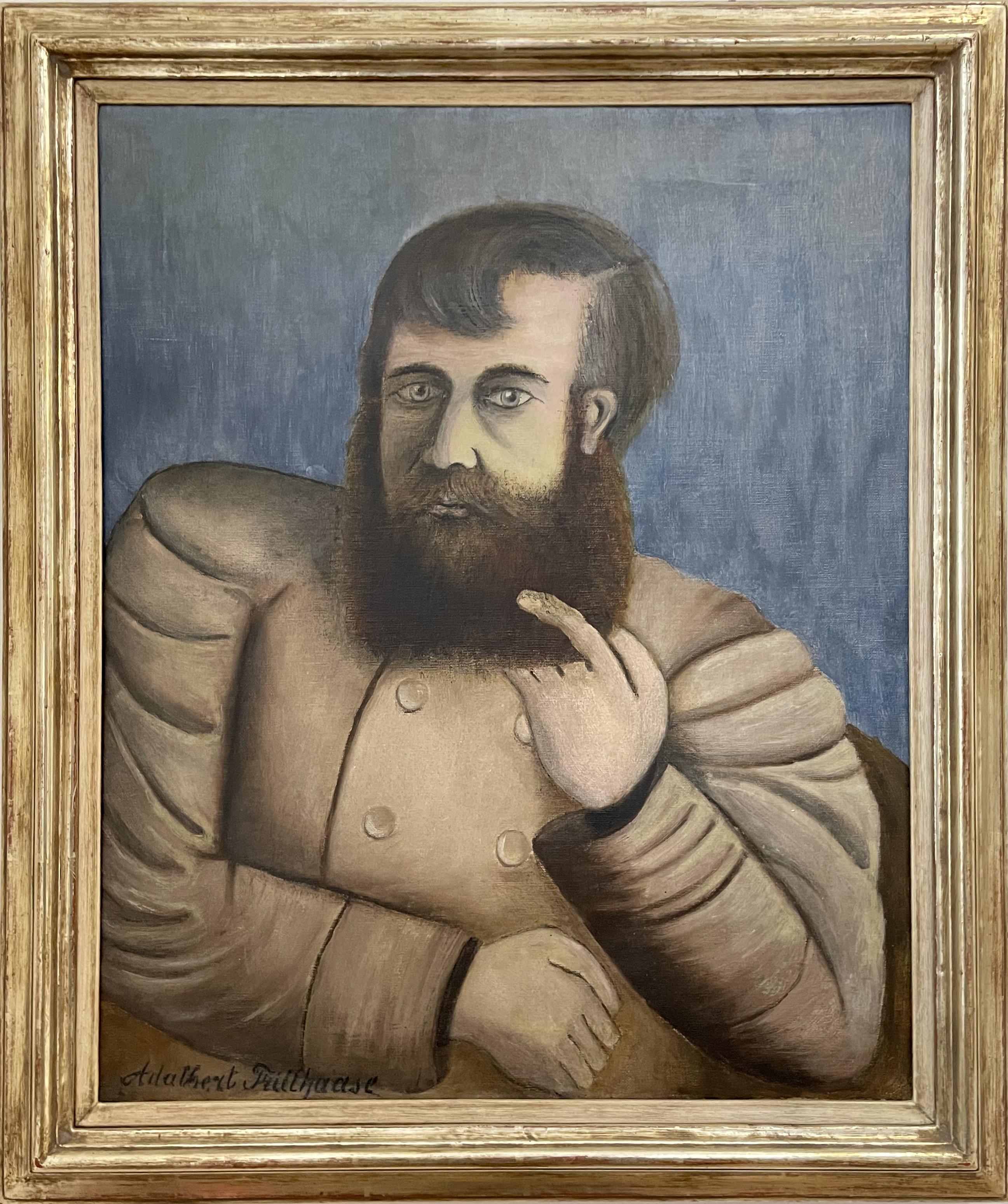
Otto Pankok (1893–1966)

- Pankoke, Eckart (1939–2007), deutscher Soziologe und Sozialpädagoge
- Pankoke, Günther (1925–1999), deutscher Radrennfahrer
- Pankoke, Paul (1905–1983), deutscher Politiker (SPD), MdL
- Pankoke, Udo, deutscher Chemiker und Hochschullehrer
- Pankonin, Fredi (1927–2018), deutscher Handballtorwart
- Pankonin, Key (* 1962), deutscher Musiker und Autor
- Pankorn Atirattana (* 2006), thailändischer Fußballspieler
- Pankotsch, Gerhard (* 1949), deutscher Fußballspieler und -trainer
- Pankou, Wassil (* 1968), belarussischer Eishockeyspieler und -trainer
- Pankov, Stanislav (* 1977), estnischer Eishockeyspieler
- Pankow, Alexander Sergejewitsch (* 1991), russischer Eishockeyspieler
- Pankow, Bill (* 1952), US-amerikanischer Filmeditor
- Pankow, James (* 1947), US-amerikanischer Jazzrock-Sänger und Posaunist
- Pankow, John (* 1954), US-amerikanischer Schauspieler
- Pankow, Karl (1905–1973), deutscher politischer KZ-Häftling
- Pankow, Nikolai Alexandrowitsch (* 1954), russischer General
- Pankow, Otto (1876–1934), deutscher Gynäkologe
- Pankow, Petar (* 1945), bulgarischer Skilangläufer
- Pankow, Rudy (* 1998), US-amerikanischer SchauspielerRudy Pankow (* 1998)

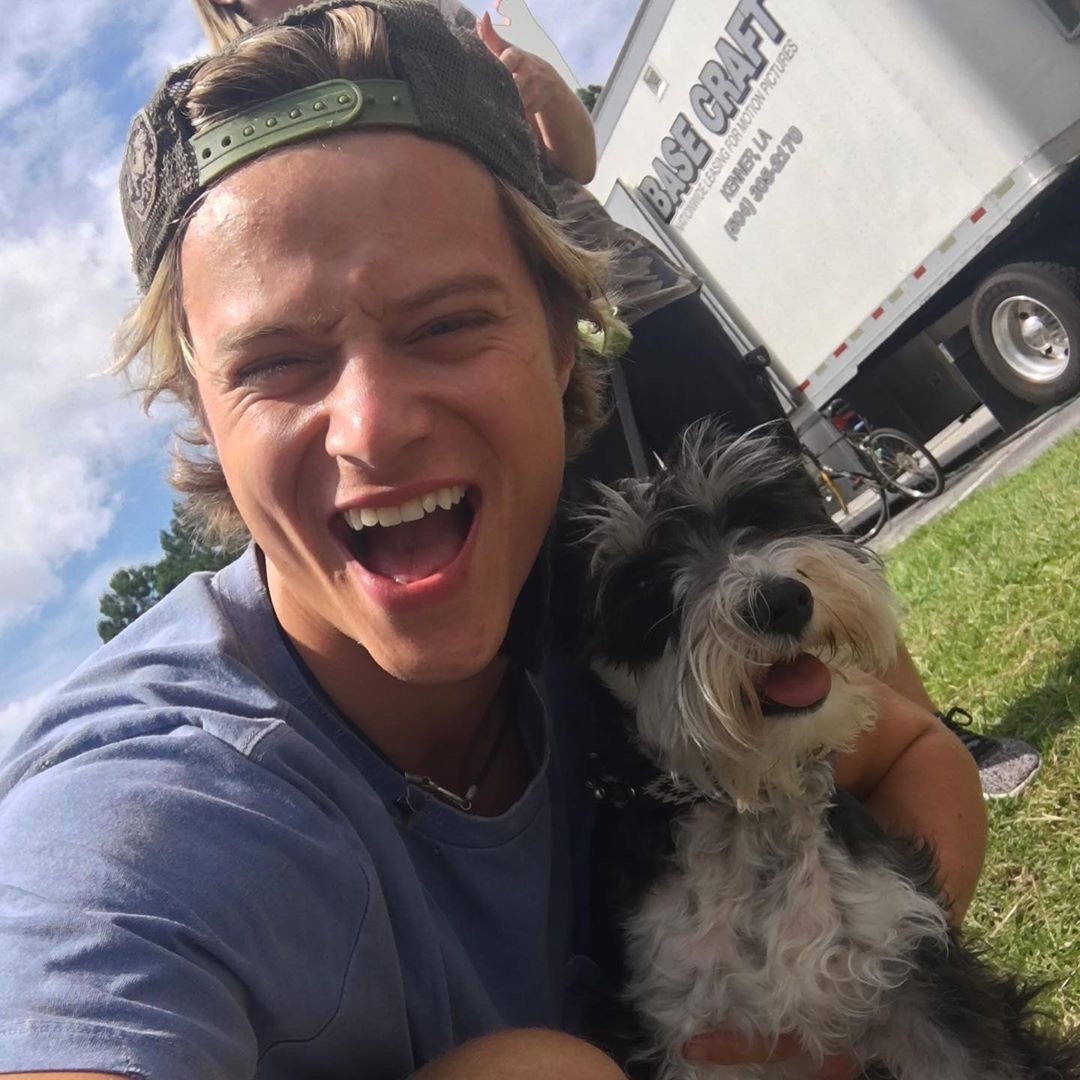
Rudy Pankow (* 1998)

- Pankow, Waleri Wladimirowitsch (* 1980), russischer Schauspieler
- Pankowski, Annie (* 1994), US-amerikanische Eishockeyspielerin
- Pankowski, Marian (1919–2011), polnischer Schriftsteller, Dichter, Romancier, Literaturhistoriker und Übersetzer
- Pankraschkin, Wiktor Alexandrowitsch (1957–1993), sowjetischer Basketballspieler
- Pankrates aus Alexandria, griechischer Dichter
- Pankratius, christlicher HeiligerPankratius

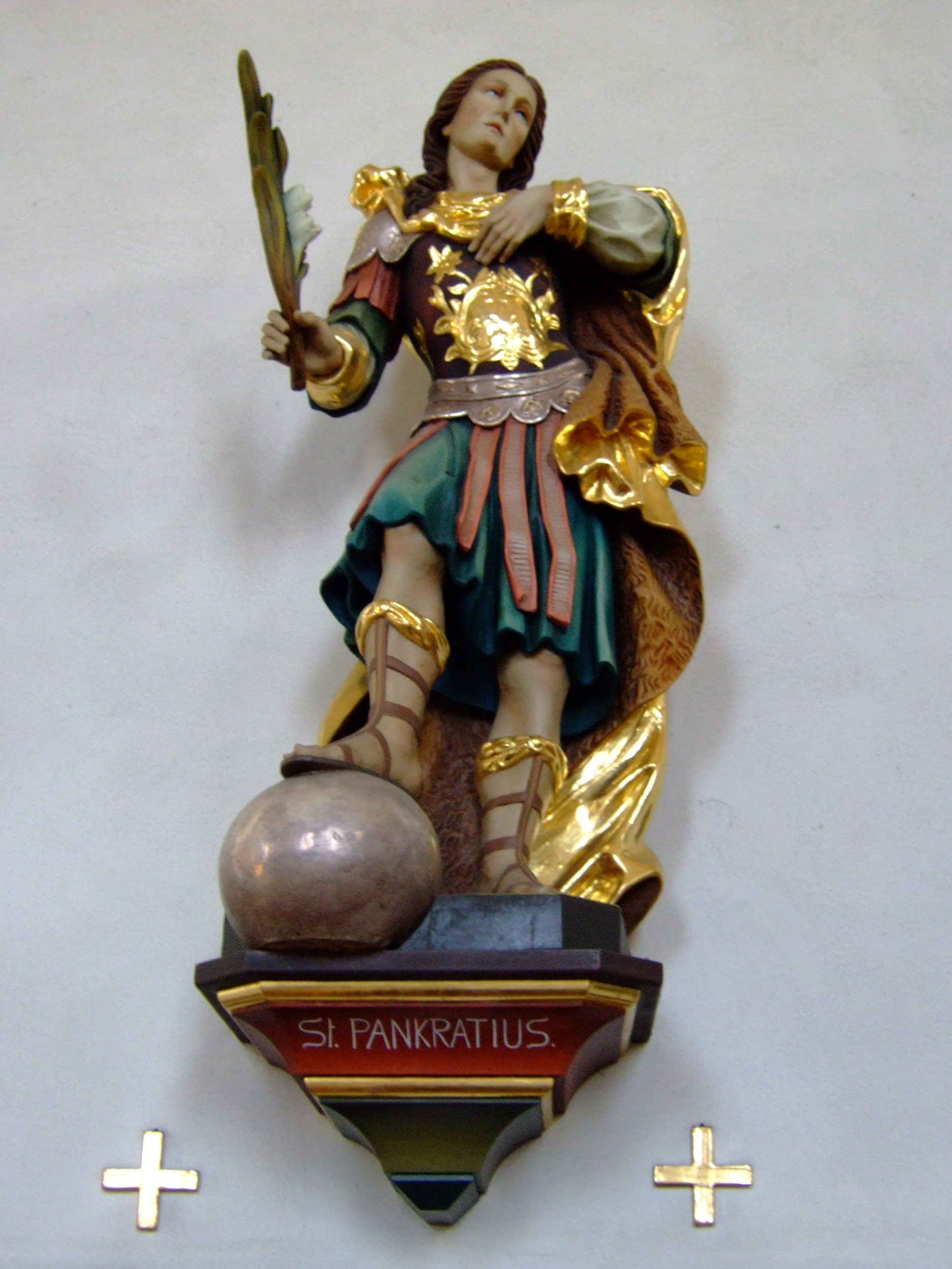
Pankratius

- Pankratius von Taormina, legendärer erster Bischof von Taormina, Märtyrer, Heiliger
- Pankratova, Elena, russische Opern und Konzertsängerin, Chordirigentin und Gesangspädagogin in der Stimmlage Sopran
- Pankratow, Denis Wladimirowitsch (* 1974), russischer Schwimmer
- Pankratow, Nikolai Wladimirowitsch (* 1982), russischer Skilangläufer
- Pankratowa, Anna Michailowna (1897–1957), sowjetische Historikerin
- Pankratz, Artur (1893–1975), deutscher Sozialist und Abgeordneter, Mitglied des Sejm
- Pankratz, Björn (* 1970), deutscher Computerspieleentwickler
- Pankratz, Helga (1959–2014), österreichische freie Autorin und Kabarettistin
- Pankratz, Jennifer (* 1983), deutsche Computerspieleentwicklerin
- Pankratz, Leonie (* 1990), deutsche Fußballspielerin
- Pankratz, Maria (* 1965), deutsche Laienschauspielerin
- Pankraz von Sinzenhofen († 1548), Bischof von Regensburg
- Pankraz, Ingrid (* 1948), deutsche Kommunalpolitikerin (SED, PDS)
- Pankretić, Božidar (* 1964), kroatischer Politiker (Minister)
- Panksep, Peeter (1898–1970), estnischer Journalist und Politiker, Minister
- Panksepp, Jaak (1943–2017), estnisch-US-amerikanischer Psychologe und Hochschullehrer

### Pann
- Pann, Abel (1883–1963), israelischer Künstler
- Pann, Anton († 1854), rumänischsprachiger Lyriker, Komponist und Musikwissenschaftler
- Pannacciò, Elo (1923–2001), italienischer Filmregisseur, Drehbuchautor und Filmproduzent
- Pannach, Gerulf (1948–1998), deutscher Liedermacher und Texter
- Pannagl, Isabell (* 1990), österreichische Schauspielerin, Kabarettistin, SängerinIsabell Pannagl (* 1990)

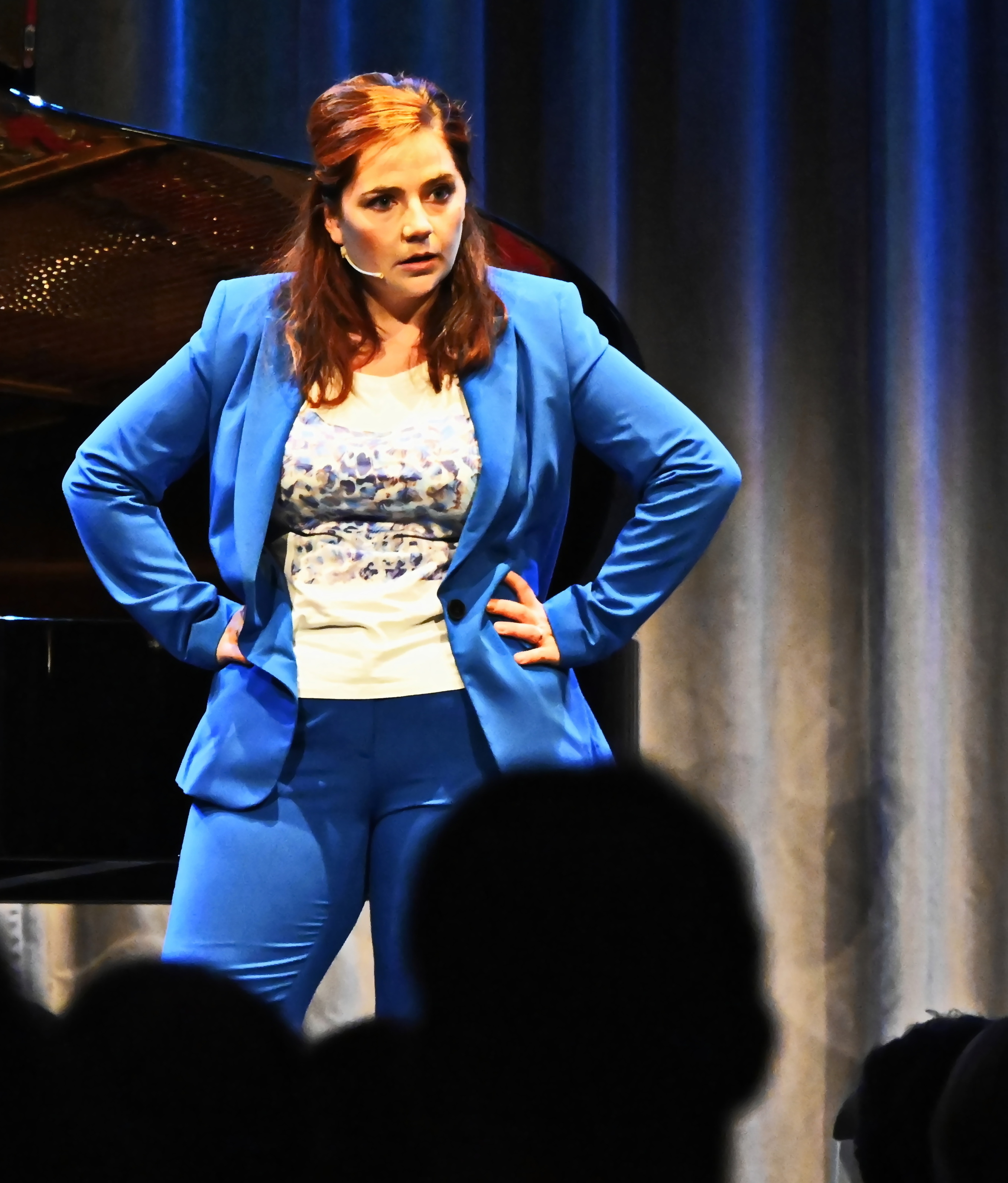
Isabell Pannagl (* 1990)

- Pannarai Pansiri (* 1997), thailändischer Fußballtrainer
- Pannartz, Arnold, Buchdrucker in Subiaco und Rom
- Pannasch, Anton (1789–1855), österreichischer Offizier und Schriftsteller
- Pannathon Mungmai (* 2002), thailändischer Fußballspieler
- Pannathon Prasitthiwet (* 2000), thailändischer Fußballspieler
- Panndorf, Erwin (1904–1942), deutsch-sowjetischer Kommunist, Arbeitersportler, Gewerkschafter und antifaschistischer Widerstandskämpfer
- Panndorf, Fritz (1922–1999), deutscher Gebrauchsgrafiker, Maler und Hochschullehrer in der DDR
- Panndorf, Ullrich (* 1954), deutscher Maler und Grafiker
- Panne, Ulrich (* 1964), deutscher Chemiker
- Panneerselvam, O. (* 1951), indischer Politiker
- Pannek, Alfons (1907–1995), deutscher Kommunist, Interbrigadist und späterer Gestapo-Spitzel
- Pannek, Angelina (* 1992), deutsches It-Girl, Reality-Show-Teilnehmerin und InfluencerinAngelina Pannek (* 1992)

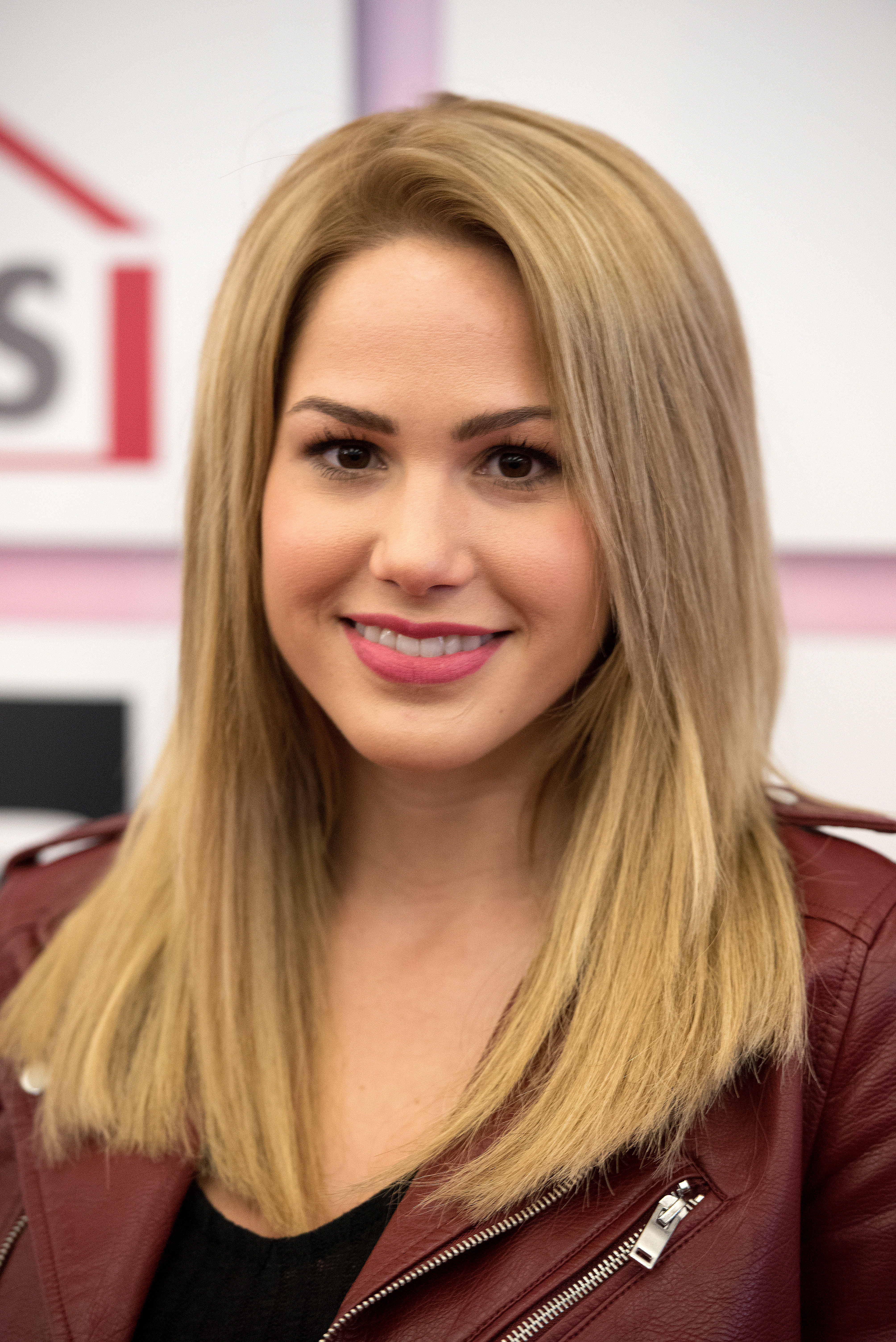
Angelina Pannek (* 1992)

- Pannek, Bruno W., deutscher Laiendarsteller
- Pannek, Kelly (* 1995), US-amerikanische Eishockeyspielerin
- Pannek, Otto (* 1840), deutscher Rittergutsbesitzer und Politiker (DFP), MdR
- Pannek, Sebastian (* 1986), deutsches Model und Fernsehdarsteller
- Pannekoek, Anton (1873–1960), niederländischer Astronom und marxistischer Theoretiker
- Pannekoek-van Bemmel, Truus (1887–1975), niederländische Malerin von Stillleben und Porträts
- Pannell, Charles, Baron Pannell (1902–1980), britischer Politiker
- Pannella, Marco (1930–2016), italienischer Politiker (Partito Radicale), Mitglied der Camera dei deputati, MdEP
- Pannemans, Tonny (* 1946), niederländische Badmintonspielerin
- Pannen, Friedemann (* 1963), deutscher evangelischer Geistlicher, Pastor der Evangelisch-lutherischen Landeskirche Hannovers
- Pannenbecker, Otto (1879–1956), deutscher Politiker (Zentrum), MdB
- Pannenbecker, Otto (* 1907), deutscher Jurist
- Pannenberg, Wolfhart (1928–2014), deutscher evangelischer TheologeWolfhart Pannenberg (1928–2014)

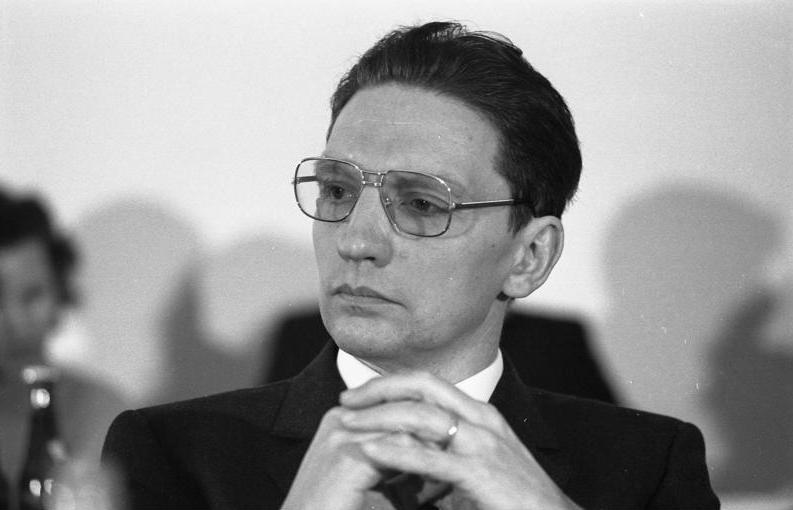
Wolfhart Pannenberg (1928–2014)

- Pannenborg, Gerhard Eberhard (1903–1979), deutscher Kommunalpolitiker (NSDAP), hauptamtlicher SS-Mitarbeiter
- Pannermayr, Markus (* 1971), deutscher Kommunalpolitiker (CSU), Oberbürgermeister
- Pannetier, Isabelle, französische Kostümbildnerin
- Panneton, Charles-Marie (1845–1890), kanadischer Pianist, Musikpädagoge und Komponist
- Pannewick, Friederike (* 1966), deutsche Arabistin
- Pannewig, Mats (* 2004), deutscher Fußballspieler
- Pannewitz, Anton von (1659–1731), preußischer Gouverneur der Festung Peitz und zuletzt Chef des Infanterieregiments Nr. 13
- Pannewitz, Eva von (1865–1917), deutsche Landschaftsmalerin
- Pannewitz, Gottlob Ernst von (1697–1765), preußischer Generalmajor, Chef des Infanterieregiments Nr. 10
- Pannewitz, Günther von (1857–1936), preußischer General der Infanterie
- Pannewitz, Kevin (* 1991), deutscher Fußballspieler
- Pannewitz, Ludolf von (1652–1719), preußischer Generalleutnant, Chef des nach ihm benannten „Regiments Pannewitz zu Pferde“ und Erbherr auf Kahren
- Pannewitz, Maximilian Sigmund von (1715–1791), königlich-preußischer Generalleutnant, Chef des Kürassier-Regiments Nr. 8, Inspektor des oberschlesischen Kavallerie
- Pannewitz, Nikolaus Sigismund von (1700–1748), königlich preußischer Oberstleutnant und zuletzt Chef des schlesischen Artillerie-Bataillons
- Pannhoff, Maria (1902–1989), deutsche Politikerin (CDU), MdB
- Panni, Marcello (* 1940), italienischer Dirigent und Komponist
- Pannick, David, Baron Pannick (* 1956), britischer Rechtsanwalt und Angehöriger des Oberhauses
- Pannicke, Katrin (* 1968), deutsche Bildhauerin und Medailleurin
- Pannier, Dietrich (* 1945), deutscher Bibliothekar und Jurist
- Pannier, Julius Carl (1789–1856), deutscher Verwaltungsjurist und Politiker
- Pannier, Pascal (* 1998), deutscher Fußballspieler
- Pannier, Rudolf (1821–1897), Richter, Reichstagsabgeordneter
- Pannier, Wilhelm (1931–2025), deutscher Journalist
- Pannier-Runacher, Agnès (* 1974), französische Wirtschaftsmanagerin und PolitikerinAgnès Pannier-Runacher (* 1974)

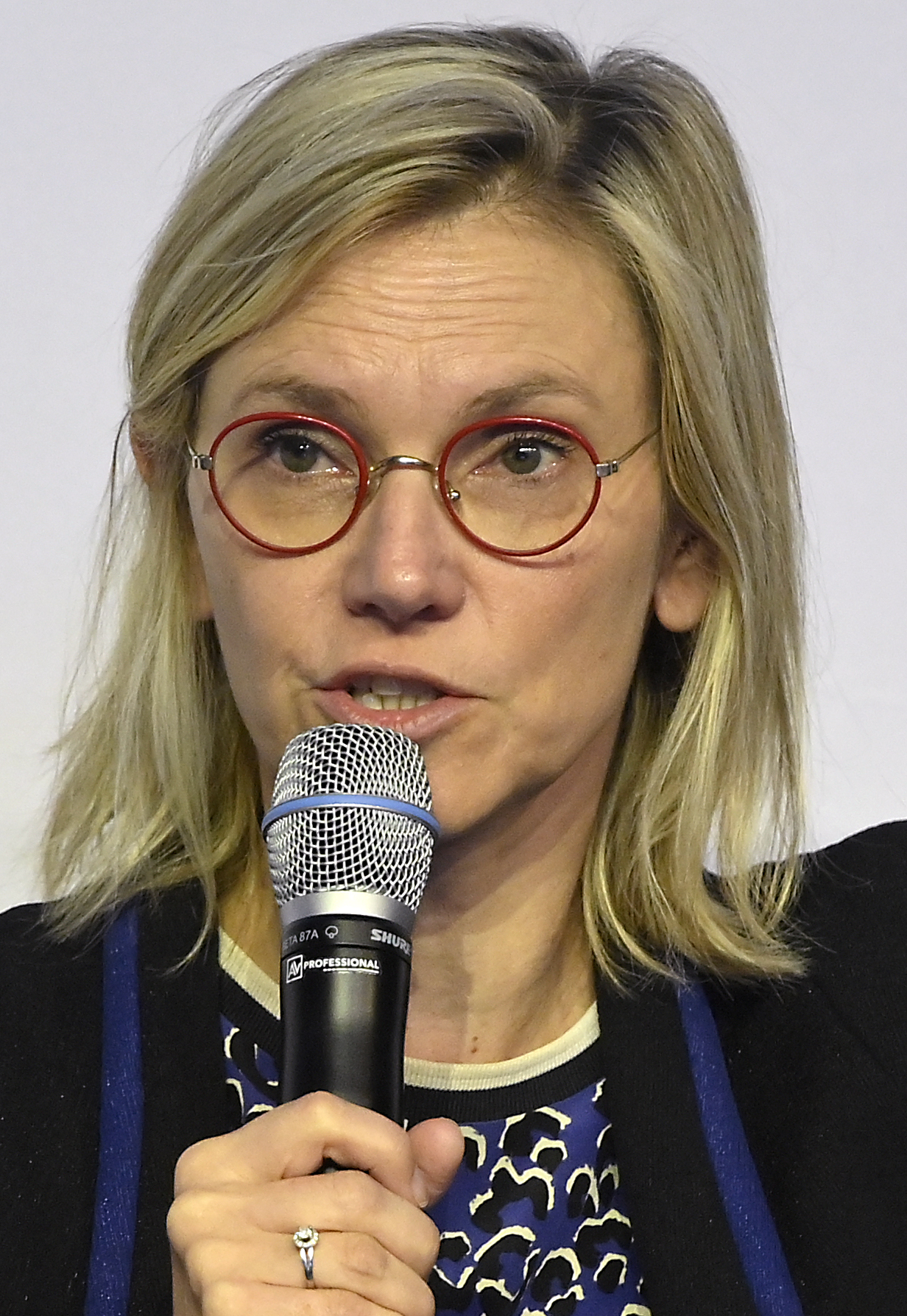
Agnès Pannier-Runacher (* 1974)

- Panning, August (1857–1922), deutscher Kommunalpolitiker, Bürgermeister in Werl
- Panning, Gerhart (1900–1944), deutscher Gerichtsmediziner und Hochschullehrer
- Panning, Wolfgang, deutscher Spieleautor
- Pannini, Giovanni Paolo (1691–1765), italienischer Maler und ArchitektGiovanni Paolo Pannini (1691–1765)

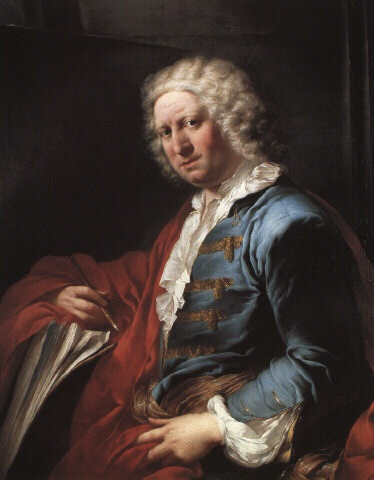
Giovanni Paolo Pannini (1691–1765)

- Panno, Óscar (* 1935), argentinischer Schach-Großmeister
- Pannocchieschi d’Elci, Scipione (1598–1670), italienischer Bischof und Kardinal
- Pannock, Simon (* 1985), deutscher Radiomoderator
- Pannofino, Francesco (* 1958), italienischer Schauspieler und Synchronsprecher
- Pannone, Gianfranco (* 1963), italienischer Dokumentarfilmer und Filmregisseur
- Pannonio, Michele, ungarischer Maler in Italien
- Pannonius, Janus (1434–1472), Bischof von Fünfkirchen
- Pannos, Karl (1908–1944), österreichischer Turner
- Pannu, Kiranpal (* 1997), neuseeländischer Tennisspieler
- Pannwitz, Albrecht Wilhelm von (1754–1825), preußischer Landrat
- Pannwitz, August von (1819–1900), preußischer Generalleutnant
- Pannwitz, Eberhard von (1887–1945), deutscher Diplomat
- Pannwitz, Erika (1904–1975), deutsche Mathematikerin
- Pannwitz, Ernst Anton Erdmann von (1706–1759), preußischer Land-, Justiz-, Kriegs- und Domänenrat
- Pannwitz, Gotthold (1861–1926), deutscher Mediziner
- Pannwitz, Heinz (1911–1975), deutscher Gestapobeamter und SS-FührerHeinz Pannwitz (1911–1975)

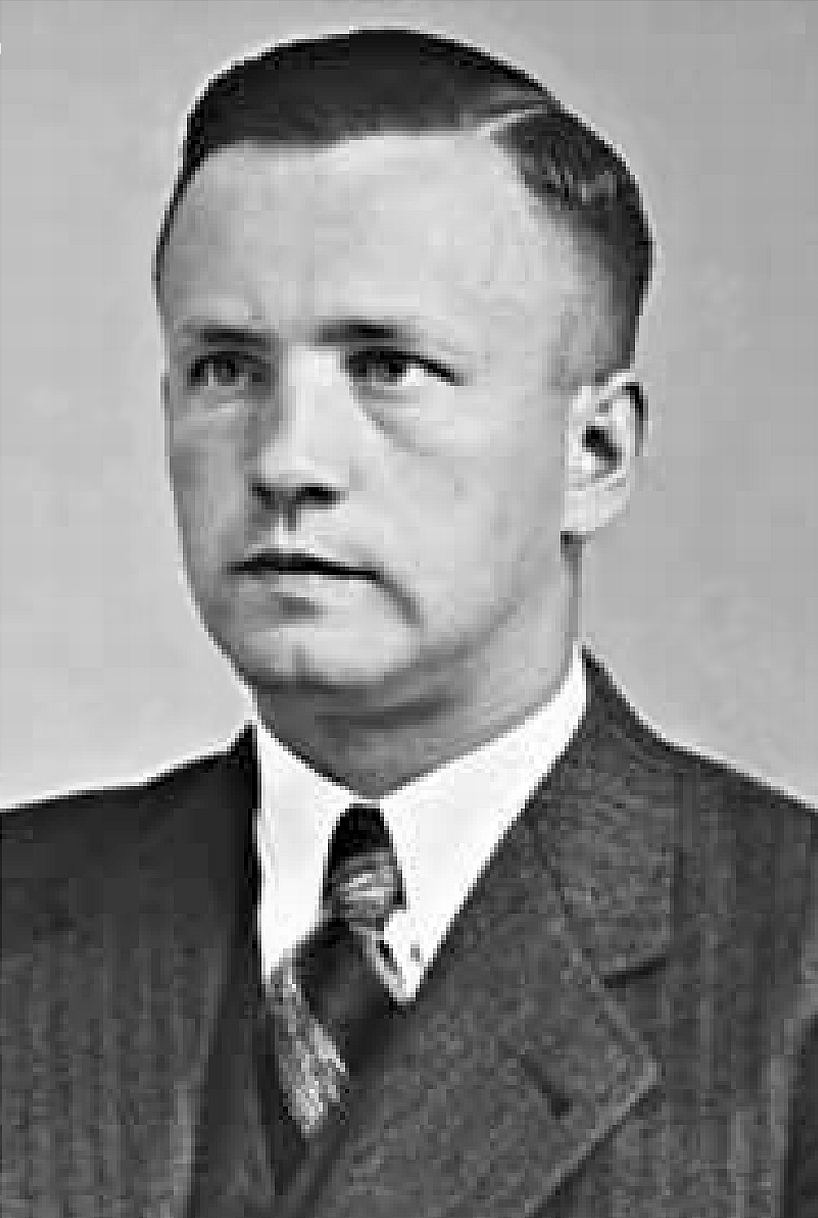
Heinz Pannwitz (1911–1975)

- Pannwitz, Helmuth von (1898–1947), deutscher Generalleutnant im Zweiten Weltkrieg
- Pannwitz, Hugo von (1820–1892), preußischer Generalmajor
- Pannwitz, Karl von (1798–1859), preußischer Generalmajor
- Pannwitz, Max (1854–1921), deutscher Schriftsteller und Übersetzer
- Pannwitz, Rudolf (1881–1969), deutscher Kulturphilosoph, Schriftsteller und Kritiker
- Pannwitz, Walter von (1856–1920), deutscher Rechtsanwalt, Oberbürgermeister, Kunstsammler und Mäzen, Ehrenritter des Johanniterordens
- Pannwitz, Wolf Adolf von (* 1679), preußischer Generalmajor und Chef des Regiments Gens d’armes (1739–1743)
- Panny, Joseph (1794–1838), österreichischer Komponist, Geiger und Sänger
- Panny, Thomas (* 1987), österreichischer Fußballspieler
- Pannyson, Andreas Siegfried (1719–1790), Königlich Großbritannischer und Kurfürstlich Braunschweig-Lüneburgischer Hofuhrmacher in Hannover
- Pannyson, Johann Hinrich († 1759), britischer Uhrmacher, der sich in Schleswig niederließ

### Pano
- Pano, Panajot (1939–2010), albanischer Fußballspieler
- Panocchia, Giuseppe (* 1939), italienischer Diplomat
- Panodorus von Alexandrien, byzantinischer Mönch und Geschichtsschreiber
- Panofka, Heinrich (1807–1887), deutscher Geiger, Komponist, Gesangslehrer und Musikschriftsteller
- Panofka, Theodor (1800–1858), deutscher Klassischer Archäologe, Historiker und Philologe
- Panofsky, Erwin (1892–1968), deutsch-amerikanischer KunsthistorikerErwin Panofsky (1892–1968)

Erwin Panofsky (1892–1968)

- Panofsky, Walter (1913–1967), deutscher Musikkritiker und -schriftsteller
- Panofsky, Wolfgang (1919–2007), US-amerikanischer Teilchenphysiker
- Panofsky-Soergel, Gerda (1929–2024), deutsch-amerikanische Kunsthistorikerin
- Panomkorn Saisorn (* 1981), thailändischer Fußballspieler
- Panomporn Puangmalai (* 1999), thailändischer Fußballspieler
- Panorios, Konstantinos (1857–1892), griechischer Maler
- Panormo, Vincenzo (1734–1813), italienischer Geigenbauer
- Paños, Sandra (* 1992), spanische Fußballtorhüterin
- Panosch, Martin (* 1967), österreichischer Honorarkonsul
- Panossian, Rémi (* 1983), französischer Jazzmusiker
- Panossian, Sabine (* 1982), österreichische Kamerafrau
- Panosyan-Bouvet, Astrid (* 1971), französische Politikerin, Mitglied der Nationalversammlung und Arbeitsministerin
- Panot Wiriyakul (* 2004), thailändischer Fußballspieler
- Panot, Mathilde (* 1989), französische Politikerin
- Panou, Poly (1940–2013), griechische Volkssängerin
- Panou, Zois (1765–1846), griechischer Politiker und Revolutionär
- Panoussi, Estiphan (* 1935), US-amerikanischer orientalischer Philologe und Philosoph iranischer Herkunft
- Panov, Valery (* 1938), russisch-israelischer Ballett-Tänzer und Choreograf
- Panow, Alen (* 1978), ukrainischer Diplomat, Rechtsanwalt, Zivilaktivist und Hochschullehrer
- Panow, Alexander Wladimirowitsch (* 1975), russischer Fußballspieler
- Panow, Juri Alexandrowitsch (* 1970), russischer Eishockeyspieler
- Panow, Konstantin Sergejewitsch (* 1980), russischer Eishockeyspieler
- Panow, Ljuben (* 1974), bulgarischer Badmintonspieler
- Panow, Olimpij (1852–1887), bulgarischer Revolutionär und Politiker
- Panow, Wassili Nikolajewitsch (1906–1973), sowjetischer Schachspieler
- Panow, Wladimir Alexandrowitsch (* 1975), russischer Politiker; Bürgermeister von Nischni Nowgorod
- Panowa, Alexandra Alexandrowna (* 1989), russische Tennisspielerin
- Panowa, Alexandra Petrowna (1899–1981), russische bzw. sowjetische Schauspielerin und Synchronsprecherin
- Panowa, Bianka (* 1970), bulgarische Turnerin
- Panowa, Jelena Wiktorowna (* 1977), russische SchauspielerinJelena Wiktorowna Panowa (* 1977)

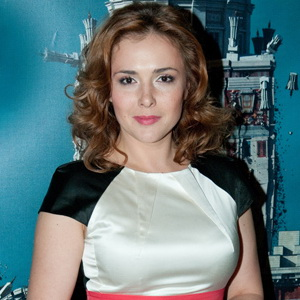
Jelena Wiktorowna Panowa (* 1977)

- Panowa, Olga Alexandrowna (* 1987), russische Tennisspielerin
- Panowa, Pawlina (* 1967), bulgarische Juristin und Verfassungsrichterin
- Panowa, Tatjana Dmitrijewna (* 1949), sowjetisch-russische Mediävistin
- Panowa, Tatjana Jurjewna (* 1976), russische Tennisspielerin
- Panowa, Wera Fjodorowna (1905–1973), russische Schriftstellerin
- Panowko, Jakow Gilelewitsch (1913–2002), russischer Physiker
- Panozzo, Giovanni (1909–1993), Schweizer Architekt

### Panp
- Panphanpong Pinkong (* 1987), thailändischer Fußballspieler

### Pans
- Pansa Hemviboon (* 1990), thailändischer Fußballspieler
- Pansa Meesatham (* 1974), thailändischer Fußballtorhüter
- Pansa, Alberto (1844–1928), italienischer Diplomat
- Pansa, Martin (1580–1626), deutscher Arzt und Gesundheitsaufklärer
- Pansaers, Clément (1885–1922), belgischer Dichter, Schriftsteller und Herausgeber französischer Sprache
- Pansanel, Gérard (* 1952), französischer Jazzmusiker (Gitarre)
- Pansard, Michel (* 1955), französischer Geistlicher, römisch-katholischer Bischof von Évry-Corbeil-Essonnes
- Pansch, Adolf (1841–1887), deutscher Anatom und Anthropologe
- Panschab, Justin (1859–1930), österreichischer Zisterzienser und Abt von Lilienfeld
- Panschin, Alexander Nikititsch (1863–1904), russischer Eiskunstläufer
- Panschin, Michail (* 1983), russisch-kasachischer Eishockeyspieler
- Panschina, Warwara Nikolajewna (* 2006), russische Tennisspielerin
- Panschinski, Alexander Eduardowitsch (* 1989), russischer Skilangläufer
- Panse, Carl August (1828–1895), deutscher Rittergutsbesitzer und Politiker (DFP), MdR
- Panse, Frank (* 1942), deutscher Maler und Grafiker
- Panse, Friedrich (1899–1973), deutscher Mediziner und Aktion-T4-Gutachter
- Panse, Herbert (1914–1980), deutscher Fußballspieler
- Panse, Karl (1798–1871), deutscher liberaler Verleger, Zeitungsgründer und Autor
- Panse, Michael (* 1966), deutscher Politiker (CDU), MdLMichael Panse (* 1966)

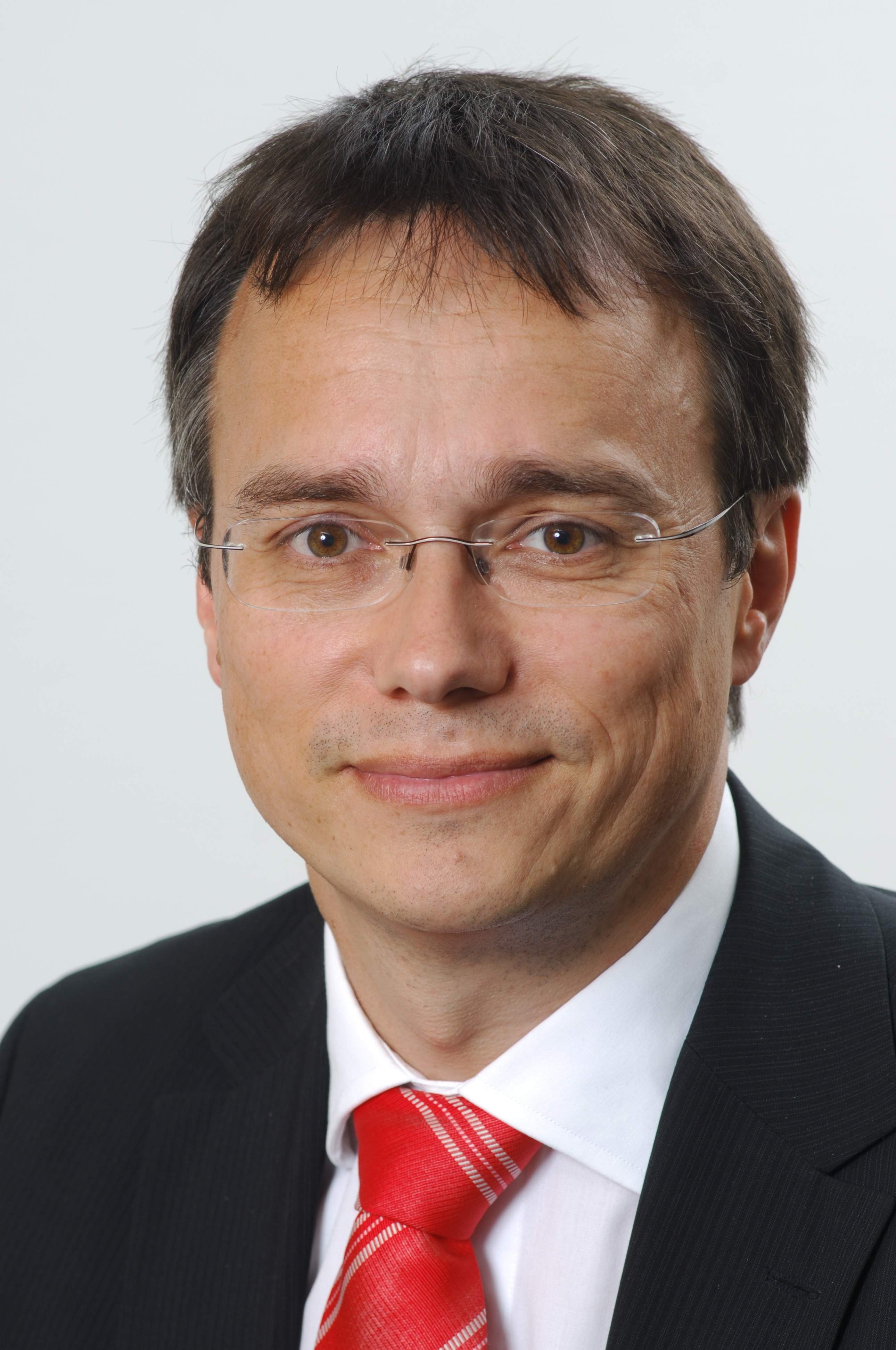
Michael Panse (* 1966)

- Panse, Ulrike (* 1974), deutsche Schauspielerin
- Panse, Winfried (1939–2023), deutscher Ökonom, Soziologe und Hochschullehrer
- Panse, Wolf-Dieter (1930–2013), deutscher Schauspieler und Filmregisseur
- Pansera, Roberto (1932–2005), argentinischer Bandoneonist, Organist, Bandleader, Arrangeur und Komponist
- Panseron, Auguste Mathieu (1796–1859), französischer Musiker und Komponist
- Panshin, Alexei (1940–2022), amerikanischer Science-Fiction-Autor und -Kritiker
- Panshin, Cory (* 1947), amerikanische Science-Fiction-Autorin und -Kritikerin
- Pansi, Herbert (1920–1988), österreichischer Gewerkschafter und Politiker (SPÖ), Mitglied des Bundesrates
- Pansi, Micha (* 1964), Schweizer Fantasyautorin
- Pansi, Michael P. (* 1979), österreichischer Koch
- Pansing, Fred (1844–1912), deutsch-amerikanischer Maler
- Pansino, Rosanna (* 1985), US-amerikanische Schauspielerin, Sängerin und Youtuberin
- Pansiri Sukunee (* 1990), thailändischer Fußballspieler
- Panske, Dietmar (1967–2025), deutscher Politiker (CDU), MdLDietmar Panske (1967–2025)

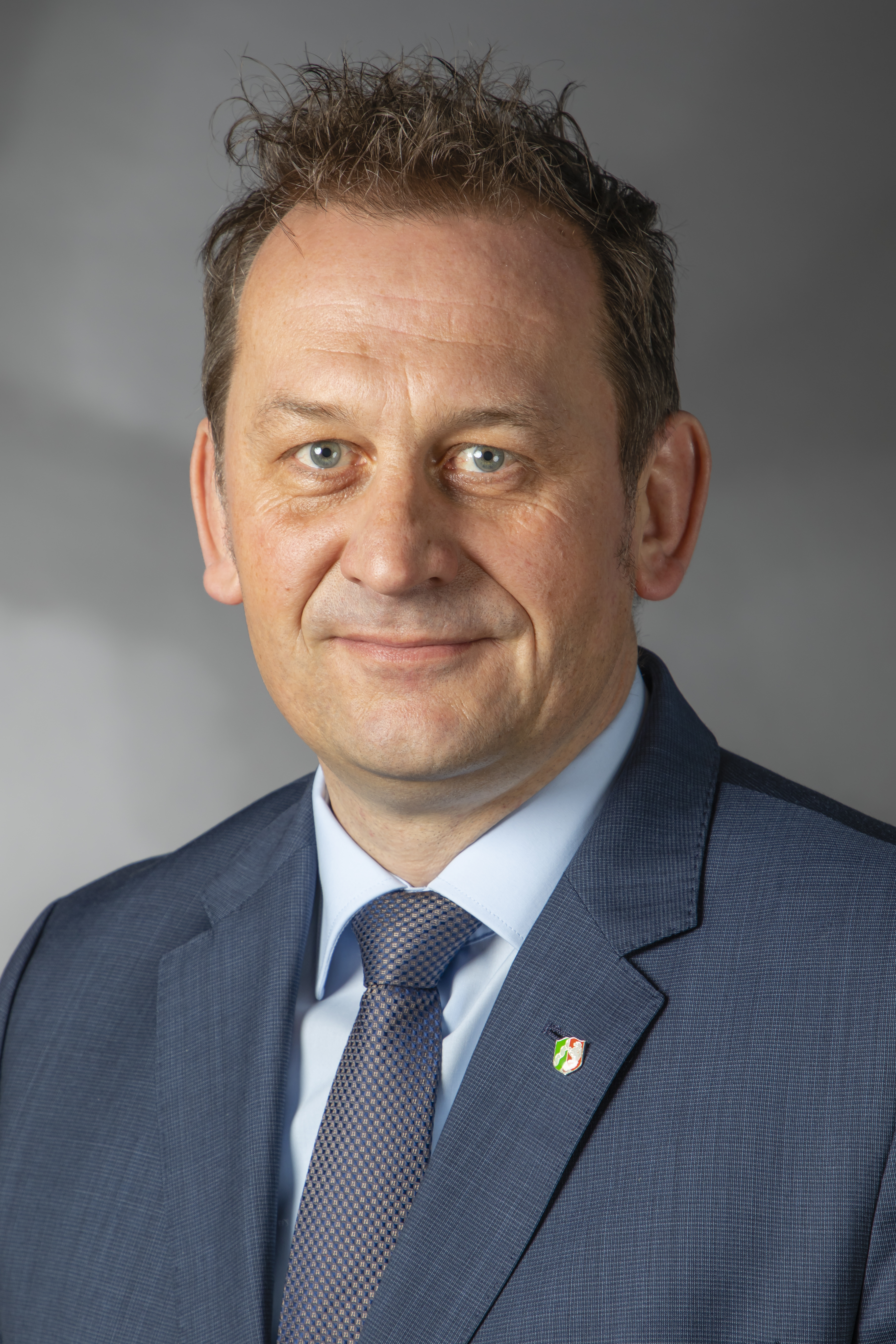
Dietmar Panske (1967–2025)

- Panske, Günter, deutscher literarischer Übersetzer
- Panske, Paul (1863–1936), preußischer römisch-katholischer Geistlicher in der Diözese Kulm
- Panskow, Wladimir Georgijewitsch (* 1944), russischer Staatsmann und Finanzexperte
- Panský, Jindřich (* 1960), tschechischer Tischtennisspieler
- Panso, Voldemar (1920–1977), sowjetischer Filmschauspieler, Drehbuchautor und Pädagoge
- Pansold, Bernd (* 1942), deutscher Sportmediziner
- Pansold, Erich (1900–1982), deutscher Textildesigner
- Pansow, Jürgen (1939–2010), deutscher Grafiker, Maler und Bildhauer
- Pansowová, Emerita (* 1946), deutsch-slowakische Bildhauerin
- Pansu, Pierre (* 1959), französischer Mathematiker
- Pansy, Sarah (* 1990), österreichische Politikerin der KPÖ

### Pant
- Pant, Aditi (* 1943), indische Meeresbiologin
- Pant, Apasaheb Balasaheb (1912–1992), indischer Diplomat
- Pant, Eduard (1887–1938), polnischer Politiker der deutschen Katholiken Polens
- Pant, Govind Ballabh (1887–1961), indischer Politiker und Rechtsanwalt
- Pant, Hans Anand (* 1962), deutscher Bildungsforscher
- Pant, Rishabh (* 1997), indischer Cricketspieler
- Pant, Theresia van der (1924–2013), niederländische Bildhauerin, Zeichnerin und Akademielehrerin
- Pańta, Andrzej (* 1954), polnischer Lyriker und Übersetzer deutscher Literatur
- Pantaenus, christlicher Theologe
- Pantages, Alexander († 1936), US-amerikanischer Vaudeville-Impresario
- Pantajewa, Irina Wladlenowna (* 1967), russisches Fotomodel und SchauspielerinIrina Wladlenowna Pantajewa (* 1967)

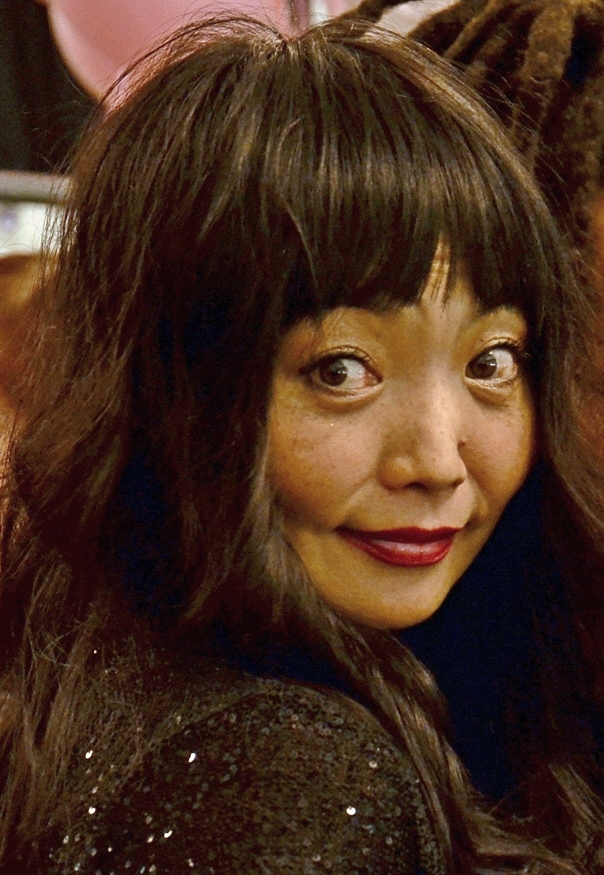
Irina Wladlenowna Pantajewa (* 1967)

- Pantakan Kasemkulwirai (* 1997), thailändischer Fußballspieler
- Pantaleão, Kaio (* 1995), brasilianischer Fußballspieler
- Pantalejew, Radoslaw (* 1993), bulgarischer Boxer
- Pantaleo, Adriano (* 1983), italienischer Schauspieler
- Pantaleo, Giuseppe (* 1988), deutsch-italienischer Pokerspieler
- Pantaleon, antiker Herrscher von Pisa
- Pantaleon, indischer König
- Pantaleon († 305), frühchristlicher Heiliger, Märtyrer, Nothelfer
- Pantaleón, Adalgisa, dominikanische Sängerin und Schauspielerin
- Pantaleon, Heinrich (1522–1595), Schweizer Arzt und Späthumanist
- Pantaleon, Sotirios (* 1980), griechischer Volleyball-Nationalspieler
- Pantaleone da Confienza, italienischer Arzt und Diplomat
- Pantaleoni, Diomede (1810–1885), italienischer Arzt und Politiker
- Pantaleoni, Maffeo (1857–1924), italienischer Ökonom und Politiker
- Pantaleoni, Romilda (1847–1917), italienische Opernsängerin (Sopran)
- Pantaloni, Dominique (* 1935), französischer Biophysiker
- Pantalus, angeblich erster Bischof von Basel
- Pantaney, Rebecca (* 1975), englische Badmintonspielerin
- Pantani, Marco (1970–2004), italienischer RadrennfahrerMarco Pantani (1970–2004)

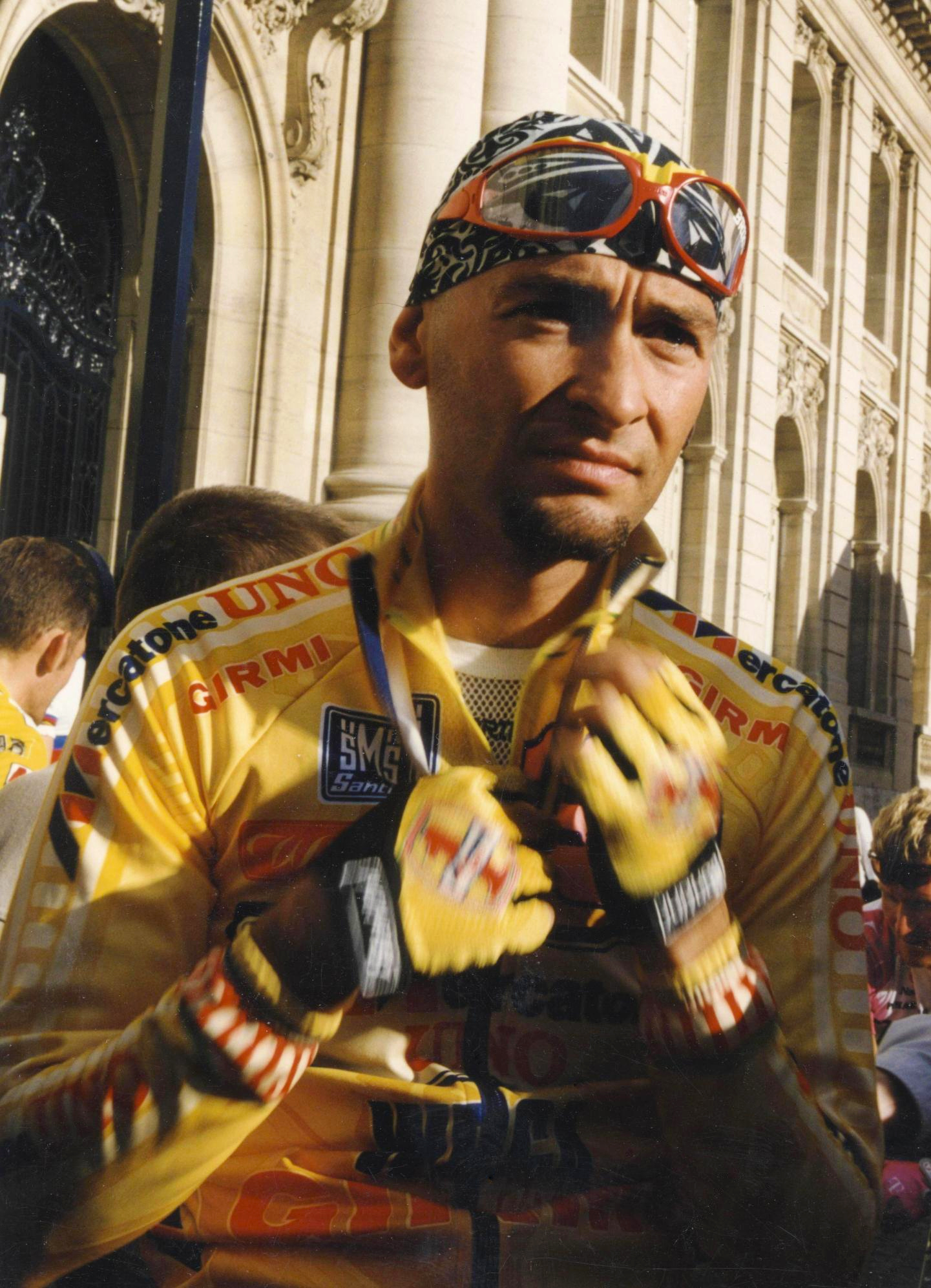
Marco Pantani (1970–2004)

- Pantani, Roberta (* 1965), Schweizer Politikerin (Lega)
- Pantano, Daniele (* 1976), Schweizer Dichter, Schriftsteller und Übersetzer
- Pantano, Giorgio (* 1979), italienischer Autorennfahrer
- Pantano, Jarlinson (* 1988), kolumbianischer Bahn- und Straßenradrennfahrer
- Pantawane, Arundhati (* 1989), indische Badmintonspielerin
- Pantazi, Chariklia (* 1985), griechische Sportgymnastin
- Pantazidis, griechischer Sportschütze
- Pantazis, Andreas (* 2000), griechischer Dreispringer
- Pantazis, Christos (* 1975), deutscher Arzt und Politiker (SPD), MdLChristos Pantazis (* 1975)

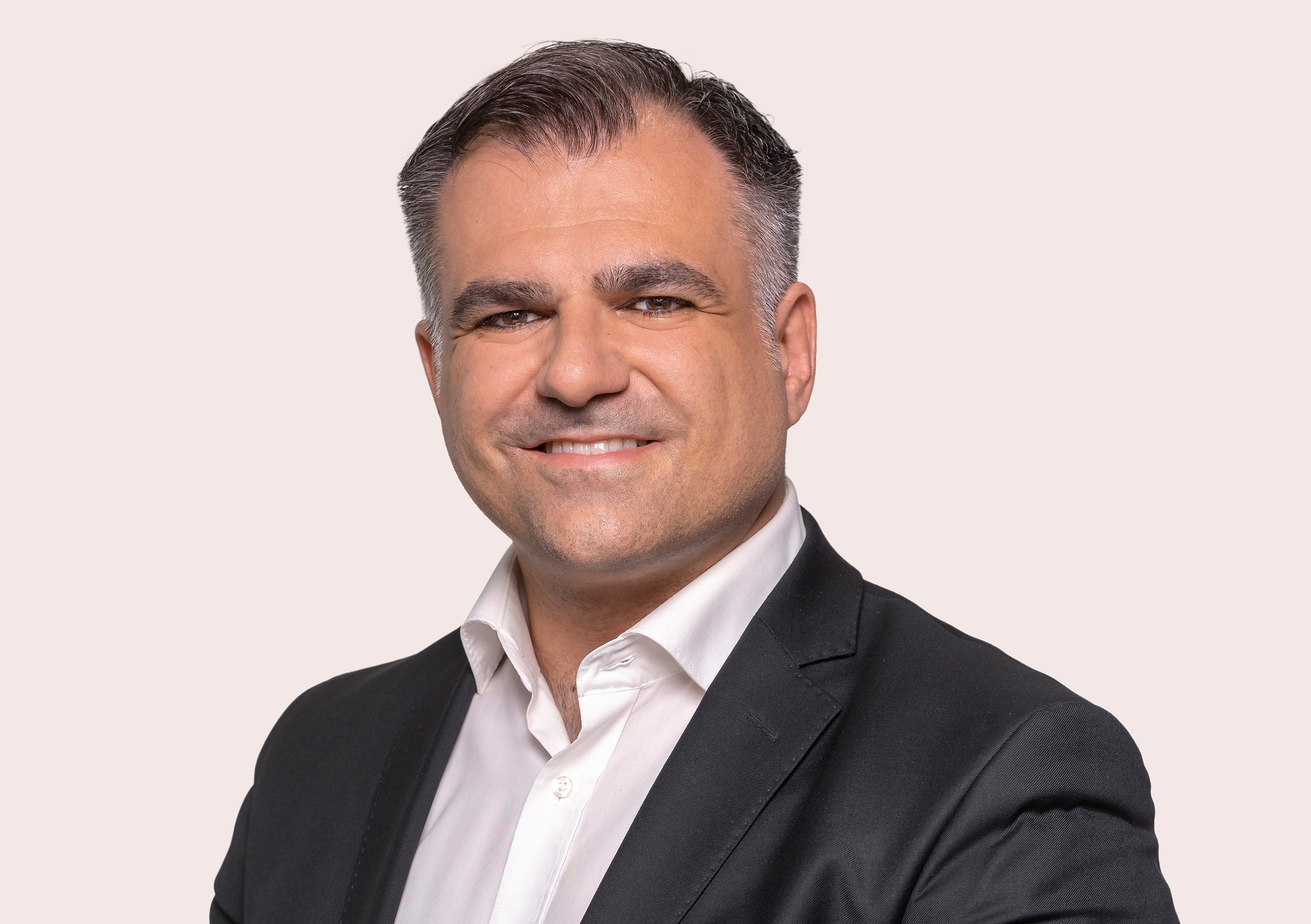
Christos Pantazis (* 1975)

- Pantazis, Périclès (1849–1884), griechischer Maler
- Pantchev, Wladimir (1948–2021), bulgarisch-österreichischer Komponist zeitgenössischer Musik
- Pantchoulidzew, Alexis (1888–1968), niederländischer Dressurreiter
- Pante, Christoph (1878–1960), deutscher Tierarzt
- Pante, Isaac (* 1981), Schweizer Schriftsteller und Sprachwissenschaftler
- Pante, Virgilio (* 1946), italienischer Ordensgeistlicher und römisch-katholischer Bischof von Maralal
- Pantea, Ionel (* 1941), rumänischer Bassbariton und Opernregisseur
- Pantel, Bruno W. (1921–1995), deutscher Schauspieler, Kabarettist und Synchronsprecher
- Pantel, Ernst-Georg (1922–2003), deutscher Manager im Flugzeugbau
- Pantel, Gerhard, deutscher Propagandist und Pressefunktionär
- Pantel, Johannes (* 1963), deutscher Gerontologe und Hochschullehrer
- Pantel, Jörg (* 1958), deutscher Heilpraktiker und Autor
- Pantel, Patricia (* 1971), deutsche Fernsehreporterin und Moderatorin
- Pantel, Sylvia (* 1961), deutsche Politikerin (CDU, parteilos)Sylvia Pantel (* 1961)

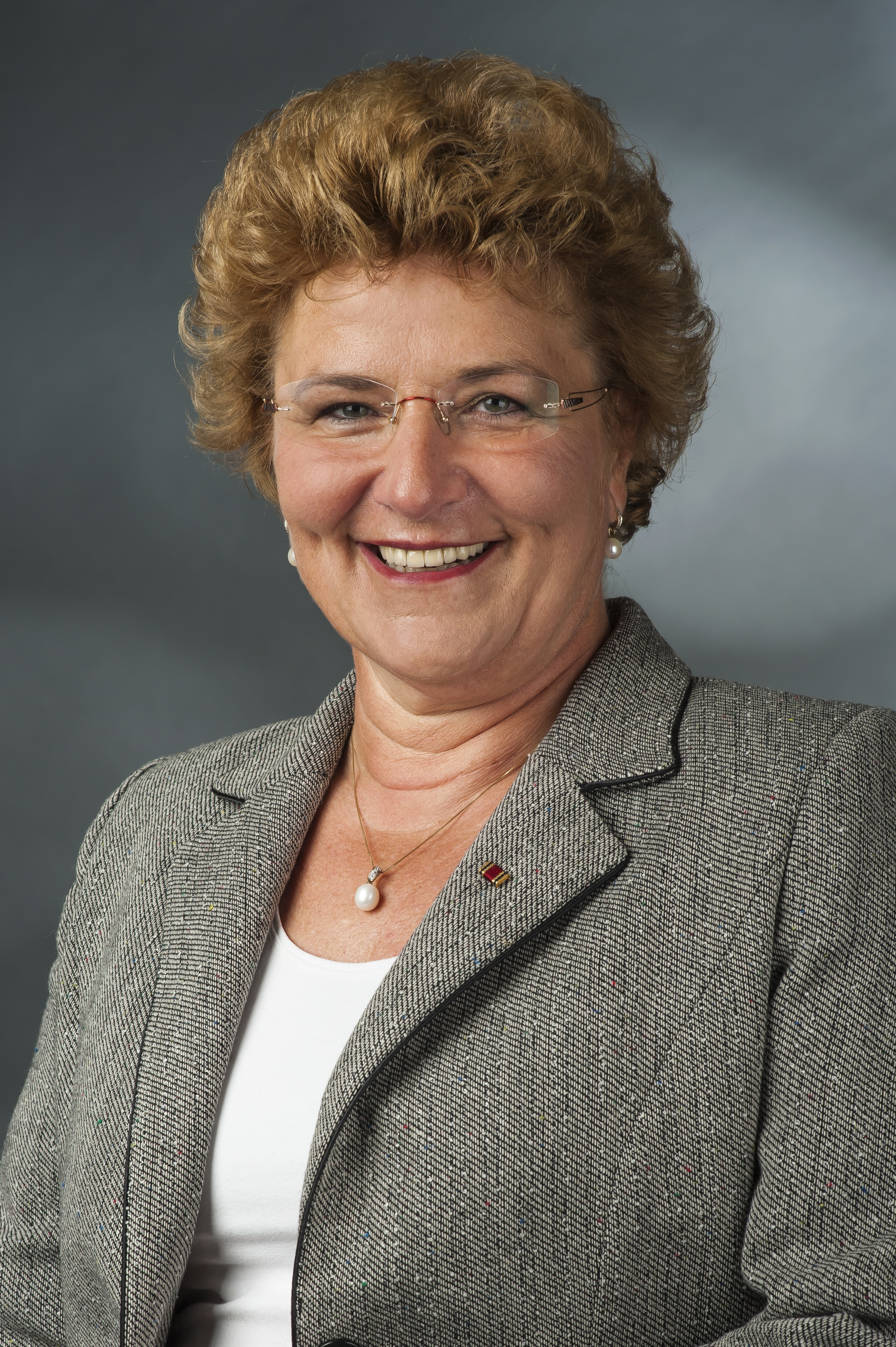
Sylvia Pantel (* 1961)

- Panteleit, Fritz (* 1902), deutscher DBD-Funktionär, MdV
- Panteleit, Simone (* 1976), deutsche Radio- und Fernsehmoderatorin, Autorin, Redakteurin und Sprecherin
- Pantelej, Wolodymyr (1945–2000), sowjetisch-ukrainischer Mittelstreckenläufer
- Panteļejevs, Grigorijs (* 1972), lettischer Eishockeyspieler
- Pantelejew, Anatoli Konstantinowitsch (1915–1989), sowjetischer Luftfahrtingenieur
- Pantelejew, Juri Alexandrowitsch (1901–1983), sowjetischer Admiral
- Pantelejew, Leonid (1908–1987), sowjetischer Schriftsteller
- Pantelejew, Wladislaw Wladimirowitsch (* 1996), russischer Fußballspieler
- Pantelejewa, Marina Wladimirowna (* 1989), russische Sprinterin
- Pantelejewa, Natalja Eduardowna (* 1983), russische Mittelstreckenläuferin
- Pantelejewa, Serafima Wassiljewna (1846–1918), russische Physiologin, Schriftstellerin und Frauenrechtlerin
- Pantelejmonow, Heorhij (1885–1934), russischer Sportschütze
- Pantelić, Đorđe (* 1984), serbischer Basketballspieler und -trainer
- Pantelić, Dragan (1951–2021), jugoslawischer Fußballtorhüter
- Pantelić, Ilija (1942–2014), jugoslawischer Fußballtorhüter
- Pantelić, Marko (* 1978), serbischer FußballspielerMarko Pantelić (* 1978)

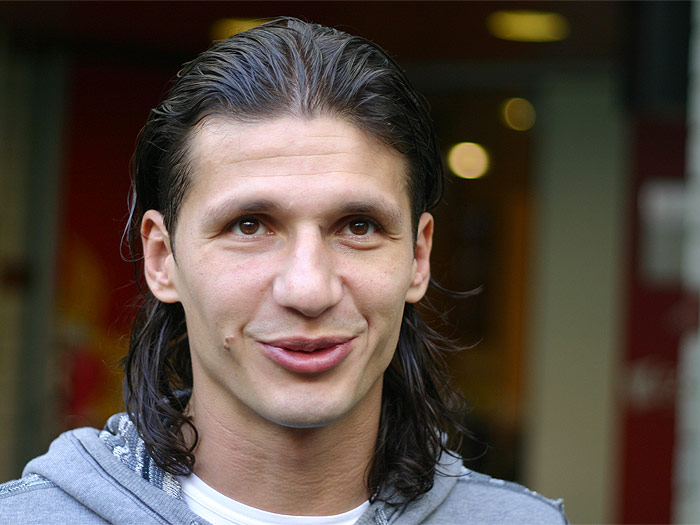
Marko Pantelić (* 1978)

- Pantelidis, Pantelis (1983–2016), griechischer Sänger, Komponist und Liedtexter
- Pantelimon, Doru (1955–2010), rumänischer Fußballspieler
- Pantelimon, Oana (* 1972), rumänische Leichtathletin
- Panteljejewa, Ksenija (* 1994), ukrainische Degenfechterin
- Pantelouris, Michalis (* 1974), deutsch-griechischer Autor, Journalist und Kolumnist
- Pantemis, James (* 1997), kanadisch-nigerianischer Fußballspieler
- Panten, Albert (* 1945), nordfriesischer Heimatforscher und Lehrer
- Panten, Silke (* 1979), deutsche Basketballspielerin
- Panten, Uwe (* 1940), deutscher Pharmakologe und Hochschullehrer
- Pantenburg, Albert (1875–1933), deutscher Verwaltungsjurist und Parlamentarier
- Pantenburg, Vitalis (* 1901), deutscher Autor
- Pantenius, Theodor Hermann (1843–1915), deutscher Schriftsteller und Zeitschriftenredakteur
- Pantenius, Wilhelm Christian (1806–1849), deutschbaltischer Theologe und Journalist
- Panteo, Giovanni Agostino, Alchemist
- Panter, Anne (* 1984), britische Hockeyspielerin
- Panter, Dirk (* 1974), deutscher Politiker (SPD), MdL
- Panter, Gary (* 1950), US-amerikanischer Comiczeichner, Kunstmaler, Graphikdesigner, Innenarchitekt
- Panter, Sylvia (1962–2014), deutsche Schauspielerin, Regisseurin und Theaterleiterin
- Pantera, Tiberius Iulius Abdes, römischer Soldat
- Pantermöller, Marko (* 1970), deutscher Fennist
- Pantermüller, Alice (* 1968), deutsche KinderbuchautorinAlice Pantermüller (* 1968)

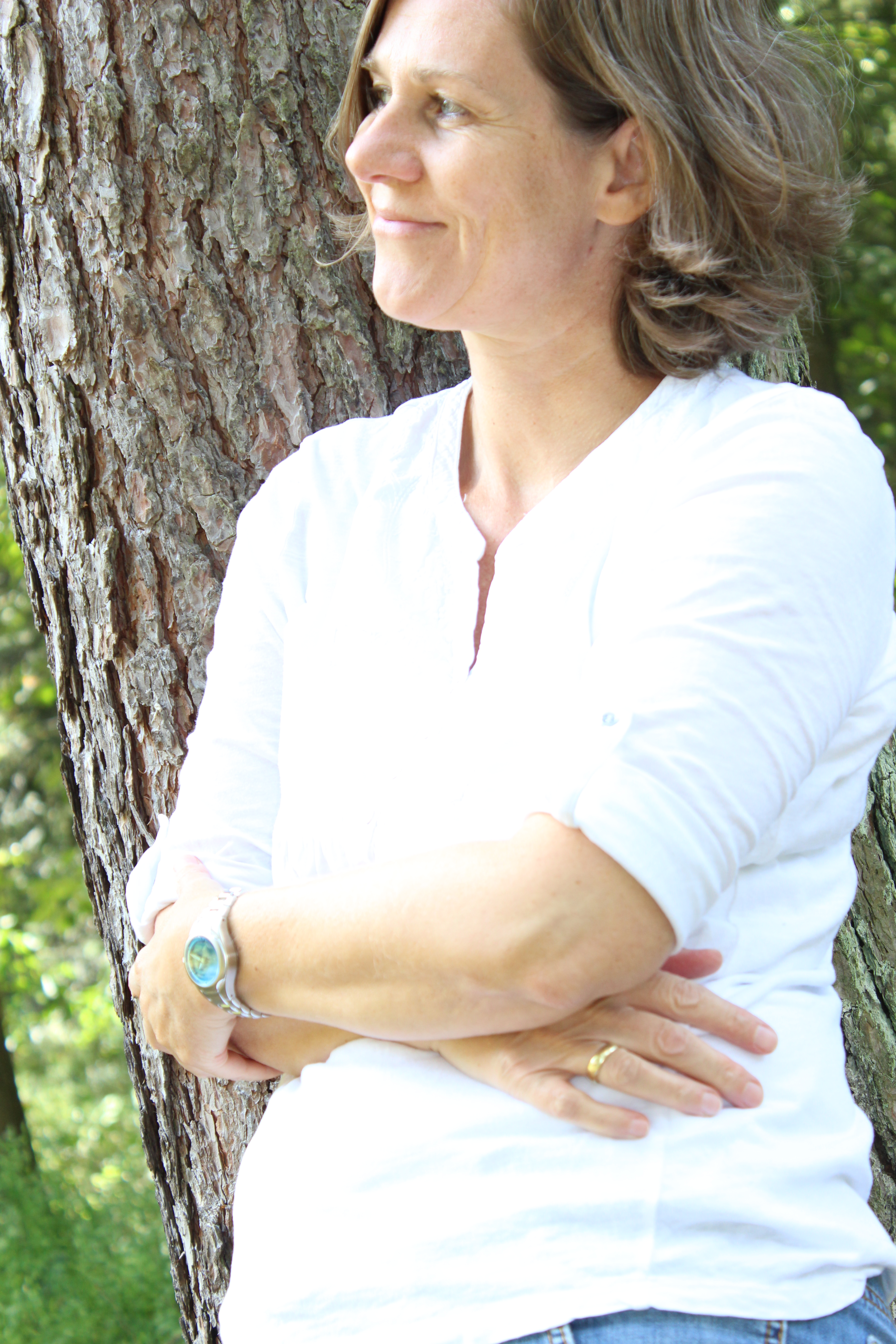
Alice Pantermüller (* 1968)

- Pantev, Tony (* 1963), US-amerikanischer Mathematiker
- Pantförder, Wolfgang (* 1950), deutscher Politiker (CDU), Bürgermeister von Recklinghausen (1999–2014)
- Pantha du Prince (* 1975), deutscher Techno-Musiker, Komponist und Konzeptkünstler
- Panthaki, Ray (* 1979), britischer Schauspieler, Filmproduzent und -regisseurRay Panthaki (* 1979)

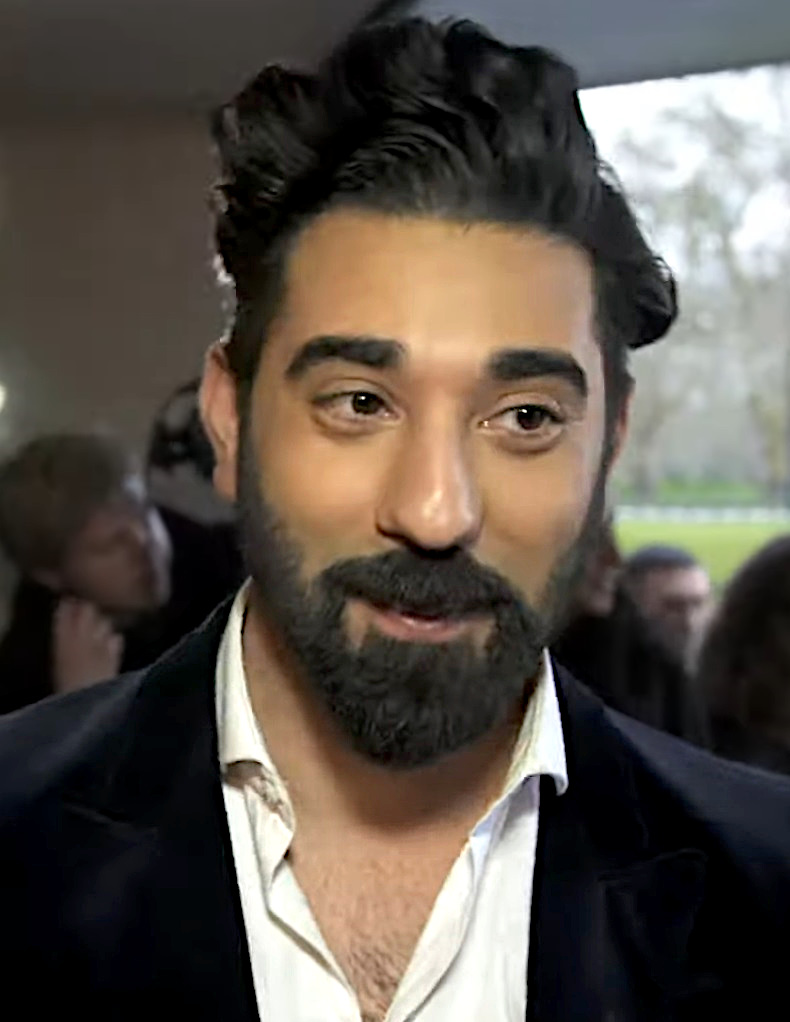
Ray Panthaki (* 1979)

- Panthakit Boonyachot (* 2003), thailändischer Fußballspieler
- Panthel, Carl (1821–1900), deutscher Badearzt in Bad Ems
- Panther, Anne (* 1982), deutsche Basketballschiedsrichterin
- Panther, Klaus-Uwe (* 1942), deutscher Anglist
- Panther, Stephan (* 1961), deutscher Wirtschaftswissenschaftler und Hochschullehrer
- Panther-Maler, griechischer Vasenmaler
- Pantherios Skleros, byzantinischer Feldherr
- Panthès, Marie (1871–1955), russische Pianistin
- Panthoides, griechischer Philosoph
- Pantić, Aleksandar (* 1992), serbischer Fußballspieler
- Pantić, Danilo (* 1996), serbischer Fußballspieler
- Pantić, Đorđe (* 1980), serbischer Fußballtorhüter
- Pantić, Maja (* 1970), serbische Informatikerin
- Pantić, Milinko (* 1966), jugoslawischer bzw. serbischer Fußballtrainer
- Pantić, Mladen (* 1982), serbischer Basketballspieler
- Pantidos, Nikolaos (* 1991), griechischer Fußballspieler
- Pantilimon, Costel (* 1987), rumänischer Fußballtorhüter
- Pantillon, François (1928–2025), Schweizer Chorleiter und Komponist
- Pantillon, Marc (* 1957), Schweizer Pianist
- Pantin, Carl Frederick Abel (1899–1967), britischer Zoologe
- Pantin, Gordon Anthony (1929–2000), römisch-katholischer Bischof auf den Antillen
- Panting, Deanna (* 1964), kanadische Skeletonpilotin
- Pantisano, Alfonso (* 1975), deutscher LGBT-AktivistAlfonso Pantisano (* 1975)

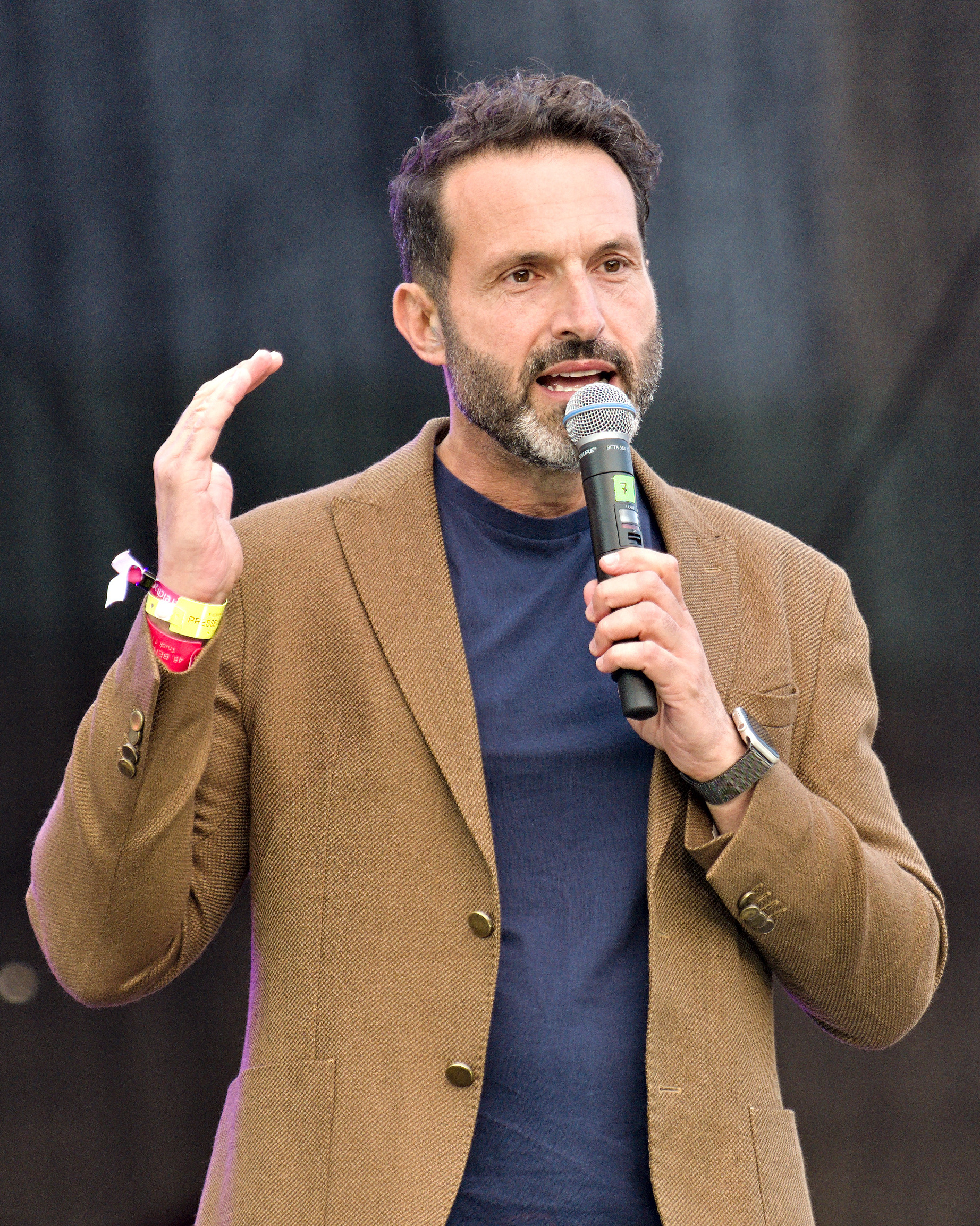
Alfonso Pantisano (* 1975)

- Pantisano, Luigi (* 1979), deutscher Politiker (Die Linke)
- Pantjuchina, Jekaterina Igorewna (* 1993), russische Fußballspielerin
- Pantjuchow, Juri Borissowitsch (1931–1981), sowjetischer Eishockeyspieler
- Pantke, Adam (1676–1732), deutscher evangelisch-lutherischer Kirchenhistoriker
- Pantkowski, Mirko (* 1998), deutscher Eishockeytorwart
- Pantle, Albert (1859–1921), deutscher Architekt
- Pantle, Christian (* 1970), deutscher Wissenschaftsjournalist und Buchautor
- Pantlen, Hermann (1887–1968), Heeresarchivdirektor in Stuttgart
- Pantling, Andrew (* 1983), kanadischer Pokerspieler und Unternehmer
- Panto, Peter (1910–1939), US-amerikanischer Gewerkschaftsaktivist und Hafenarbeiter
- Pantocsek, Jozef (1846–1916), ungarischer Mediziner, Mikropaläontologe und Botaniker
- Pantocsek, Leo (1812–1893), ungarischer Chemiker und Fotopionier
- Pantoja de la Cruz, Juan (1553–1608), spanischer Maler
- Pantoja, Isabel (* 1956), spanische Sängerin
- Pantoja, Pablo (* 1996), spanischer Eishockeyspieler
- Pantoliano, Joe (* 1951), US-amerikanischer SchauspielerJoe Pantoliano (* 1951)

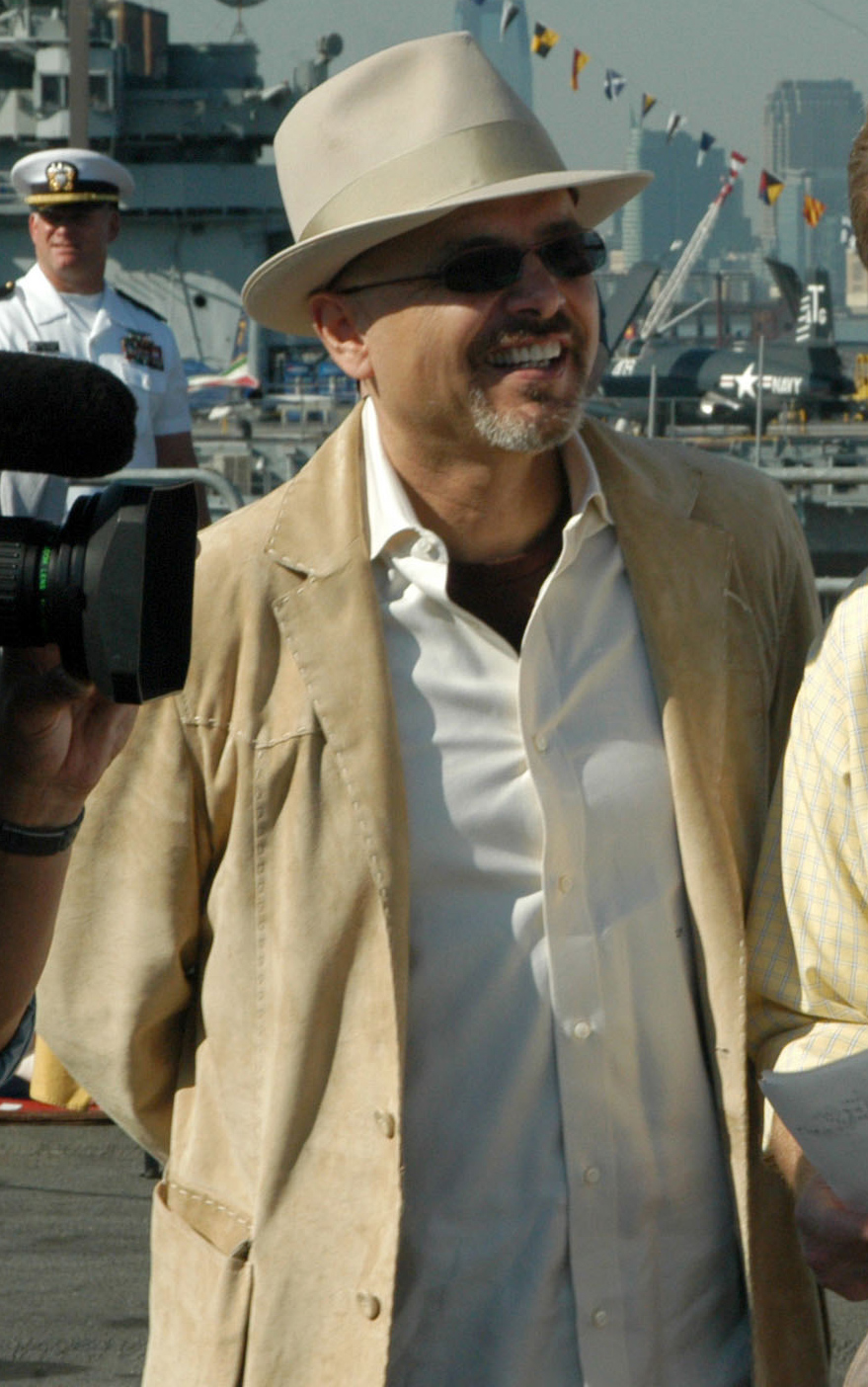
Joe Pantoliano (* 1951)

- Panton, Diana (* 1974), kanadische Jazzsängerin
- Panton, Diomedes (* 1960), philippinischer Radrennfahrer
- Panton, Peter (* 1932), australischer Radrennfahrer
- Panton, Verner (1926–1998), dänischer Innenarchitekt und Designer
- Pantordanos, makedonischer Reiteroffizier
- Pantović, Miloš (* 1996), serbischer Fußballspieler
- Pantow, Anton (* 1991), kasachischer Biathlet
- Pantow, Dmitri (* 1969), kasachischer Biathlet
- Pantridge, Frank (1916–2004), irisch-britischer Mediziner
- Pantsch, Petro (1891–1978), ukrainisch-sowjetischer Schriftsteller
- Pantscheff, Ljubomir (1913–2003), bulgarisch-österreichischer Opernsänger (Bass), Kammersänger
- Pantschenko, Iwan Wiktorowitsch (* 1984), russischer Biathlet
- Pantschenko, Jaroslaw (* 2001), ukrainischer Eishockeyspieler
- Pantschenko, Julija Wiktorowna (* 1985), russische Biathletin
- Pantschenko, Kirill Wiktorowitsch (* 1989), russischer Fußballspieler
- Pantschenko, Ljubow (1938–2022), ukrainische Künstlerin
- Pantschew, Gawrail (1954–2020), bulgarischer Philologe und Autor
- Pantschewski, Petar (1902–1982), bulgarischer Politiker und General
- Pantschuk, Oleh (1932–2022), sowjetischer bzw. ukrainischer Chemiker und Publizist
- Pantůček, Zbyšek (* 1967), tschechischer Sänger, Synchronsprecher, Schauspieler
- Pantuček-Eisenbacher, Peter (* 1953), österreichischer Diplomsozialarbeiter, Soziologe, Supervisor und Hochschullehrer
- Pantůčková, Gabriela (* 1995), tschechische Tennisspielerin
- Pantůčková, Magdaléna (* 1999), tschechische Tennisspielerin
- Panțuru, Ion (1934–2016), rumänischer Bobsportler
- Pantz, Adolf (1826–1879), österreichischer Politiker
- Pantz, Anton von (1864–1945), österreichischer Beamter, Heraldiker und Genealoge
- Pantz, Ferdinand (1868–1933), österreichischer Politiker der Deutschen Nationalpartei (DnP)
- Pantzar, Melwin (* 2000), schwedischer Basketballspieler
- Pantzer, Christian (* 1962), deutscher Architekt
- Pantzer, Peter (1942–2025), österreichischer Japanologe und Hochschullehrer
- Pantzner, Christoph († 1761), mährisch-österreichischer Orgelbauer

### Panu
- Panucci, Christian (* 1973), italienischer Fußballspieler und -trainerChristian Panucci (* 1973)

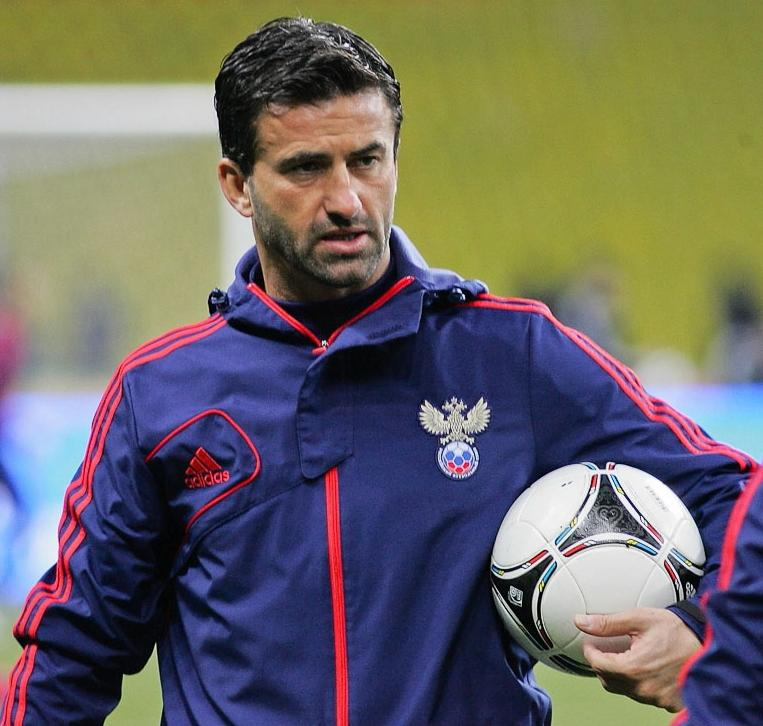
Christian Panucci (* 1973)

- Panudech Maiwong (* 1996), thailändischer Fußballspieler
- Panudech Suabpeng (* 1998), thailändischer Fußballspieler
- Panuelo, David (* 1964), mikronesischer Politiker
- Panufnik, Andrzej (1914–1991), polnischer Komponist
- Panufnik, Roxanna (* 1968), englische Komponistin
- Panula, Jorma (* 1930), finnischer DirigentJorma Panula (* 1930)

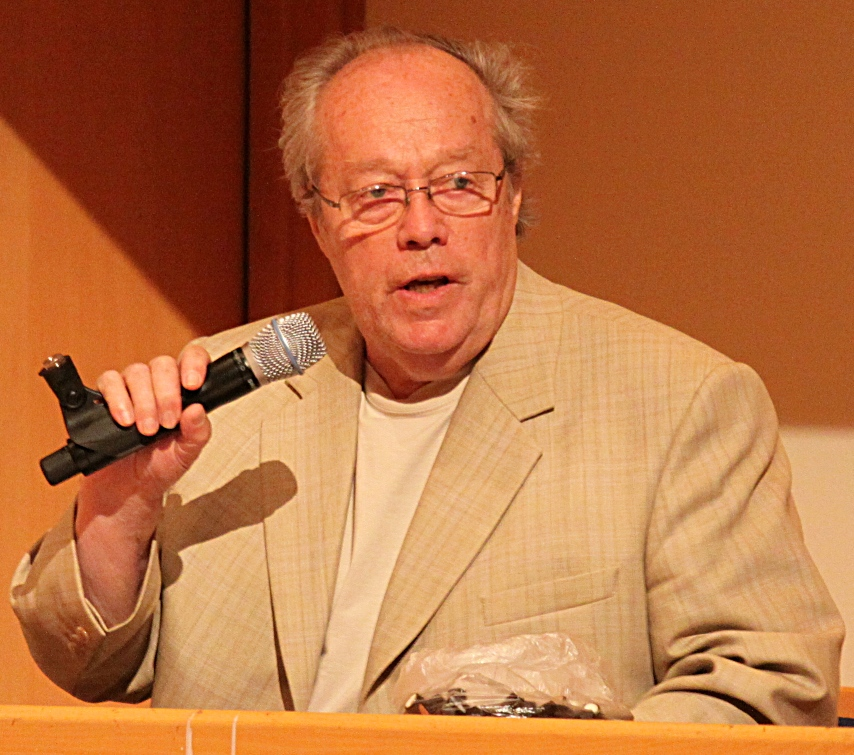
Jorma Panula (* 1930)

- Panum, Peter (1820–1885), dänischer Physiologe
- Panunzio, Sergio (1886–1944), italienischer Theoretiker des Faschismus
- Panupan Juheang (* 1996), thailändischer Fußballspieler
- Panupong Hansuri (* 1996), thailändischer Fußballspieler
- Panupong Kingsang (* 1993), thailändischer Fußballspieler
- Panupong Phuakphralap (* 2002), thailändischer Fußballspieler
- Panupong Pijittham (* 1989), thailändischer Fußballspieler
- Panupong Rungsuree (* 1997), thailändischer Fußballspieler
- Panupong Sa-nguannam (* 2001), thailändischer Fußballspieler
- Panupong Wongpila (* 2003), thailändischer Fußballspieler
- Panupong Wongsa (* 1983), thailändischer Fußballspieler
- Panuschka, Wolfgang (* 1942), österreichischer Maler, Grafiker, Bildhauer und Restaurator
- Panutach Rungjang (* 1998), thailändischer Fußballspieler
- Panuwat Kongchan (* 1983), thailändischer Fußballspieler
- Panuwat Meenapa (* 1991), thailändischer Fußballspieler
- Panuwat Sritongdee (* 1997), thailändischer Fußballspieler
- Panuwat Yimsa-ngar (* 1982), thailändischer Fußballspieler

### Panv
- Panvinio, Onofrio (1530–1568), italienischer Theologe, Kirchenhistoriker und Altertumsforscher
- Panvisavas, Tesana (* 1978), thailändischer Badmintonspieler

### Pany
- Pany, Astrid (* 1975), österreichische Politikerin der SPÖ
- Pany, Franz (1957–2021), deutscher Vertriebenenfunktionär
- Pany, Leonore (1877–1965), österreichische Schriftstellerin und Komponistin
- Panya Kritcharoen, John Bosco (1949–2025), thailändischer Geistlicher, römisch-katholischer  Bischof von Ratchaburi
- Panya Srida (* 1998), thailändischer Fußballspieler
- Panyarachun, Rak (1914–2007), thailändischer Politiker
- Panyassis, griechischer Epenschreiber
- Panyawat Nisangram (* 1999), thailändischer Fußballspieler
- Panyik, János (* 1970), ungarischer Biathlet
- Panyin, Osei Kwame, Asantehene (Herrscher) des Königreichs Aschanti
- Panyó i Figaró, Joan Carles (1755–1840), katalanischer Maler
- Panyr, Jiří (1942–2010), deutscher Mathematiker und Informationswissenschaftler

### Panz
- Panza, Marie-Paule (* 1960), französische Judoka
- Panza, Piero, italienischer Fernsehregisseur
- Panzacchi, Enrico (1840–1904), italienischer Dichter und Kunstkritiker
- Panzacchi, Maria Elena (1668–1737), italienische Malerin
- Panzalović, Srđan (* 1970), deutscher Schachspieler
- Panzani, Christophe (* 1975), französischer Jazzmusiker
- Panzanini, Sabina (* 1972), italienische Skirennläuferin
- Panzenbeck, Karl (1899–1967), österreichischer humoristischer Autor und Vortragskünstler
- Panzenböck, Josef (1900–1984), österreichischer Politiker (SPÖ), Mitglied des Bundesrates
- Panzenhagen, Kristin (* 1978), US-amerikanischer Brigadegeneral
- Panzer, Ariel (* 1973), argentinischer Handballtorwart
- Panzer, Baldur (1934–2017), deutscher Slawist
- Panzer, Bernd (* 1967), deutscher Schauspieler, Hörbuchsprecher und Journalist
- Panzer, Elizabeth, US-amerikanische Jazz-Harfenistin
- Panzer, Friedrich (1794–1854), bayerischer Sagenforscher
- Panzer, Friedrich (1870–1956), deutscher Germanist
- Panzer, Fritz (* 1945), österreichischer Bildhauer, Maler und Zeichner
- Panzer, Fritz (1955–2020), österreichischer Verleger, Kulturmanager und Autor
- Panzer, Georg Wolfgang (1729–1805), deutscher Pfarrer und Verfasser von Bibliographien
- Panzer, Georg Wolfgang Franz (1755–1829), deutscher Arzt, Botaniker und Entomologe
- Panzer, Johann (1875–1950), deutscher Politiker (SPD)
- Panzer, Johann Friedrich Heinrich (1764–1815), deutscher evangelischer Theologe und Geistlicher
- Panzer, Paul (1872–1958), deutsch-amerikanischer Schauspieler
- Panzer, Paul (* 1972), deutscher ComedianPaul Panzer (* 1972)

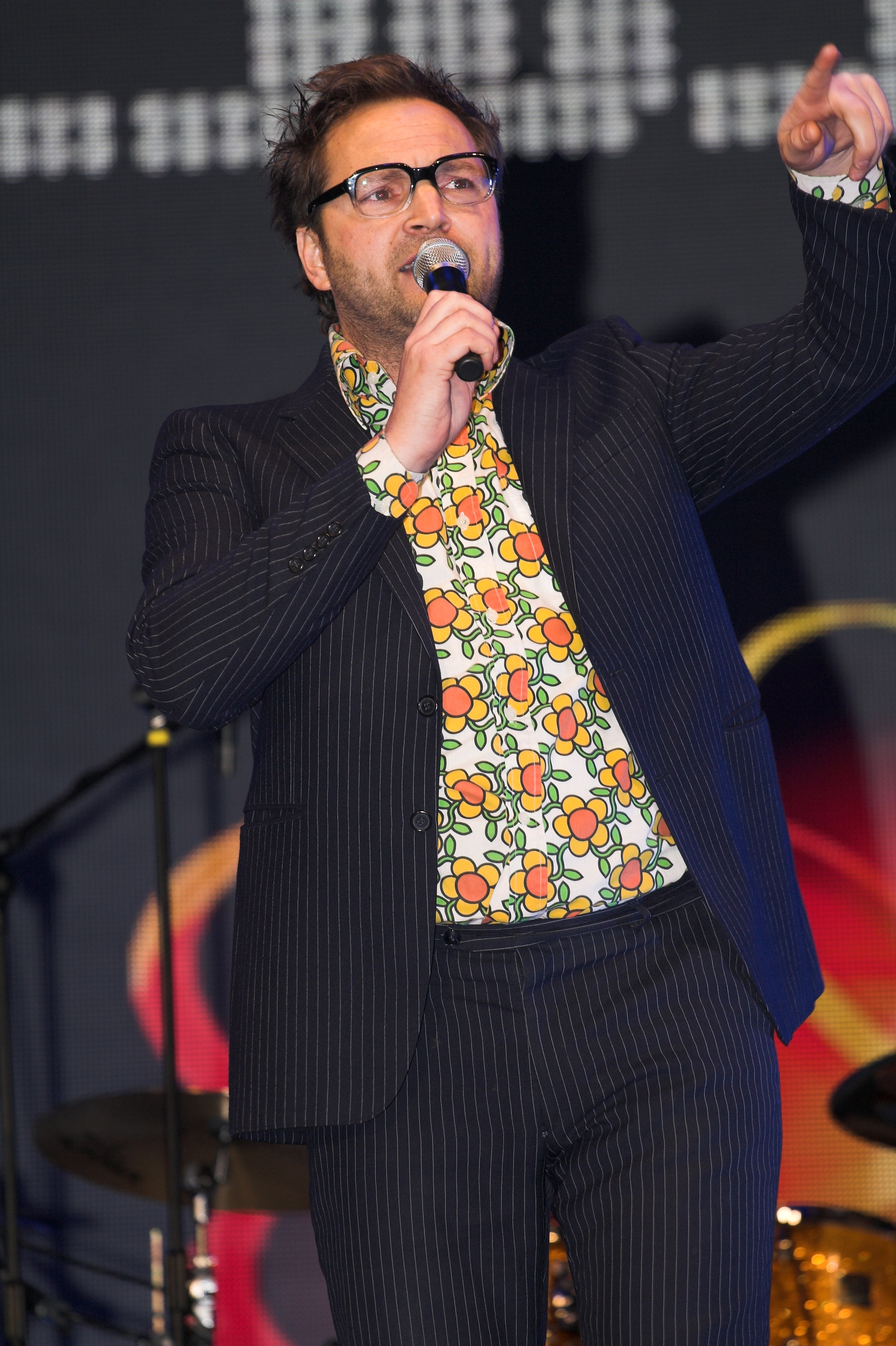
Paul Panzer (* 1972)

- Panzer, Peter (* 1963), deutscher Schachspieler
- Panzer, Sabine (* 1960), österreichische Komponistin
- Panzer, Susan (* 1976), deutsche Bahnradsportlerin
- Panzer, Ullrich (* 1944), deutscher Polizist
- Panzer, Volker (1947–2020), deutscher Journalist und Herausgeber des Humanistischen PressedienstesVolker Panzer (1947–2020)

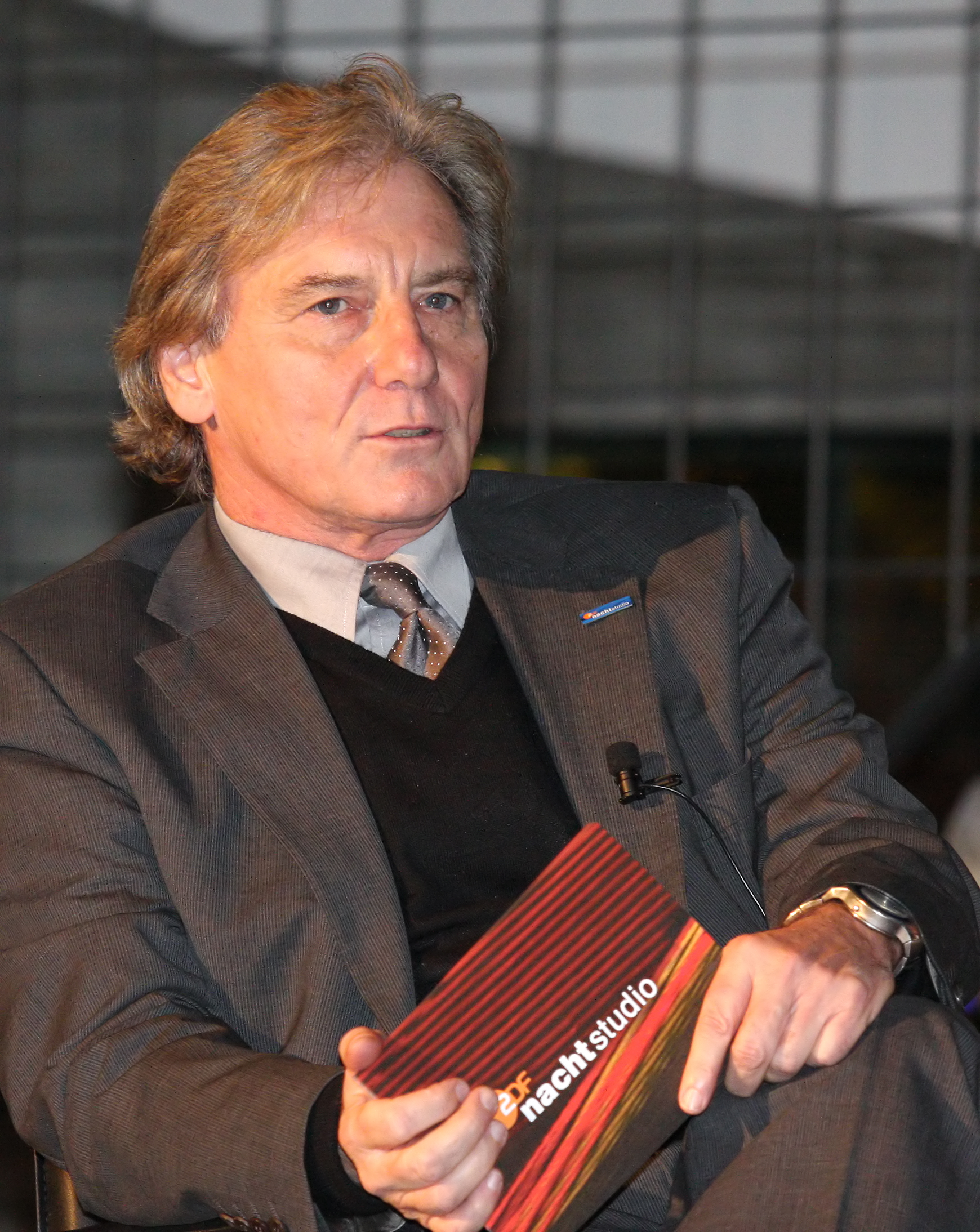
Volker Panzer (1947–2020)

- Panzer, William N. (1942–2007), US-amerikanischer Fernseh- und Filmproduzent
- Panzer, Wolfgang (1896–1983), deutscher Geograph
- Panzer, Wolfgang (* 1947), deutscher Regisseur
- Panzer, Wolfgang (* 1967), deutscher Kommunalpolitiker (SPD)
- Panzéra, Charles (1896–1976), französischer Sänger und Musikpädagoge
- Panzeri, Mario (* 1964), italienischer Bergsteiger und Bergführer
- Panzeri, Pier Antonio (* 1955), italienischer Politiker (PD), MdEP
- Panzerschanski, Eduard Samuilowitsch (1887–1937), sowjetischer Militär und Oberkommandierender der sowjetischen Seekriegsflotte
- Panzetta, Angelo Raffaele (* 1966), italienischer römisch-katholischer Geistlicher, Erzbischof von Lecce
- Panzica, Samuel (* 1992), US-amerikanischer Pokerspieler
- Panziera, Margherita (* 1995), italienische Schwimmerin
- Panzieri, Raniero (1921–1964), italienischer Marxist, Begründer des Operaismus
- Panzinger, Friedrich (1903–1959), deutscher Chef des Reichskriminalpolizeiamtes und Mitarbeiter des Bundesnachrichtendienstes
- Panzini, Alfredo (1863–1939), italienischer Schriftsteller, Historiker, Italianist und Lexikograf
- Panzini, Angelo (1820–1886), italienischer Komponist und Musikpädagoge
- Panzirolus, Guido (1523–1599), italienischer Jurist und Hochschullehrer
- Panzner, Adolf (1892–1944), deutscher Politiker (KPD), MdHB
- Panzner, Christa (* 1948), deutsche Malerin
- Panzner, Florian (* 1976), deutscher SchauspielerFlorian Panzner (* 1976)

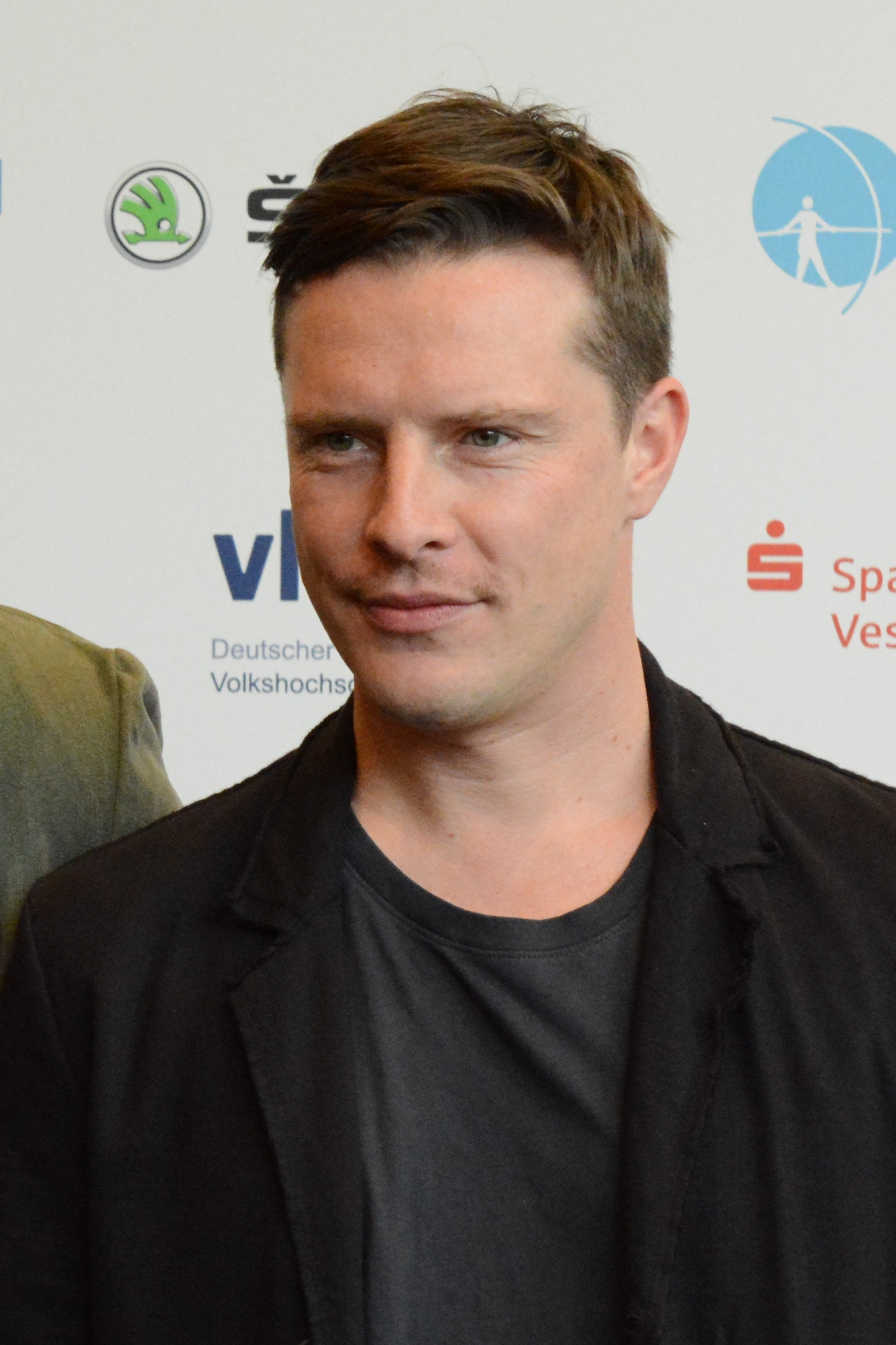
Florian Panzner (* 1976)

- Panzner, Karl (1866–1923), deutscher Dirigent und städtischer Musikdirektor in Düsseldorf
- Panzner, Otto (1853–1921), deutscher Bildhauer
- Panzner, Peter (* 1944), deutscher Maler und Grafiker
- Panzo, Hermann (1958–1999), französischer Leichtathlet
- Panzo, Jonathan (* 2000), englischer Fußballspieler
- Panzram, Bernhard (1902–1998), deutscher katholischer Theologe und Hochschullehrer
- Panzram, Carl (1891–1930), US-amerikanischer Serienmörder
- Panzram, Günther (1923–2014), deutscher Internist, Diabetologe und Hochschullehrer
- Panzram, Sabine (* 1970), deutsche Althistorikerin
- Panzulaia, Lewan (* 1986), georgischer Schachspieler